# 池袋演劇祭
池袋演劇祭（いけぶくろえんげきさい）は豊島区が1989年から「演劇のまち」池袋のイメージアップとまちの活性化のため開催している演劇祭である。

## 特色
出演劇団（上演会場以外に豊島区に関わる規定がない）・審査員（第16回までは豊島区在住・在勤・通学の条件あり）をそれぞれ毎年公募し、期間内に豊島区内にある劇場・ホール等で開催上演された作品に池袋演劇祭賞（大賞・優秀賞・特別賞）を授与している。公演会場に区立の施設を使用する場合に使用料を減免する支援策も取られている。受賞作品の一部に対しては翌年の池袋演劇祭での招待公演が実施される。過去には豊島区民（のち豊島区舞台芸術振興会の支持会員・賛助会員）向けには鑑賞の補助が行われていた。
| No  | 開催ポイント－広がりのある演劇祭をめざして－   | 開催ポイント－広がりのある演劇祭をめざして－ | 6つの特色                                                    |
| No  | 第10回から第12回まで                           | 第13回〜第21回                               | 第22回より（第30回より7つの特色）                            |
| --- | ---------------------------------------------- | -------------------------------------------- | ------------------------------------------------------------ |
| 1   | 池袋演劇祭賞による表彰                         | 池袋演劇祭賞による表彰                       | 誰でも参加できる                                             |
| 2   | 区民審査員の公募                               | （区民）審査員の公募                         | 審査員を公募する                                             |
| 3   | 鑑賞補助券の発行                               | 参加劇団による予告編・CM大会                 | 公募審査員の採点により参加作品を表彰する                     |
| 4   | キャッチフレーズ（イメージキャラクター）の公募 | 鑑賞補助券の発行                             | 参加団体が公演会場として区立ホールを使用する際は割引提供する |
| 5   | 公演会場の優先予約                             | 公演会場の確保                               | 参加団体による前夜祭「予告編・CM大会」を開催する             |
| 6   | 池袋演劇祭賞受賞作品の再演                     | 池袋演劇祭賞受賞作品の再演                   | （大賞）受賞劇団へ、翌年度区立ホールを無償提供する           |
| (7) |                                                |                                              | 大賞受賞団体の翌年の招待公演を広報面でサポートする           |

豊島区では【基本計画2016-2025 施策の達成度をはかる指標】の一つとして「池袋演劇祭の入場者数」を掲げており、令和7年度（2025年度）〈後期目標〉を5万人に設定している。しかしながら、2016年〜2020年での入場者数が〈前期目標〉として設定された4万人に達した回はない。

## 前史 1988年-1989年
地元の演劇関係者からの発案を受け、豊島区・地元企業・東京都・演劇団体・地元商店街の賛同のもと、1988年8月に東京国際演劇祭実行委員会主催による東京国際演劇祭'88池袋が開催された。その好評を受けて（隔年開催のため次回の東京国際演劇祭は1990年）、1989年に池袋演劇祭実行委員会が設置された。
開催・実行委員会の設置の告知とともにシンボルマークを募集した。
後援は以下の３団体であった
- 豊島区
- 豊島区教育委員会[注 6]
- 財団法人豊島区コミュニティ振興公社

実行委員長には三浦大四郎が就任した。

## 1989年
1989年は9月22日-10月1日に開催された。開催時点では「第1回」などの表記は用いられていない。キャッチフレーズは「’89秋 街にドラマが生まれる」。
- 賞を設けることと、審査員を公募することが告知された[広報 7]。
- シンポジウム、講演が行われた。
  - 豊島区民センター文化ホール
    - 9/24 池袋演劇祭事務局 シンポジウム『街と劇場』－街は演劇を変えるか? 演劇は街を変えるか?－

  - （会場記載なし）
    - 9/26,28 小田島雄志 講演 『シェークスピアの世界』
- 東池袋中央公園内に特設野外劇場を設営しての公演が行われた[注 8]。
  - 9/22 財団法人豊島区コミュニティ振興公社『としま薪能』
  - 9/23 財団法人豊島区コミュニティ振興公社 『民俗芸能inとしま』
- 豊島区民センター文化ホール、文芸坐ル・ピリエ、豊島公会堂、シアターグリーン、池袋小劇場、スタジオ200、アートスペースサンライズ・ホ−ル、大塚ジェルスホール、池袋鬼子母神境内特設テント、アートスポット・フリーク、パモス青芸館、カフェテアトル2つの部屋の12会場で計23演目が上演された[広報 7]。

## 第2回〜第10回
表内には便宜的に1989年の情報を加えている。
| 回  | 期間                   | キャッチフレーズ                            | 特記事項 |
| --- | ---------------------- | ------------------------------------------- | --- |
| (1) | 1989年9月22日-10月1日  | ’89秋 街にドラマが生まれる                  | 池袋演劇祭実行委員会設置 シンボルマーク募集 シンポジウム、講演の開催 |
| 2   | 1990年11月1日-11月30日 | 芝居都市宣言ǃ いけぶくろ                    | キャッチフレーズ募集 10月30日 東京芸術劇場開館。ただし当年の池袋演劇祭の会場にはならなかった。 |
| 3   | 1991年8月23日-9月16日  | 舞台が回る 今ときめきの街                   | 第11回以降にキャッチフレーズが再利用されている |
| 4   | 1992年8月29日-10月4日  | 演劇のまち池袋 劇あり、夢あり、未来あり     | 60歳の区民ペア（夫婦のいずれかが昭和7年生まれ）で60組を希望の公演に無料招待 |
| 5   | 1993年8月28日-9月26日  | 一人ひとりが主役です あなたの舞台をお手伝い | としま区民芸術祭提携として池袋演劇祭グランプリ競演が企画され、過去のグランプリ作品の招待公演を東京芸術劇場にて開催 |
| 6   | 1994年8月20日-9月27日  | 拍手で湧く夢 ひらく夢                       | としま区民芸術祭提携として池袋演劇祭賞受賞作品競演（招待公演）が東京芸術劇場にて引き続き開催された |
| 7   | 1995年8月19日-9月24日  | 街がステージ! この興奮が好き!               | 池袋演劇祭実行委員会から豊島区舞台芸術振興会に窓口が移行開始 池袋演劇祭賞の説明（大賞／賞金50万円 1本、優秀賞／賞金15万円 2本、このほかに特別賞）が掲載された |
| 8   | 1996年8月30日-9月30日  | 街が好きǃ 舞台が好きǃ きみが好きǃ           | 8月23日 豊島区民センター文化ホールにて予告編・CM大会開催 特別賞として審査員特別賞・豊島区観光協会賞・アゼリア会賞が授与 |
| 9   | 1997年8月30日-9月30日  | いきづく街・人 いきづく舞台                 | 大賞／賞金30万円 1本、優秀賞／賞金15万円 3本、特別賞となり、大賞の賞金額が下がり、優秀賞が1本増えた 2本に大賞が授与された。 審査員特別賞が審査会特別賞に改称 |
| 10  | 1998年9月1日-9月30日   | 第10回記念 ようこそǃ ドラマの風が吹く街へ   | 『「演劇体験講座」〜演技の基礎から発表まで』が企画された 池袋演劇祭第10回記念特別公演 ガイ氏即興人形劇場 大賞1本、優秀賞3本、特別賞としてアゼリア会賞（賞金3万円）・豊島区観光協会賞（賞金3万円）・審査会特別賞（賞金5万円）に加えて、としまテレビ賞（賞金5万円）・豊島区長賞（賞金30万円：大賞と同額）が新たに授与され、また、各特別賞の賞金額が示された。 |

- 東池袋中央公園内特設野外劇場
  - 9/22 財団法人豊島区コミュニティ振興公社『としま薪能』[01早 1]
    - 能 『千手』 宝生流 武田喜永 近藤乾之助
    - 狂言 『棒しばり』 和泉流 吉田万之丞
    - 能 『土蜘蛛』 観世流 観世元昭

  - 9/23 財団法人豊島区コミュニティ振興公社 『民俗芸能inとしま』[01早 2][広報 13]
    - 豊島区 長崎神社獅子連「獅子舞（花舞）」
    - 練馬区 三吉囃子保存会「獅子の舞・仁羽の舞」
    - 板橋区 成増里神楽保存会「天孫降臨」
    - 秩父市 秩父社中「秩父の屋台囃子」
- 豊島区民センター文化ホール[注 13]
  - 9/23 劇団俳小 『男女同権／クダショウ／骨』[01早 3]
  - 9/24 池袋演劇祭事務局 シンポジウム『街と劇場』－街は演劇を変えるか? 演劇は街を変えるか?－[広報 5]
    - 宮下展夫 演劇評論家 司会
    - 妹尾美智子 神戸文化ホール館長
    - 矢野誠一 演出家
    - 三浦大四郎 池袋演劇祭実行委員長

  - 9/28-30 劇団池袋小劇場 『セチュアンの善人』[01早 4]
- 文芸坐ル・ピリエ
  - 9/23-24  文芸坐・林家正雀提携 『正雀芝居噺の世界』[01早 5]
  - 9/27-28 文芸坐・A-HIST提携 『ガキどもの憂鬱』[01早 6]
  - 9/30-10/1 文芸坐・旭七彦提携舞踊公演 『薮の中に何を見た』[01早 7]
- 豊島公会堂
  - 9/24 劇団池袋小劇場 『ふしぎのくにのありす』[01早 8]
  - 9/28 劇団青芸（劇団青年芸術劇場） 『青年の川』[01早 9]
  - 9/30 東京オペラ協会 『フィガロの結婚』[01早 10]
- シアターグリーン
  - 9/23-24 劇団B級遊撃隊 『Peace Boat メカゴジラ・シンドローム』[01早 11]
  - 9/26-10/1 プロジェクト・ナビ 『審判 ホロ苦きは、キャラメルの味』[01早 12]
- 池袋小劇場[1]
  - 9/25-27 劇団池袋小劇場 せんしゅう企画 『中江兆民"三酔人経論問答"を語る』[01早 13]
  - 10/1 劇団風の子 『はなしのゆりかご』[01早 14]
- スタジオ200
  - 9/23 米井澄江 『米井澄江ダンスパフォ−マンス』[01早 15]
  - 9/27 三遊亭円窓 『パソコンネットが噺を育てた』[01早 16]
  - 9/29-10/1 芦川羊子と白桃房 『風に寄りそう女2』[01早 17]
- アートスペースサンライズ・ホール[注 14]
  - 9/28-10/1 J&Jカンパニー 『たばこがめにしみる…』[01早 18]
- 大塚ジェルスホール[注 15]
  - 9/22-24 劇団だ 『リアル・シーンズ』[01早 19]
  - 9/29-10/1 演劇工房遊人倶楽部 『にしむくさむらい』[01早 20]
- 池袋鬼子母神境内特設テント
  - 9/29-10/1 劇団浪漫伝 『HEAVEN』[01早 21]
- アートスポット・フリーク
  - 9/22-10/1 ミスタースリムカンパニー 『FAIR WAY』 [01早 22]
- パモス青芸館[注 16]
  - 9/22-24 劇団Total座北門 『瑪瑙を探す女』[01早 23]
  - 9/28-10/1 劇団海賊船カンパニー 『トライ』[01早 24]
- カフェテアトル2つの部屋
  - 9/25-30 カフェテアトル2つの部屋プロデュース公演vol.57 『池袋の音』[01早 25]
- （会場記載なし）
  - 9/26,28 小田島雄志 講演 『シェークスピアの世界』

演目情報：広報としま第792号・9月1日号外 東京国際演劇祭’90特集号
- 豊島区民センター文化ホール
  - 11/16-18 劇団池袋小劇場 『世界の果ての井戸』[02早 2]
  - 11/24-25 劇団池袋小劇場 『セチュアンの善人』[02早 3]
  - 11/30 中村淳真・テレサ林 『フラメンコとギターの夕べ』
- 池袋小劇場
  - 11/10-11 NO PROBLEM 『クラウドナイン』[02早 4]
  - 11/24-25 酔狂館 『桃源郷』[02早 5]
  - 11/27-28 TOM BOYS 『100万回生きたねこ』[02早 6]
- 文芸坐ル・ピリエ
  - 11/6-11 演劇集団なつ 『美しい季節の中で… －森の木の詩－』[02早 7]
  - 11/12-13 正雀芝居噺の会 『引窓与兵衛 －早川の間－』[02早 8]
  - 11/16-18 酸素工場 『XY年BRAIN DOLL』[02早 9]
  - 11/19-20 深谷正子 ダンスウィング 『ランドスケープⅡ』[02早 10]
  - 11/23-25 劇団俳小 『橋からの眺め』[02早 11]
  - 11/27-28 林千枝企画 / 文芸坐プロデュース舞台公演 『別冊「踊りカタログ」千枝とライブで<vol.12>ル・ピリエ版歌舞伎』
  - 11/30-12/4 演劇組織 夜の樹 『蠅とり紙』[02早 12]
- シアターグリーン
  - 11/14-20 CHIBICCO GANG THEATER 『どてっ腹に穴をあけろ』[02早 13]
- 大塚ジェルスホール
  - 11/16-18 シアトリカル・ベース・ワンスモア 『役者の悪夢』[02早 14]
- カフェテアトル2つの部屋
  - 11/26-12/2 カフェテアトル2つの部屋プロデュース公演No.58『陰府（よみ）がえりのお七』[02早 15]
- パモス青芸館
  - 11/3-4 劇団いんがるふ 『明日見る夢』[02早 16]
  - 11/7-14 海賊船カンパニー 『ヘヴィ・ジョーク』[02早 17]
  - 11/16-18 劇団激春 『翼』[02早 18]
  - 11/23-25 劇団総務部総務課（庶務係） 『ナイスガイ 島捜査官のハリキリ事件簿』[02早 19]
  - 11/30-12/2 東京たっちゃぶるS 『ほんのささいな物語』[02早 20]
- スタジオ200
  - 11/8-11 奈里多究星人形奇劇 『ペリアスとメリザンド』[02早 21]
  - 11/15-18 カンパニー・ドミニク・プティ 『SOLO DUO』[02早 22]
  - 11/23-12/2 ブレヒトの会 『詩劇クフーリン伝説の世界「鷹の井戸／バーリヤの浜辺で／クフーリンの死」』[02早 23]

演目情報：広報としま821号
- 豊島区民センター文化ホール
  - 8/27−28 劇団池袋小劇場 『ファミリーシアター「むかしがあったと」』
  - 9/5-6 ギィ・フォワシィ・シアター 『相寄る魂／親父の説教』
- 池袋小劇場
  - 8/24-25 劇団7.14 『ラ、シ、サ…』
  - 8/29-9/2 劇団光遊☆団（ひかりゆうせいだん） 『最期の冒険 葦の浮き舟』[03早 1]
  - 9/6-9/9 ARIES 33 『SCANDALOUS NIGHT』
  - 9/14-15 あけぼの劇団 『嵐を呼ぶ羊さん』
- カフェテアトル2つの部屋
  - 9/2-9/7 カフェテアトル2つの部屋プロデュース公演No.60 『波がしら』[03早 2]
- シアターグリーン
  - 8/23-38 F.C.T.パイロン 『聖天に星織姫は』[03早 3]
  - 8/31-9/4 劇団迷走部隊 『壊れる…』[03早 4]
  - 9/6-10 獅子座 『2022年のリア』[03早 5]
    - 第5回にグランプリ競演として招待

  - 9/14-16 炎激集団低血圧 『儒艮-ジュゴン-』[03早 6]
- スタジオ200
  - 8/24-25 グループ不死鳥の霊薬（エリクシール・ド・フェニックス） 『ナルシス残照』[03早 7]
  - 9/6-8 山田せつ子 & MARILIA 『月ト灰の木』[03早 8]
  - 9/13-16 劇団池袋小劇場『肝っ玉おっ母とその子どもたち』[03早 9]
- 文芸坐ル・ピリエ
  - 8/23-25 トット基金 日本ろう者劇団 『カスパー伝説』[03早 10]
  - 8/29-9/1 文芸坐プロデュース舞踏公演 『別冊踊りカタログ VOL.II 鷲娘』
  - 9/2-3 正雀芝居噺の会 『双蝶々雪の子別れ』
  - 9/6-8 劇企画28 変名 劇処にわか亭 『世に蔓る3つの断片〜楽しき日々の棲い方〜』
  - 9/10-11 央舟一人芝居 『琵琶モノドラマ「耳なし芳一」－平家物語異聞－』
  - 9/14-16 演劇冒険隊 I, TOO 『さくらんぼの尾てい骨（スキャンダルの天使ピノッキオ）』
- ACT-SEIGEI-THEATER
  - 8/23 移動劇場 ぐるーぷ “恬”（てん） 『ダンスマイム「かたあしだちょうのエルフ」・ときめき音楽館「つつじのむすめ」』
  - 8/24 太鼓と芝居のたまっ子座 『いちにのドン』
  - 8/25 劇団GMG 『ゆうだち－良寛さんと子どもたち』
  - 8/26 11弦ギター弾き語り 東民正利 『宮沢賢治の世界 童話「さじき童子（ぼっこ）」、「やまなし」』
  - 8/27 人形劇団 ひとみ座 『棒使い人形劇「はだかの王さま」』
  - 8/28 劇団青芸 『三人であそぼ』
  - 8/29-31 スウェーデン人形劇団ティットゥト+マリオネット人形 『人形のひみつ』
  - 9/3-4 ACTプロデュース公演 『宮沢賢治の語り－銀河鉄道の夜－』
  - 9/9-11 笑劇の黙劇者 ヘルシー松田 『バカ－線上のアリア』
  - 9/5-8 ACTプロデュース公演 西川ひとみ一人芝居プラスワン 『入谷慕情』
- 東京芸術劇場
  - 小ホール2
    - 9/3-4 池袋に伝統芸能を育てる会 『「野村万作 狂言づくし」狂言 萩大名・二人袴』
    - 9/14-16 板橋演劇センター 『吹け青春の角笛を』[03早 11]

演目情報：広報としま第855号
- 豊島区民センター文化ホール
  - 9/26-27 劇団池袋小劇場 『わが町』
    - 第5回にグランプリ競演として招待
- 文芸坐ル・ピリエ
  - 8/28-30 劇団「あ゛」〔æ゛〕 『Ace Cafeの新しい夜明け』
  - 9/4-7 U.P.CLUB 『灰とダイヤモンド'75』
  - 9/9-10 劇団俳小 『カチカチ山』
  - 9/12-15 欲望生産団 『ドナ・ドナ・ドナ』[04早 1]
  - 9/16 応用落語 『第11回応用落語・応用落語景－池袋編－音と光のお祭り』
  - 9/18-27 東京ルナパーク 『「小さな王国」「ゲームの名前／1936上海」』
  - 9/28 文芸坐ル・ピリエ 林千枝プロデュース 『「おどりカタログ」トークショースペシャル 演劇と舞踏のあいだ・Part2』 ゲスト坂東八十助
  - 9/29-30 央舟一人芝居 『小泉八雲の世界・第1部虚無僧流し語り芝居「雪女」 第2部央舟一人芝居 琵琶モノドラマ「耳なし芳一」』
  - 10/3-4 L'Apparition 『サロメ』
- ACT-SEIGEI-THEATER
  - 8/29-31 ACT・坂企画提携公演 『病院物語「4丁目9番地」』
  - 8/30 ACTプロデュース 『ちいさなアランの夢』
  - 9/1 あくと寄席 第一夜 『古今亭園菊一門落語会』
  - 9/2 あくと寄席 第二夜 『華の女流精鋭－今輝く女性エンターティナーたち－』
  - 9/3 ACTプロデュース 『もっとじょうるりを知りたくてVol.2「愛しのかあさんへ」』
  - 9/4 ACT・マツダ映画社提携公演 『澤登翠“活弁パフォーマンス”』
  - 9/6 マイムランド 『パントマイム「道化師からの贈り物」』
  - 9/7-8 ACTプロデュース 『吉田光雄舞踏公演「憂える骨」』
  - 9/9-10 ACTプロデュース 『岩名雅記舞踏公演「望楼」』
  - 9/12 ACT・語りの会鐸提携公演 『野坂昭如戦争童話集』
  - 9/13 現代座花かご 『「さんねん峠」』
  - 9/13 ACTプロデュース 『ACT・ひとり語り』
  - 9/15 新芸術 『王さまの冠』
  - 9/16-20 ACT・新芸術提携公演 『銀河鉄道の夜』[04早 2]
  - 9/23  マペット 『「夢見る木のうた」「おれはねこだぜ」』
  - 9/23,26-27,10/3-4 ACTプロデュース 『カッパとテレビとピーマン大王』
  - 9/27 荒馬座 『親と子の荒馬座ふれあいステージ太鼓叩いて笛吹いて お囃子が町にやってきた』
  - 10/4 ACT・ぐるーぷてん提携公演 『野麦峠』
- 池袋小劇場
  - 8/29-30 Tom Boys 『嘘をついた　うさぎ』
  - 9/9-15 劇団池袋小劇場 『夢十夜・十一日の猫』
  - 9/22-23 非売品 『ボクは走って灰になる』
  - 9/25-27 演劇集団 樹のME 『愛は悲しみの果てに』
  - 10/2-4 劇団 Arise 33 『CONQUEST－征服－』
- 東京芸術劇場
  - 小ホール2
    - 8/30-31 ギィ・フォワシィ・シアター 『王様盛衰記』[04早 3]
    - 10/1-10/4 地人会 『収容所から来た遺書』[04早 4]
- シアターグリーン
  - 9/10-15 LIVE BEER 『QZ』
  - 9/17-22 劇団カムカムミニキーナ 『じゃがいも男爵〜逆転勝利だǃ シャカリキクラッシュ〜』[04早 5]
  - 9/25-29 劇団1999QUEST 『色彩組曲〜黒と白の包まれたアルタード・ステイツ』
    - 第5回にグランプリ競演として招待[賞 1][賞 2]
- カフェテアトル2つの部屋
  - 9/28-30 カフェテアトル2つの部屋プロデュース公演No.61 『てぃだぬふあ（太陽の子）』

演目情報：広報としま第893号
- 文芸坐ル・ピリエ
  - 8/26-29 シェイクスピア・ソサエティ 『夏の夜の夢』
  - 9/1-5 劇団 Fu ラップ斜 『逸楽と日々〜M・プルースト「失われた時を求めて」第一篇より』
  - 9/6 林千枝プロデュース 『「おどりカタログ」トークショースペシャル』
  - 9/7 正雀芝居噺の会 『正雀芝居噺』
    - 第6回に受賞作品共演として招待されている

  - 9/10-12 劇団鈴音座 『みだれがみ－さらば新宿－』
  - 9/13-15 紅萬子・南條好輝ふたり会 『男女浮世回舞台－おとことおなごのいろごといろいろ』[賞 3]
    - 第6回に受賞作品共演として招待されている

  - 9/16-20 秋の応用落語祭5Days 『応用落語ジュニア杯争奪戦ほか』
  - 9/23-26 38.5℃ Project 『夏日』[05早 1]
- シアターグリーン
  - 8/27-30 劇団ジャブジャブサーキット 『永遠の源さん』[05早 2][賞 4]
    - 第6回に受賞作品共演として招待されている

  - 9/2-6 劇団インターセプト 『MOON』
  - 9/9-14 D.P.C. 『コップ一杯の水』
  - 9/17-21 百鬼伝 『真冬の蝶』
  - 9/24-28 サバイバル 『いたみ－榛名の土－』
- ACT-SEIGEI-THEATER
  - 8/29-30 オフィス・サエ・ACT提携公演 『詩劇 りゅうりぇんれん』
  - 8/31-9/6 ピープルシアター・ACT提携公演 『地の十字架たちよ』
  - 9/8-10 オフィス・ワンダーランド・ACT提携公演 『あざみ』[05早 3]
  - 9/22 ACTダンスシアター 『黒田節子舞踏公演』
- 池袋小劇場
  - 8/27-28 Tom Boys 『わたしにハートを』
  - 9/17-26 劇団池袋小劇場 『志村夏江』
- サンシャイン劇場
  - 8/28-9/26 松竹株式会社 『アマデウス』[05早 4]
- 東京芸術劇場
  - 小ホール1
    - としま区民芸術祭 池袋演劇祭グランプリ競演[広報 14]
      - 9/1-2 劇団池袋小劇場 『鼬』[注 17]
      - 9/3 劇団池袋小劇場 『わが町』（第4回）
      - 9/5-6 1999QUEST 『色彩組曲FFV スウィート・カラーズ・ファンタスティック・ファンタジー・ヴァージョン』[05早 5][賞 5]（第4回）
      - 9/9-10 獅子座 『2022年のリア』[賞 6]（第3回）

演目情報：広報としま第929号
- 豊島区民センター文化ホール
  - 9/9-11 劇団池袋小劇場 『おれは「坊っちゃん」』
- 東京芸術劇場
  - 小ホール1
    - としま区民芸術祭 池袋演劇祭受賞作品競演[広報 15]
      - 9/2-3 カフェテアトル2つの部屋 『紐の先』
      - 9/4 正雀芝居噺の会 『正雀芝居噺』
      - 9/6-9/7 劇団ジャブジャブサーキット 『永遠の源さん』[賞 7]
      - 9/8-10 紅萬子・南條好輝ふたり会 『男女浮世回舞台』

    - 9/14-18 劇団スーパー・エキセントリック・シアター 『スタンド・バイ・ミー』
    - 9/22-25 ミックス・ビート・アトラクション 『第5回公演 「普通の生活 '94」』[06早 1]

  - 小ホール2
    - 9/1-4 E 縁起担ぐ座 『ENERGY』
    - 9/13-18 ギィ・フォワシィ・シアター 『ストレス解消センター行き 詩人の墓』[06早 2]

  - 中ホール
    - 9/14-18 K ブロードウェイ 『ダンス・ミュージカル MIRACLE BILL BLUES NEW AGE DANCE』
    - 9/21-23 デロジェダンスシアター 『Black & White in Colour』
    - 9/27-10/3 文学座 『ふるあめりかに袖はぬらさじ』[06早 3]
- 池袋小劇場
  - 8/23 集団「ひびき」 『朗読構成「斉藤隆介の世界」』
  - 9/6,13,20,27 劇団池袋小劇場 『火曜シアター「むかしあるときあるところ」』
    - 第7回に受賞作品共演として招待されている

  - 9/15 MARU一人芝居 『「１か月でいいから」 MARU'S PLAY ALONE PART4』
  - 9/16-17-18 板橋演劇センター 『熱海殺人事件』
  - 9/23-25 演劇生物ゴリラ 『HEAD OF CHICKEN/』
- 文芸坐ル・ピリエ
  - 8/20-21 杉本美穂×佐々木美香二人芝居 『シャッター』
  - 8/25-29 劇団「平成元年」 『教祖リチャード』[06早 4]
  - 8/31 ムーンビーム+無限空間 『ムーンビーム+無限空間ジョイントコンサート』
  - 9/2-4 群「と・ま・ん」 『新釈諸国噺 “貧の意地” “女賊”』
  - 9/22-25 ヒューマン・コメディー 『デッド・エンド・キッズ』
    - 第7回に受賞作品共演として招待されている
- シアターグリーン
  - 8/20-23 芝居企画 絶対王様 『たまむしいろ』
  - 9/1-5 劇団インターセプト 『Live Forever』
  - 9/8-11 tsumazuki no ishi 『エスケープマウスの幸せ〜不能少年編〜』[06早 5]
  - 9/13-15 帰ってきたゑびす 『3p〔sənpiː〕〜童夢（ドーム）のダンマリな夜〜』[06早 6]
  - 9/17-21 劇団BQMAP 『月感アンモナイト』[06早 7]
- カフェテアトル2つの部屋
  - 9/24-25 劇団ナイト・アンド・デイ 『今夜も男だけ』
- ACT-SEIGEI-THEATER
  - 8/24-28 劇団青芸 『バック・トゥ・ザ・紙芝居』
  - 9/10-11 ACTプロデュース 『カッパとテレビとピーマン大王』
  - 9/23-25 ACTプロデュース 『宮沢賢治・童話語り』
- サンシャイン劇場
  - 8/18-9/4 松竹株式会社 『Stand By Me』[06早 8]
- 未来劇場 アトリエ鬼子母神
  - 9/20-10/10 劇団未来劇場 『泪と接吻』[06早 9]
- 萬(YOROZU)スタジオ
  - 8/24-28 吉田朝ひとり芝居 『オ・カ・ピ』[06早 10]
  - 9/1-4 小野真一プロデュース 『ドレッサー・ウーマン〜私は美しい〜』
    - 第7回に受賞作品共演として招待されている

  - 9/9-11 ZIPANG Stage 『異議あり！』[06早 11]
  - 9/15-18 Naughty Boys A 部隊 『太陽なんて怖くない』
  - 9/23-25 ツベルクリン 『DIVINE』[06早 12]

演目情報：広報としま第965号
- 文芸坐ル・ピリエ
  - 8/22-27 劇団俳小 『グッドモーニング 駒ヶ岳』
  - 9/1-4 Produce TeamBORDER 『BENT－ベント－』
  - 9/7-10 Room Rudence 『オイディプス王 改訂版 三千回目の断崖』[07早 1]
  - 9/14-17 紅萬子・南條好輝ふたり会 『南條好輝ひとり芝居「サイコ」 紅萬子ひとり芝居「ゴクドーを待ちながら」』
- 池袋小劇場
  - 8/21 朗読集団ひびき 『怪談－小泉八雲の世界』
  - 8/26-27 FAKE 『Jump Back』
  - 9/1-3 想像図鑑 『蠕蟲舞手 アンネリダテンツェーリン』
  - 9/5,12,19 劇団池袋小劇場 『火曜シアター 木下順二作による民話かたり芝居「むかしが六つ」』
    - 第8回に受賞作品共演として招待されている

  - 9/6-7 マルセ太郎ひとり映画 『殺陣師段平物語』
  - 9/15-17 板橋演劇センター 『蒲田行進曲』
  - 9/22-24 透明金魚 『飛びたい魚』[07早 2]
- 萬(YOROZU)スタジオ
  - 8/18-22 劇団隔世遺伝 『第13回公演「夏に降る雪」』
  - 8/24-27 小野真一プロデュース 『SHOW TIME』
  - 9/1-3 Pユニット 『セントマーチンの夏』
  - 9/8-11 劇団㐧三反抗期 『俺達はぺ天使だ！』[注 18][07早 3]
    - 第8回に受賞作品共演として招待されている

  - 9/15-24 ウルトラ2B団 『レ・ファーニュのキス』[07早 4]
- シアターグリーン
  - 8/17-22 夢-EN-TAI プロデュース公演II 『セピア色した風の中で…』
  - 8/25-29 THE-EMBLEM 『オルゴールが止まるほどの静けさの中で'95』
  - 9/1-5 劇団花鳥風月 『臆病者の野望』
  - 9/8-12 キャプテンチンパンジー 『宇宙西遊記』
  - 9/15-19 劇団猫ニャー 『働く家族』
- 豊島公会堂
  - 8/22 中国遼寧省少年友好芸術団 『京劇＆曲技（そんごくうとサーカス）がやってきた』
- 南大塚ホール
  - 8/18-20 World・Friends・Company 『朝を迎える日』
  - 8/26-27 豊島区アマチュア・ソリストの会 『オペラ「ヘンゼルとグレーテル」』
  - 8/29-30 Loop 『パントマイム「高度な猿たち」』
  - 9/2-3 劇団September Flag 『ヒッチハイカーの憂鬱』
- 東京芸術劇場
  - 小ホール1
  - としま区民芸術祭 池袋演劇祭受賞作品競演[広報 16]
    - 9/2-3 劇団池袋小劇場 『民話かたり芝居「むかしあるときあるところ」』
    - 9/5-7 小野真一プロデュース 『ドレッサー・ウーマン〜私は美しい〜』
    - 9/9-10 ヒューマン・コメディー 癒しの森 『デッドエンドキッズ』

  - 小ホール2
    - 8/31-9/3 劇団青芸 『あんたが大将－イプセン「民衆の敵」より』

  - 9/25-17 人間座・北極舎プロデュース公演 『傷だらけの手』
    - 第8回に受賞作品共演として招待されている
- 豊島区民センター文化ホール
  - 8/22-24 劇団誠 『お江戸みやげ＆誠版レビュー』
  - 8/26-27 IMAGE BLUE 『天使』
  - 8/30-31 劇団夢民 『ゲートイン完了!』
  - 9/16-17 劇団池袋小劇場 『セチュアンの善人』
- アートスペースサンライズ・ホール
  - 9/1-3 Play Box Project SANTA3 『弥緒と樹里〜もしかしてロミオとジュリエット』
  - 9/14-16 劇団フライングステージ 『夜のとなり』 『TOGETHER/ALONE』
- ジェルスホール
  - 9/12-13 シノハラステージング 『「今は涙するしか出来ないけれど…」〜AIDS・後天性免疫不全症候群患者手記』 『戦後50年記念特別公演「米寿の記念碑〜出征兵士を送る歌〜」』
- 未来劇場 アトリエ鬼子母神
  - 9/21-24 劇団未来劇場 『因縁屋夢六 玉ノ井徒花心中』
- サンシャイン劇場
  - 8/11-9/3 松竹株式会社 『スタンド・バイ・ミー』[07早 5]
  - 9/5-6 地人会・サンシャイン劇場提携公演 『「ピアフ」－生命、燃え尽きて－』[07早 6]

演目情報：広報としま第1001号、受賞作品：広報としま第1013号
6/23 豊島区民センター文化ホール 池袋演劇祭予告編・CM大会
- 池袋小劇場
  - 8/30-9/1 覚醒サボテン工房 『ボンジュール朝日ヶ丘』
  - 9/3,10,17,24 劇団池袋小劇場 火曜シアター 『木下順二作による民話かたり芝居「むかしが六つ Cプロ」』
  - 9/5-9 HAND-MAIZE プロデュース 『ポンとひろしは待ちながら』
  - 9/13-16 板橋演劇センター 『蒲田行進曲』 『熱海殺人事件』
  - 9/20-23 SPカンパニー 『愚か者どもの遺産相続』
  - 9/27-29 遊撃會 『HOMO セクシャル・HOMO サピエンス-for example solitary guys-』
- 文芸坐ル・ピリエ
  - 8/30-9/1 演劇ユニット成金天使 『雨の一瞬前』
  - 9/6-8 レフトフットファクトリー 『王将クラブ』
  - 9/13-16 悪運ダイヤ 『赦しの猿時計』
  - 9/21-23 紅萬子・南條好輝ふたり会 『南條好輝ひとり芝居「サイコ」 紅萬子ひとり芝居「ゴクドーを待ちながら」』
  - 9/27-29 劇団扉座三木さつきプロデュースP.G.Q. 『SWEEP SWEEP2』[08早 1]
    - 優秀賞
- 豊島区民センター文化ホール
  - 9/7-8 豊島区オペラソリストの会 『オペラ喜劇（ブッファ）「ジャンニスキッキ」』 『子供のためのオペラ「ヘンゼルとグレーテル」』
  - 9/14-15 人形劇団 空中分解 『「サンカクくん宇宙へ行く」ほか』 『「サンカクくん海へ行く」「たぬどんのはなし」』
- カフェテアトル・2つの部屋
  - 9/13-16 reset-N 『MARKET』
  - 9/22-23 愉快人展覧会 『「ラクダのこぶ」ほかオムニバス」
  - 9/28 #1 PRODUCE 『秋の収穫』
- シアターグリーン
  - 8/29-9/2 シアター・ギャングスターズ 『ジ・エンド』
  - 9/5-10 劇団インターセプト 『翼あるもの』
    - アゼリア会賞

  - 9/12-17 演劇企画集団 桜梅桃李 『竜馬はいく』
- アートスペースサンライズ・ホール
  - 9/6-8 劇団フライングステージ 『美女と野獣』
    - 審査員特別賞

  - 9/13-16 衛生劇団博覧会 『旅の男－魅せられた人－』
  - 9/18-21 芝居長屋 かとりせんこう 『輝く明日を抱きしめて』
  - 9/28-29 演劇集団 走風（ふぁいかじ） 『キオクとヤクソクとボクと』
- 萬(YOROZU)スタジオ
  - 8/30-9/1 小野真一プロデュース 『SCHOOL MASTER』
  - 9/6-8 酸素工場 『フーガ』
  - 9/12-16 劇団あかぺら倶楽部 『陽気な幽霊』
  - 9/20-22 ZIPANGU Stage （ジパングステージ） 『バカヤローな女』
  - 9/25-29 クリエイティブオフィス インパルス 『イーハトーヴォの宇宙から』 [08早 2]
- 南大塚ホール
  - 9/10-12 しげる 『TAKE5〜煙が目にしみる〜』
  - 9/14-15 東京グリーンマーケット 『お笑い時代劇「胸騒ぎ魚屋字助捕物控」』
- ジェルスホール
  - 9/26-29 シノハラステージング 『オズの魔法使い〜私に伝える物語〜』
    - 大賞
- 豊島公会堂
  - 9/7 シノハラステージング 『「今は涙するしか出来ないけれど…」〜AIDS・後天性免疫不全症候群患者手記』
- メトロポリタンMETホール
  - 8/30-9/2 劇団俳小 『五稜郭』
    - 豊島区観光協会賞

  - 9/26-29 ギィ・フォワシィ・シアター 『シカゴ・ブルース』[08早 3]
- 未来劇場 アトリエ鬼子母神
  - 9/21-30 劇団未来劇場 『「沙羅双樹の花は咲いたよ」〜くるりくるり南京ねずみ〜』
    - 優秀賞
- 東京芸術劇場
  - 小ホール1
    - としま区民芸術祭 池袋演劇祭受賞作品競演[広報 17]
      - 8/31-9/1 劇団池袋小劇場 『むかしが六つBプロ』
      - 9/3-5 劇団㐧三反抗期 『俺達はぺ天使だ！』[注 18]
      - 9/6-8 TEN-TA 『傷だらけの手』[賞 8]

    - 9/19-23 FEVER・DRAGON 『北斗伝説』

  - 小ホール2
    - 9/13-16 夜劇 NORINO 『メデュウサ』
- スタジオ VARIO[注 19]
  - 9/27-29 劇団 地球戯 『戦場のピクニック』

演目情報：広報としま第1037号、受賞作品：広報としま第1048号
8/25 豊島区民センター文化ホール 予告編・CM大会“演劇祭をつまみぐい” 
- 池袋小劇場
  - 8/30-31 スーパーウイットステージ 『そして……二人残った。』
  - 9/12-15 演劇企画 群 『夜叉ヶ池』
  - 9/24-30 劇団 池袋小劇場 『井上印☆場面缶詰』[09早 1]
- 豊島区民センター文化ホール
  - 8/29-30 劇団すぎのこ 『やさいのおうこく「ベジたべる」物語・緑の星』
  - 9/6-7 劇団五〇鬼（ごじゅっき） 『わが町』
  - 9/13 若い山びこの会 『発条仕掛けの水掻』
  - 9/19 演劇ユニット・有名塾 『サチオ』
  - 9/20-21 シノハラステージング 『ビジュアライズ・リーディング「銀河鉄道の夜〜星の夢 心の旅〜」』『ドラマテック・リーディング「今は涙するしか出来ないけれど…〜AIDS・後天性免疫不全症候群患者手記」』
    - 『ビジュアライズ・リーディング「銀河鉄道の夜〜星の夢 心の旅〜」』について大賞
- カフェテアトル・2つの部屋
  - 9/16-20 カフェテアトル2つの部屋プロデュース公演No.64 『ラスト・ステージ』
  - 9/27-28 愉快人展覧会 『とことんコント（オムニバス）』
  - 9/30-10/1 まほろば企画+遊戯空間 『クラップの最後のテープ』 『芝居』
- シアターグリーン
  - 8/29-9/2 愛岐プロジェクト 『いつか見たマルい月』
  - 9/5-9 Play Box Project SANTA3 （ぷれいぼっくす ぷろじぇくと さんたさんたさんた） 『REAL』
  - 9/12-18 元気玉 『クローニングブギ』
  - 9/19-23 劇団芝居屋かいとうらんま 『累〜かさね〜』
    - 審査会特別賞

  - 9/26-29 劇団SEIN 『ナッシング・ハート』
- アートスペースサンライズ・ホール
  - 9/6-7 Silver Clock Company 『Second Step〜微笑みの場所〜』
  - 9/12-15 銀河館 『朗読劇「盲目剣谺返し」「切腹」』[注 20]
    - 優秀賞

  - 9/19-21 激弾スーパーマーケット 『暗黒街☆花のデビュー曲PARAT2』
  - 9/22-24 SOMA一人芝居 『死地に赴いた6匹の蛙』 『TOKYO LADIES II』
  - 9/26-28 ポかリン記憶舎 『畳屋の女たち』[09早 2]
- 萬(YOROZU)スタジオ
  - 8/27-31 亜人の会 『隠人（おに）』
    - アゼリア会賞

  - 9/12-15 東京オールウエスト 『から騒ぎ』[09早 3]
    - 豊島区観光協会賞

  - 9/18-23 演劇誘帆道 アプラオス 『罪と罰と死と乙女』[09早 4]
  - 9/26-28 天然ばぁ 『ウメモモサクラの父なのだ』
- 南大塚ホール
  - 9/5-7 グループシアター夢航海 『たまあに行くならこんな店』
  - 9/15 劇団屋とんがりポット 『自殺倶楽部』
  - 9/23 豊島区オペラソリストの会 『オペラ「カルメン」』
- ジェルスホール
  - 9/5-7 劇団フライングステージ 『陽気な幽霊 GAY SPIRIT』
    - 大賞

  - 9/10-15 演劇法人 テイク・ハート・カンパニー 『キャンバスの中の月』
  - 9/18-21 PAD プロデュース 『エドマンド・キーン』
  - 9/23-38 La. らたかるた 『トップガールズ』
- 未来劇場 アトリエ鬼子母神
  - 9/21-30 劇団未来劇場 『未来劇場第69回公演「色彩間焼豆」』（いろもようちょっとじぇらしぃ）
    - 優秀賞
- 東京芸術劇場
  - 小ホール1
    - 9/1-2 座・ティグロ+オフィスSHIMA 『おかしな五人II』
      - 優秀賞

    - 9/6-7 としま区民芸術祭 池袋演劇祭受賞作品競演 シノハラステージング 『オズの魔法使い〜私に伝える物語〜』（大賞）

  - 小ホール2
    - 8/31 としま区民芸術祭 池袋演劇祭受賞作品競演 劇団インターセプト 『翼あるもの』（アゼリア会賞）
    - 9/2-4 としま区民芸術祭 池袋演劇祭受賞作品競演 劇団俳小 『五稜郭』（豊島区観光協会賞）
- サンシャイン劇場
  - 9/4-15 サンシャイン劇場・松竹提携公演 『葉武列土倭錦絵』[09早 5]

「演劇体験講座」〜演技の基礎から発表まで
- 講師
  - 俳優 阿部寿美子
  - 池袋小劇場代表 関きよし
- 6/12-8/28の毎週金曜日午前（全12回、一部曜日変更あり、最終日8/28は発表会）
- 30名

演目情報：広報としま第1073号、受賞作品：広報としま第1082号
8/24 豊島区民センター文化ホール 池袋演劇祭参加作品 予告編・CM大会（観覧者に抽選で参加作品の招待券をプレゼント）
- 池袋小劇場
  - 9/4-6 DDS 『ONE』
  - 9/11-13 板橋演劇センター アクターズ・カンパニー 『小劇場企画公演 Vol.4 「父と暮せば」』
  - 9/14-15 Group. 端 『救急車』
  - 9/18-20 S.P.カンパニー 『ねむります 〜夢の記憶〜』
  - 9/24-30 池袋小劇場ネットワーク 『夏の夜の夢』[10早 1]
- 南大塚ホール
  - 9/26-27 池袋オペラソリストの会 『オペラ「カルメン」』
- シアターグリーン
  - 9/3-8 回転OZORA 『Humming Song 〜宵祭の白夜〜』
  - 9/11-15 劇団未来良夢 『行け行けǃ フリーターKING』
  - 9/18-22 劇団MCR 『街角大戦争』
  - 9/24-28 劇団じっとこまった 『Crazy Go No1』
- アートスペースサンライズ・ホール
  - 9/4-6 傾斜空間 『42.42kwh』
  - 9/17-20 SOMA一人芝居 『TOKYO LADIES 8』 『風の吹く日』
  - 9/25-27 劇団H.A.S（ハズ） 『どこかの国に似たはなし（未来社版）』
  - 9/29-10/2 PRIME SCENE 『ハル』
- カフェテアトル 2つの部屋
  - 9/4-6 愉快人展覧会 『かわいい人たち』
  - 9/18-20 演劇集団 MAJOHK'S（魔ジョーク） 『十三月の満月』
  - 9/24-30 カフェテアトル 2つの部屋 プロデュース公演No.65 『夏の日』
    - アゼリア会賞
- 東京芸術劇場
  - 小ホール1
    - 9/1-3 第9回池袋演劇祭賞受賞作品競演 シノハラステージング 『銀河鉄道の夜 〜星の夢・心の旅〜』（大賞）
    - 9/5-6 第9回池袋演劇祭賞受賞作品競演 劇団フライングステージ 『陽気な幽霊－GAY SPIRIT－』（大賞）
    - 9/17-20 劇団インターセプト 『風が唄った日』
      - としまテレビ賞

  - 小ホール2
    - 9/2 池袋演劇祭第10回記念特別公演 ガイ氏即興人形劇場 第一部『人形ファンタジー』 第二部『ごんぎつね』[3]
    - 9/11-12 第9回池袋演劇祭賞受賞作品競演 劇団芝居屋かいとうらんま 『累〜かさね〜』（審査会特別賞）
    - 9/15-20 劇団銅鑼 『らぶそんぐ』[10早 2]
      - 豊島区観光協会賞

  - 中ホール
    - 9/12-23 丸井スペシャル 第3回公演 『父の詫び状』[10早 3]
    - 9/27-10/4 文学座 『牛乳屋テヴィエ物語』[10早 4]
- ジェルスホール
  - 9/2-6 劇団俳小 『どさ回りのハムレット－－兄殺しの報い』
    - 豊島区長賞

  - 9/18-20 すずの兵隊 『HYPER SPINNING WORLD』[10早 5]
    - 優秀賞

  - 9/21-22 あぁ ルナティックシアター 『ルナティック版「リア王」』
  - 9/23 シノハラステージング 『今は涙するしか出来ないけれど…〜AIDS・後天性免疫不全症候群患者手記』
    - 優秀賞

  - 9/25-27 シノハラステージング 『フランダースの犬 〜ルーベンスに届けǃ 心優しき少年の詩〜』
  - 9/28-29 シノハラステージング 『過ぎ去らぬ季節（とき） 〜戦争、あの時を忘れない』
- 未来劇場 アトリエ鬼子母神
  - 9/21-10/10 劇団未来劇場 第71回公演 『女房の骨つき肋肉ローズマリー風味』[10早 6][注 21]
    - 大賞
- 豊島区民センター文化ホール
  - 8/28 『「演劇体験講座」〜演技の基礎から発表まで』 発表会
  - 9/25-27 ギィ・フォワシィ・シアター 『動機・自警団・芝居とシャンソンK・淳子の夕べ』
    - 審査会特別賞
- 萬(YOROZU)スタジオ
  - 9/3-6 クラスアクトプロモーション 『MY LIFE 〜マイライフ〜』
  - 9/11-14 演劇誘帆道アプラオス 『「風のふく夜」グリム童話集第一話より』
  - 9/17-20 オフィス樹 『蟻たちへの伝言』
    - 優秀賞
- サンシャイン劇場
  - 9/2-6 サンシャイン劇場20周年記念公演 松竹株式会社『ハムレット』
- 立教大学 ウィリアムズホール 4Fスタジオ
  - 9/29-10/3 劇団テアトルジェンヌ 『貘の眠る頃』[注 22]
- 都電荒川線 動態保存車両6152号走行内
  - 9/9-13 東京懐古旅団 『電車のしっぽ』[10早 7]
    - 庚申塚駅早稲田方面行きホーム発[注 23]

## 第11回〜第20回
開催期間が9月1日-9月30日で固定されるようになった。
キャッチフレーズの募集が実施されなくなり、当初のシンボルマークに代わるイメージキャラクター（イラスト）の募集を実施、のちに名称も公募され、「マイム」が以降の告知等で活用されるようになった。
| 回 | 期間                 | 特記事項 |
| -- | -------------------- | --- |
| 11 | 1999年9月1日-9月30日 | イメージキャラクター（イラスト）募集・決定 後援に豊島区観光協会が追加 『演劇体験=講座〜読む・語る・演じる〜』が企画された ワークショップ（体験講座）が実施された |
| 12 | 2000年9月1日-9月30日 | イメージキャラクター名称募集・「マイム」に決定 賞の体系変更で大賞（30万円・１本）・優秀賞（15万円・2本）・豊島区長賞（5万円・1本）・審査会特別賞（5万円・1本）・特別賞となった 特別賞には新たに池袋町会連合会会長賞（3万円）が設定された 審査会特別賞が2作品に授与された。また審査会特別賞の授与が今回で終了した                                    |
| 13 | 2001年9月1日-9月30日 | 第12回大賞受賞作品のチケットがとしまコミュニティチケットセンターで発売された |
| 14 | 2002年9月1日-9月30日 | 後援に財団法人東京都歴史文化財団 東京芸術劇場が加わった |
| 15 | 2003年9月1日-9月30日 | 15周年特別記念公演江戸川乱歩原作『押絵と旅する男』 特別賞として15周年記念特別賞が授与された |
| 16 | 2004年9月1日-9月30日 | 予告編・CM大会が池袋西口公園野外ステージで開催 特別賞には新たに豊島新聞社賞（3万円）が設定された。豊島区長賞の賞金額が15万円となり、優秀賞と同額となった |
| 17 | 2005年9月1日-9月30日 | 財団法人豊島区コミュニティ振興公社は合併により財団法人としま未来文化財団となる（後援団体の変更） 審査員の応募条件から豊島区在住・在勤・在学の条件が外された 特別賞には新たに日本映画俳優協会賞（賞金5万円）が設定された |
| 18 | 2006年9月1日-9月30日 | 宣伝協力にシアターガイドが加わる |
| 19 | 2007年9月1日-9月30日 | 9月10日あうるすぽっとオープン。ただし当年の池袋演劇祭の会場にはならなかった。 |
| 20 | 2008年9月1日-9月30日 | 2007年（平成19年）第4回豊島区議会定例会の豊島区長の招請あいさつにおいて「『演劇の街・池袋』の発信に向けて」という一節が述べられ、池袋演劇祭が20周年を迎えることに触れている 池袋演劇祭20周年 / あうるすぽっと開館1周年記念公演『池袋わが町』 20周年記念特別賞（賞金50万円：大賞より上の扱い）が授与された。日本映画俳優協会賞の授与が今回で終了した |

『演劇体験=講座〜読む・語る・演じる〜』
- 講師
  - 俳優 阿部寿美子
  - 演出家 関きよし
  - ほか
- 5/14-7/30の毎週金曜日午前（全12回、最終日7/30には発表会）
- 30名

ワークショップ（体験講座）
- 花柳流日本舞踊教室 『長唄 越後獅子』
- GIRI PINK 『w7 approach0』
- 友枝雄人 『お能の見方、楽しみ方』
- ガイ氏即興人形劇場 『表現形』
- 若旅かずこジャズ・ダンス・スタジオ 『舞台上における美しい動きとポーズ〜角度の重要性』
- 林 千枝舞踊研究所 『日本舞踊1日体験講座－忠臣蔵の恋人たち－』

演目情報：広報としま第1109号、受賞作品：広報としま第1118号、表彰式10月15日
8/24 豊島区民センター文化ホール 演劇祭参加作品が2分で分かる前夜祭ǃ! 池袋演劇祭参加作品 予告編・CM大会（観覧者に抽選で参加作品の招待券をプレゼント）
- 池袋小劇場
  - 8/27-9/2 劇団池袋小劇場 『木下順二訳による民話かたり芝居「じゃっく・ジャック・Jack」』
  - 9/3-5 劇団池袋小劇場 『虎・タイピスト』
  - 9/9-12 S.P.カンパニー 『Care』[11早 1]
  - 9/14-15 The Doodle-Bug 『ennui（アンニュイ）』[11早 2]
  - 9/17-19 DDS 『JACK（ジャック） Door of Different Suspense』
  - 9/22-26 劇団五〇鬼 『セチュアンの善人』[11早 3]
  - 9/28 岡田啓壱一人芝居 『男女同権』
  - 9/30-10/3 Giri Pink 『W7（WORDS=WORD=WILD=WIDE=WARM=WORLD=WORKS）』
- 南大塚ホール
  - 9/25-26 豊島区オペラソリストの会 『オペレッタ「ヘンゼルとグレーテル」』
- シアターグリーン
  - 9/2-7 演劇屋SINZAN横丁 『無人島は好きか? －どうにもならない予感』
  - 9/9-13 劇団じっとこまった 『ウルトラ★ハイタール〜極光ビートREMIX〜』
  - 9/17-20 劇団ザイン 『プライマル・レター』
  - 9/24-26 桜樹舎 『赤いアンブレラ〜愛するひとへ』
  - 9/30-10/5 演劇集団 MAJOHK'S（魔ジョーク） 『わすれの森－閉ざされた思い出のかけらたちへ－』
- アートスペースサンライズ・ホール
  - 9/3-5 いたずらくらぶ 『ICN いたずらくらぶ い〜な』
  - 9/10-12 劇団人力列車 『消印時効』
  - 9/14-15 青山サージェントリーウィーブス 『ノーバディ・イズ・パーフェクト〜Nobody Is Perfect』
  - 9/17-18 劇団とみげ 『破線』
  - 9/23-26 Ge'ひょっとこパラダイス 『お〜ぷん せさみ』
  - 9/28-30 SOMA一人芝居 『お富さん TOKYO LADIES 10』
    - アゼリア会賞
- 東京芸術劇場
  - 小ホール1
    - 9/4-5 第10回記念 池袋演劇祭賞 受賞作品競演 すずの兵隊 『HYPER SPINNING WORLD』[11早 4]（優秀賞）
    - 9/10-11第10回記念 池袋演劇祭賞 受賞作品競演 劇団俳小 『どさ回りのハムレット－兄殺しの報い』[11早 5]（豊島区長賞）
    - 9/14-19 劇団銅鑼 『池袋モンパルナス』[11早 6]
      - 大賞

    - 9/22-26 アクトB-GUN 『「ZERO」〜零戦からウェディングベル'99バージョン〜』
      - としまテレビ賞

    - 9/28 劇団あぁルナティックシアター 『シェイクスピアの鉄人 BATTLE2 オセローのハムレットによるジュリエット』
    - 9/30-10/3 気まぐれ倶楽部 『京都ニンニン寺殺人事件』[11早 7]
      - 優秀賞

  - 小ホール2
    - 9/3-5 放映新社 演劇集団 〈天地〉 『〈第1部〉春・天国に飛ぶ !〈第2部〉海抜3,200メートル』
    - 9/11-12 第10回記念 池袋演劇祭賞 受賞作品競演 オフィス樹 『蟻たちへの伝言』[11早 8]（優秀賞）
    - 9/14-15 劇団ミュージカルシアター☆MIMICO 『その昔みゅーじかる「風の忍者」 清瀬伝説「一文坂」より』
    - 9/27-29 星川葭夫芸術教育研究舎 『第12回国際交流 「愛と勇気」－さりげない思いやり－』

  - 中ホール
    - 9/1 特別参加 豊島区コミュニティ振興公社 『としま能の会』
      - 能 『七騎落（しちきおち）』 観世流 観世喜之
      - 狂言 『隠狸（かくしだぬき）』 和泉流 野村万蔵
      - 能 『殺生石（せっしょうせき）』 宝生流 武田孝史

    - 9/9-10 有限会社 ライトリンク・ミュージック 『ともだち』
    - 9/15-16 秋田雨雀・土方与志記念青年劇場 『青年劇場第75回公演 飯沢匡没後5年 劇団創立35周年記念 喜劇「二階の女」』[11早 9]
      - 優秀賞

    - 9/18-19 劇団すいせいミュージカル 『夢のタイムリミット』[11早 10]
- ジェルスホール
  - 9/2-5 東京ファールチップ 『かぞくや』[11早 11]
  - 9/7-8 シノハラステージング 『それ行けǃ 奥様仮面〜体内化学物質の恐怖〜』
    - 優秀賞

  - 9/13-15 プロジェクト・イチ 『太宰 治・作 カチカチ山』
  - 9/17-19 SPRO 『ゴブリン・ガール』[11早 12]
  - 9/22-26 シノハラステージング 『アースワーク・エンジェルス〜水と緑と私の愛と〜』
  - 9/28-29 個性派組 『ビバǃ 大塚歌劇団の青春〜NON STOP REVUE DOTA BATA DE SHOW〜
- 未来劇場 アトリエ鬼子母神
  - 9/21-10/10 劇団未来劇場 『未来劇場第73回公演 笑劇「AMENTIA」』[11早 13]
- 豊島区民センター文化ホール
  - 7/30 「演劇体験=講座」 発表会 『朗読劇「馬と乞食（ものごい）」』 『劇「瓜子姫とアマンジャク」』
  - 9/10-12 キーマハーツ 『ヤッサモッサ』[11早 14]
  - 9/23,25 板橋演劇センター アクターズ・カンパニー 『父と暮せば』
  - 9/23,25-26 TOKYO アクターズ・プロデュース『賢治で五つ』
  - 9/24,26 マルノ企画 『心優しき人よ』
  - 9/28-29 演劇倶楽部「座」 『詠み芝居「高野聖」』
    - 審査会特別賞
- 豊島公会堂
  - 9/24 KSK 『KSK第4回公演「フジモリ－おかしな鎮魂歌－」』
- 萬スタジオ
  - 9/3-5 ONE FOR ALL 『新品の明日』[11早 15]
    - 豊島区観光協会賞

  - 9/10-12 初谷 誠のショートショートショー 『夢中から無言』
  - 9/15-17 シアター・イムノ 『から騒ぎ』[11早 16]
    - 区長賞

  - 924-26 少年激突団 『大腿筋とエスカルゴ』[11早 17]
- サンシャイン劇場
  - 8/25-9/6 特別参加 1999サマースペシャルミュージカル 『美少女戦士セーラームーン かぐや島伝説改訂版』[11早 18]
  - 9/8-10/13 特別参加 劇団ふるさときゃらばん 『噂のファミリー 1億円の花婿』 [11早 19]
- ロサ会館屋上テニスコート
  - 9/18-19,25-26 ジョンやjapon 『DON'T YOU CRY MY DOG』

演目情報：広報としま第1145号、受賞作品：広報としま第1154号、表彰式：10月17日
8/24 演劇祭参加作品が2分で分かる前夜祭ǃ! 池袋演劇祭参加作品 予告編・CM大会
- 池袋小劇場
  - 9/1-3,28-30 池袋小劇場 『玄朴と長英－「夢物語」付き－』[12早 1]
    - 審査員特別賞

  - 9/5-7 劇団CONTACT（げきだんコンタクト） 『黄色い家の不思議な訪問者』[12早 2]
  - 9/8-10 ゆにっと 『Dear Distiny（ディアーディスティニー）〜抱えきれぬ想い〜
  - 9/12-13 るーびっくきゅーぶ 『彼女は咲（わら）った ソレデモ時代ハ巡ル……と』
  - 9/16-17 劇団X探偵社 『薔薇は碧空に溶ける』
  - 9/21-24 Show-Gun 『ROOM』[12早 3]
  - 9/26-27 赫青 『堕天の器 〜room〜』[12早 4]
- 豊島区民センター文化ホール
  - 9/15-17 欽劇 座ぶとん座 『笑うからには服着たら? その2』[12早 5]
    - 豊島区町会連合会会長賞

  - 9/22-24 マルノ企画 『心優しき人よ・2 －テロルの秋－』
- アートスペースサンライズ・ホール
  - 8/30-9/3 劇団ノーサイド 『この部屋で、君を探して』[12早 6]
  - 9/5-6 ジャンクション 『結婚契約破棄宣言』
    - 優秀賞

  - 9/8-10 芝居長屋かとりせんこう 『夕陽のWANTED〜love me tight, with gun』
  - 9/11-12 セッション・ブルー 『凡人之挽歌』
  - 9/14-16 Art Evolution Network 1:1 二瓶龍彦プロジェクト 『シェークスピア・モノローグ』
  - 9/22-25 Sun段銃三世 『トランス』
  - 9/28-30 SOMA一人芝居 『Σ』
- シアターグリーン
  - 8/31-9/5 劇団Pl.（プル） 『Pl.5th 広島に原爆を落とす日』
  - 9/8-12 不沈艦プロジェクト 『不沈艦プロジェクトvol.10 シリーズよくわからない日本史第二弾太平洋戦争編 最後の日本兵』
  - 9/15-18 螺旋組 『Junk』
  - 9/22-26 CAPTAIN CHIMPANZEE 『アリとキリギリス』
    - アゼリア会賞
- 萬(YOROZU)スタジオ
  - 9/1-3 青年俳優座 『あるお弁当屋さんの物語』
  - 9/8-10 劇団「響（ひびき）」 『W.シェイクスピア作 タイタス・アンドロニカス』
  - 9/22-25 WILD LIFE MAKERS（ワイルド・ライフ・メーカーズ） 『「Vol.23」 廃街〜THE LOSS OF MEMORY』
  - 9/28-10/1 初谷誠のショートショートショー 『乾杯』
- 南大塚ホール
  - 9/24 KENプロデュース 『オーバ・オーバǃǃǃ』
  - 9/2-3 豊島区オペラソリストの会 『オペラ「フィガロの結婚」』
- ジェルスホール
  - 9/1-3 GOKKO 『チョークな関係』
  - 9/7-10 ビッグバン・シアター 『犀（さい）』
  - 9/14-17 あぁルナティックシアター 『第59回公演 DRAGON'S BLUFF－龍的戯言』
    - 豊島区観光協会賞

  - 9/21-25 演劇集団MAJOHK'S（魔ジョーク） 『きみの未来に僕がいる』
    - 優秀賞

  - 9/29-10/1 ラ・ペジブル 『語り 広島にチンチン電車の鐘が鳴る』
- 巣鴨歌謡劇場まごころホール
  - 9/16-17 劇団VOICE 『betray』
  - 9/22-24 欽劇 座ぶとん座 『笑うからには服着たら? その2』[12早 7]
    - 9/15-17 豊島区民センター文化ホールでも同演目開催
    - 豊島区町会連合会会長賞（再掲）

  - 9/30 大道芸能座 『江戸の風情が人を呼び寄せる からくり人形奇談』
- 未来劇場 アトリエ鬼子母神
  - 9/20-10/10 劇団未来劇場 『第75回公演 桃色の葡萄の味（仮題）』[12早 8]
- 東京芸術劇場
  - 小ホール1
    - 9/1-3 第11回池袋演劇祭賞受賞作品競演 演劇倶楽部「座」 『詠み芝居「高野聖」』（審査会特別賞受賞）
    - 9/5 グレース・ファイブ 『チャールダーシュの女王』
    - 9/7 千枝の星屑会（スターダスト・パーティ） 『千枝の恋唄・2000』[12早 9]
    - 9/15-24 KOtoDAMA企画 『陰陽師（文藝春秋刊）』[12早 10]
      - 豊島区長賞

    - 9/26-10/1 アクトB-GUN 『第11回公演「ひまわり」』
      - 審査会特別賞

  - 小ホール2
    - 9/9-10 第11回池袋演劇祭賞受賞作品競演 シアター・イムノ 『から騒ぎ』（豊島区長賞受賞）
    - 9/16-17 劇団フライングステージ 『オープニング・ナイト』
      - としまテレビ賞

    - 9/25-26 劇団ミュージカルシアター☆MIMICO 『伝説ミュージカル「ドラゴン in KIYOSE」』
    - 9/28-30 HAYダンスカンパニー 『Good-by Angels』
      - 大賞

  - 中ホール
    - 9/1 特別参加 豊島区コミュニティ振興公社 『としま能の会』[広報 29]
      - 宝生流能 『班女』 前田晴啓
      - 和泉流狂言 『鐘の音』 野村萬
      - 観世流能 『安達原』 観世喜之
- サンシャイン劇場
  - 8/23-9/4 特別参加 2000サマースペシャルミュージカル 『美少女戦士セーラームーン 決戦／トランシルバニアの森』[12早 11]
  - 9/9-10/1 特別参加 『オーファンズ』

演目情報：広報としま第1220号、受賞作品：広報としま第1226号
- 東京芸術劇場
  - 中ホール
    - 9/1 としま能の会[広報 30]
      - 舞囃子『枕慈童』 宝生流 近藤乾之助
      - 狂言『末広がり』 和泉流 野村萬
      - 能『安宅・滝流』 観世流 観世喜正

    - 9/13-14 放映新社 / 演劇集団〈天地〉 『樺太（からふと）－戦火に散った白い九枚の花びら』
    - 9/26-29 劇団ふるさときゃらばん 『ミュージカル「パパの明日はわからない」』
      - 大賞

  - 小ホール1
    - 9/1-2 演劇企画オフィスアートプラン 『5(FIVE)』[14早 1]
    - 9/4-5,12-15 としま区民芸術祭 第13回池袋演劇祭受賞作品競演 劇団ZAPPA 『猿〜ましら』（優秀賞）
    - 9/19-23 糸あやつり人形結城座 『竹本素京米寿記念公演「傾城戀飛脚新口村の段」（けいせいこいびきゃくにのくちむらのだん）』[14早 2]
    - 9/27-29 最強★プラネタリウム 『踊る宇宙人』

  - 小ホール2
    - 9/1 劇団 GINGUIS FARM 『ここに幸あり？（明るい幸福家族計画改訂版）』[14早 3]
      - 優秀賞

    - 9/3-4 ギィ・フォワシィ・シアター 『谷 正雄フランスシュヴァリエ文化勲章受賞記念「フランス音楽、詩、芝居の夕べ」（日仏文化交流を兼ねて）』[14早 4]
    - 9/7-8 としま区民芸術祭 第13回池袋演劇祭受賞作品競演 オフィス樹 『ハルピン帰りのヤスケ〜戦場に踊る男』[14早 5]（大賞）
    - 9/13-16 THE SCAR-FACE 『Destiny』[14早 6]
    - 9/19-23 劇団俳小 『三銃士』[14早 7]
    - 9/27-30 シェイクスピア・シアター 『じゃじゃ馬ならし』[14早 8]
      - アゼリア会賞
- サンシャイン劇場
  - 9/1-16 劇団キャラメルボックス 『嵐になるまで待って』[14早 9]
- アートスペース・サンライズホール
  - 9/6-8 芝居長屋かとりせんこう 『平成残侠伝〜いつか心（ハート）にRAINBOW』
  - 9/13-15 劇団骨の羅針盤 『地球はグラスのふちを回る』
  - 9/21-22 サムライアカデミー 『天使と悪魔と三人姉妹』
  - 9/27-29 劇団感魂創祭 『コツゼンと横山さん』
    - 豊島区長賞
- 池袋小劇場
  - 9/1-2 板橋演劇センター小劇場企画 『「鳩」・「第二楽章」』 『父と暮せば』
  - 9/6-8 五〇鬼 『IN THE BLACK MIDWINTER』[14早 10]
  - 9/14-16 劇団ピンスパイラル 『如月の夢』[14早 11]
  - 9/20-23 劇団CONTACT 『サウンド・オブ・ミュージック』
  - 9/26-30 池袋小劇場 『セチュアンの善人』[14早 12]
    - 豊島区観光協会賞
- 未来劇場アトリエ鬼子母神
  - 9/27-30 劇団未来劇場 『AMENTIA（アメンチア）』[14早 13]
    - としまテレビ賞
- シアターグリーン
  - 9/1-3 CAPTAIN CHIMPANZEE 『ONI』
  - 9/6-10 天然工房 『まんぷく寺の懲りない面々』[14早 14]
  - 9/13-17 演劇集団 MAJOHK'S（魔ジョーク） 『Dear－大切なあなたへ』[14早 15]
  - 9/20-24 WILD LIFE MAKERS 『WILD LIFE MAKERS VOL.26 我闘戦劇－哀愁の剣』
  - 9/27-30 劇団花鳥風月 『誰がために…』
    - 優秀賞
- ジェルスホール
  - 9/1-3 シアター・ブロック 『「兄の頭の中にある考え」・「笑い虫サム」』
  - 9/6-8 シノハラステージング 『あの夕日に映えた遠い記憶のかけらたち』
  - 9/13-16 あぁルナティックシアター 『贋作・日本の歴史 第二章・鎌倉時代〜江戸時代』[14早 16]
  - 9/17-18 グループ陽気妃 『楽屋〜流れ去るものはやがてなつかしき』
  - 9/20-23 アルザマス16 『たそがれエスパー』
  - 9/26-29 劇団 Stoic Stick 『NIPPONの夏』[14早 17]
- 雑司が谷鬼子母神堂
  - 9/6-8 劇団IAT（アイリッシュブル・アート・シアター） 『野外劇「鷹の井戸」』
    - 豊島区町会連合会会長賞
- 萬スタジオ
  - 9/1R:MIX 『魔物達の愛』[14早 18]
  - 9/6-8 劇団Underageプロデュース 『森垣千歳・羽生まゆみ企画公演「覇王伝」』[14早 19]
  - 9/11-16 劇団PeeK-a-Boo 『みつけた!』
  - 9/18-20 THEATER JUNK 『TEARS FOR THE FUTURE』
  - 9/22-24 初谷 誠のショートショートショー 『後悔』
- 豊島公会堂
  - 9/1 障害者演劇集団 劇団「みつばちブンブン」 『セミと人形達－童話の情景』
  - 9/6-7 劇団ミュージカルシアター★MIMICO 『はなになったねこ』
  - 9/14-15 新型アポロ 『中盤のパラノイア』
- 豊島区民センター文化ホール
  - 9/27-28 アンサンブルテオリア 『オペラ「お父さんのバックドロップ」』
- 南大塚ホール
  - 9/7-8 豊島区オペラソリストの会 『フィガロの結婚』
  - 9/21-22 劇団GIN&NIC 『RAMBLE RUMBLE』

演目情報：広報としま第1256号、受賞作品：未確認、表彰式：10月20日
8/21 豊島区民センター文化ホール 第15回池袋演劇祭前夜祭 予告編・CM大会
- 東京芸術劇場
  - 中ホール
    - 9/1 オープニング公演 としま能の会
      - 観世流能 『千手〜郢曲之舞（せんじゅ〜えいきょくのまい）』 観世喜之
      - 和泉流狂言 『隠狸（かくしだぬき）』 野村萬
      - 宝生流能 『鞍馬天狗〜白頭（くらまてんぐ〜しろがしら）』 近藤乾之助
        - 小学2年生〜4年生の花見稚児役を募集した[広報 31]

  - 小ホール1
    - 9/1 Human b. 『第16回公演「花ちらしの雨」』
    - 9/3-4 としま区民芸術祭内 第14回池袋演劇祭賞受賞作品競演[広報 32] 劇団IAT 『劇場版[注 32]「鷹の井戸」』（豊島区町会連合会会長賞）
    - 9/6-7 15周年特別記念公演 江戸川乱歩原作 『押絵と旅する男』[広報 33] 阿部寿美子、三遊亭円窓、辻村寿三郎ほか[6]
    - 9/12-15 劇団銅鑼 『公演No.31「Big brother」』[15早 1]
      - 優秀賞

    - 9/18-21 劇団 ZAPPA 『卍 MANJI』
      - 池袋演劇祭15周年記念特別賞[賞 11][賞 12][賞 13]

    - 9/24-28 劇団山の手事情社 『船弁慶』[15早 2]
    - 9/29-30 オフィス SHIMA NPO現代座提携公演 『虹の立つ海〜未来からのうたごえ』

  - 小ホール2
    - 9/6-7 としま区民芸術祭内 第14回池袋演劇祭賞受賞作品競演[広報 32] 劇団感魂創祭 『コツゼンと横山さん』（豊島区長賞）
    - 9/13-15 天然工房 『ステージライフ〜劇場の鍵貸します』[15早 3]
    - 9/18-23 劇団俳小 『雨あがり陽はのぼり…』[15早 4]
    - 9/26-28 劇団花鳥風月 『黄昏レ桜ノ、花吹雪』
      - 豊島区長賞[賞 14]
- サンシャイン劇場
  - 9/2-15 特別参加 劇団キャラメルボックス 『ナツヤスミ語辞典』[15早 5]
- アートスペース・サンライズホール
  - 9/6-7 サムライアカデミー 『島国の帝王』
  - 9/13-15 劇団絵心劇 『享年二十一世紀』
  - 9/20-21 劇団てんしのたまご 『30歳まであと一歩』
  - 9/23-24 劇団☆冗談パラダイス 『続・夜明けまで…男弐（おに）の逝く道』
  - 9/26-28 マジカル☆フラッパー 『片瞑り（かたつむり）』
- 未来劇場アトリエ鬼子母神
  - 9/16-28 劇団未来劇場 『第81回公演 ぺぺの甘い犯罪（MABU）』
    - 大賞[7][賞 15][賞 16]
    - 劇団未来劇場の未来劇場アトリエ鬼子母神での最終公演[注 33][8]であり、以降は中野の新稽古場[注 34]に活動の場を移した。
- 池袋小劇場
  - 9/5-7 Acting unit Wild Bell 『Swing - By』
  - 9/12-14 劇団308（みつばち）同盟 『レトロフューチャー』[15早 6]
  - 9/19-21 暗黒銀河団 『ストロベリーオンザビーチ★ストロベリーインザスープ』
  - 9/23-24 THEATER 楼蘭 『月色の島』
  - 9/26-30 池袋小劇場 『貧乏物語』
- 萬スタジオ
  - 9/4-7 peep hut produce （ピープハットプロデュース） 『クラブドラセナ』
  - 9/19-21 演劇 Group 安心宣言 『寒←→天（KANTEN）』[15早 7]
  - 9/26-28 初谷誠のショートショートショー 『財産』
- 豊島区民文化ホール
  - 9/5-7 人間座・花企画 『火を継ぐもの〜小林多喜二』
  - 9/19-20 アンサンブルテオリア 『オペラ「おきさきさまはビスケット」 オペラ「車のいろは空のいろ」』
- 豊島公会堂
  - 9/21-23 劇団ゆ 『スニーカーをはいた王子様』
  - 9/27-28 劇団 MIMICO 『伝説ミュージカル「夢幻の琵琶」』
- 豊島区心身障害者福祉センター[注 35]
  - 9/5 ゆうかり人形狂言座 『盆山、かに山伏』
- 高三会館[注 36]
  - 9/27 ゆうかり人形狂言座 『盆山、かに山伏』
- シアターグリーン
  - 9/1 （劇）レインボウ城 『20.50 ǃ （トゥエンティ.フィフティ ǃ）』
  - 9/5-9 炭酸ズノウプロジェクト 『ブレイヴ』
  - 9/12-16 千流螺旋組 『－華はな－』
  - 9/19-23 CAPTAIN CHIMPANZEE 『ヒーローなんかいらないǃ』
    - 優秀賞

  - 9/26-30 演劇実践集団デスペラーズ 『石ころは濡れてそしてまた乾いた』
- ジェルスホール
  - 9/5-8 ワイルドライフメーカーズ 『ERASE COMPLETE〜閉ざされた愛』
  - 9/12-15 劇団アドヴァンス 『夢公園（ドリームパーク）に夜は更けて』
  - 9/18-21 劇団バルーン・プロジェクト 『車窓（まど）の外は星の海』
  - 9/22-23 TPS シアター 『星の輝く夜に…』
  - 9/25-28 シノハラステージング 『BASUEǃ オッパイとアソコと切ない想い』
    - アゼリア会賞[賞 17]
- 南大塚ホール
  - 9/6-7 豊島区オペラソリストの会 『魔笛』

演目情報：広報としま第1291号、受賞作品：豊島新聞
8/19 池袋西口公園野外ステージ 池袋演劇祭前夜祭 予告編・CM大会
- 東京芸術劇場
  - 中ホール
    - 9/1 オープニング公演 としま能の会[広報 35]
      - 宝生流能 『清經（きよつね）』 亀井保雄
      - 和泉流狂言 『酢薑（すはじかみ）』 野村萬
      - 観世流能 『一角仙人』 観世喜之

    - 9/16-19 シアター・キャタック 『ミュージカル「カーネギーの日本人」』
      - 優秀賞

  - 小ホール1
    - 9/9-10 としま区民芸術祭内 第15回池袋演劇祭賞受賞作品競演 劇団銅鑼 『Big brother』（優秀賞）[16早 1]
    - 9/17-19 最強★プラネタリウム 『アポロのお尻〜満月の下でキミの“龍勢”を天体観測』
    - 9/23-26 劇団ワイルドライフメーカーズ 『悟空伝説－2004』
    - 9/29-10/3 劇団ZAPPA 『鬼－ONI』
      - 豊島新聞社賞

  - 小ホール2
    - 9/4-5 としま区民芸術祭内 第15回池袋演劇祭賞受賞作品競演 CAPTAIN CHIMPANZEE 『ヒーローなんかいらないǃ』（優秀賞）
    - 9/24-26 劇団 花鳥風月 『未来糸〜みらいと』
      - 大賞

    - 9/29-10/3 劇団 俳小 『自殺者』 [16早 2]
      - 豊島区観光協会賞
- 豊島区民センター文化ホール
  - 8/24-9/25 ぐるーぷ・キャロット 『にんじん』
    - 8/24-25は池袋小劇場で開催
    - 豊島区長賞

  - 9/18-19 劇団CONTACT 『Majenta（マジェンタ〜幻想なる時 ）』
- 南大塚ホール
  - 9/4-5 豊島区オペラソリストの会 『カルメン』
  - 9/10-12 歴史再検団 『倭寇伝』
- 萬スタジオ
  - 9/2-5 劇団6番シード 『ラストシャッフル』
    - アゼリア会賞

  - 9/10-12 音速かたつむり 『グッド・バイ』
  - 9/17-20 SPPT テエイパーズハウス 『風の行方』
    - としまテレビ賞

  - 9/24-26 初谷誠のショートショートショー 『約束』
- 池袋小劇場
  - 9/3-6 劇団チョコレートケーキ 『それが、こたえのような。』
  - 9/10-12 ミケと湯たんぽ 『想いのたけ』
  - 9/17-20 花企画 『「神谷量平作品集」村雨橋遺文・女の戦記』
  - 9/25-10/3 池袋小劇場 『井上印☆場面缶詰』
    - 豊島区町会連合会会長賞
- ジェルスホール
  - 8/28-9/1 シノハラステージング 『ミルキーウェイ・ストレンジャー〜小さな星の大きな命の小さな小さな物語』
  - 9/4-5 芝居屋 問答無用 『トイレという名のバレリーナ』
  - 9/10-13 D・R・W 『ダニーと紺碧の海』
  - 9/18-20 劇団OMF 『もう一人の私、本当の僕』
  - 9/23-26 シノハラステージング 『戦場のボレロ〜過ぎ去らぬ季節が今、此処に在る』
    - 優秀賞

  - 9/28-30 劇団日進月舗くるぶし 『妖の鬼女羅（キメラ）』
- スタジオバリオ
  - 9/24-26 劇団恋におちたシェイクスピア 『ひろがる夜』
- 学習院大学富士見会館4階アトリエ
  - 9/1-5 学習院大学演劇部 少年イサム堂 『彼岸此岸 HE-GONE ・SHE-GONE』
- アートスペースサンライズホール
  - 9/4-5 オレンジストライク 『Wake Up ǃǃ』
  - 9/10-12 マジカル☆フラッパー 『ラン エンド ラン』
  - 9/16-20 梅パン 『優しくって少しばかその他の短編及び梅パン自作短編』
  - 9/23-26 劇団てんしのたまご 『ふるさと』
  - 9/29-12 ボーナスストレッチ 『真綿の子守唄』
- サンシャイン劇場
  - 8/21-9/5 特別参加 株式会社キャズビー[注 39] 『美少女戦士セーラームーン 〈新かぐや島伝説〉』

演目情報：広報としま第1323号、受賞作品：豊島新聞、表彰式：10月21日
8/19 豊島区民センター文化ホール 池袋演劇祭前夜祭 予告編・CM大会
- 南大塚ホール
  - 9/2-4 第16回池袋演劇祭賞受賞作品招待公演 シノハラステージング 『戦場のボレロ〜過ぎ去らぬ季節が今、此処に在る』（優秀賞）
  - 9/16-18 劇団花企画 『被告の椅子』
  - 9/24-25 豊島区オペラソリストの会 『フィガロの結婚』
- アートスペースサンライズホール
  - 9/2-4 演劇チーム イグオス 『甘辛探偵』
  - 9/9-11 THE♥フォービーズ 『そのとき☆葉山ちゃんが想うこと』[12]
  - 9/19-21 eZ（テイク・イット・イージー） 『蝉（せみ）』
  - 9/23-25 オレンジストライク 『J』
  - 9/30-10/2 吉本興業ガールズ演劇ユニット TRAPPER 『ボーダー～あの空の向こうとこっち～』
    - アゼリア会賞
- 池袋小劇場
  - 9/2-4 緑野大地プロデュース 『緑野大地プロデュース Vol.4』
  - 9/9-11 劇団東京ドラマハウス 『煙が目にしみる』
    - としまテレビ賞

  - 9/16-19 劇団あかしや 『四畳半より愛を込めて』
  - 9/22-25 劇団バッコスの祭 『マタイ』[13]
  - 9/28-10/4 池袋小劇場 『クサンチッペとあの男－－何と言ったっけ、ほら…』
    - 豊島新聞賞
- サンシャイン劇場
  - 8/11-9/12 演劇集団キャラメルボックス 『スケッチブック・ボイジャー』[17早 1]
- シアターグリーン[注 42]
  - メインホール
    - 9/15-21 絶対王様 『猫のヒゲのしくみ～映画は感動も絶望も希望も与えてくれる～』 [17早 2]
    - 9/23-28 水木英昭プロデュース 『眠れぬ夜のホンキートンクブルース[注 43]』
    - 9/30-10/3 シアターキューブリック 『タンデム』

  - エリア171
    - 9/16-25 うわの空・藤志郎一座 『ひよこのパジャマ』[14][15]
    - 9/28-10/2 SPPTテエイパーズハウス 『上総湊は今日も晴天なり』

  - 小劇場
    - 9/9-13 CAPTAIN CHIMPANZEE 『着メロはお気に召すまま！』[16]
    - 9/15-20 劇団ジャブジャブサーキット 『しずかなごはん』[17早 3]
    - 9/23-27 とくお組 『インドのちから』[17早 4]
    - 9/30-10/3 タッタタ探検組合 『植物大図鑑』[17早 5]
- ジェルスホール
  - 9/2-4 劇団生命座 『鼓動を刻む聖戦・･僕らミクロの兵士たち』
    - 日本映画俳優協会賞[賞 18]

  - 9/6-7 RAINDOGS（レインドッグス） 『SOUL TO SOUL』
  - 9/9-11 無頼組合 『ファントム』[17]
  - 9/16-18 風凛華斬 『海のわだつみ、星影の詩』
  - 9/22-25 シノハラステージング 『大怪獣物語～哀しみは放射能の彼方へ～』[18]
  - 9/29-10/2 初谷誠のショートショートショー 『遺言』
- スタジオバリオ
  - 9/22-25 KENプロデュース 『お月さまへようこそ』[19]
- 東京芸術劇場
  - 小ホール1
    - 8/31-9/4 劇団初舞台 『アダルト・チルドレン』[17早 6]
    - 9/22-25 ピープハット★プロデュース 『時を流れよ』
    - 9/28-10/2 劇団ZAPPA 『空-SORA-』[20]
      - 優秀賞[賞 19]

  - 小ホール2
    - 9/13-19 劇団前方公演墳 『星は見ていた』[21]
    - 9/28-10/2 劇団俳小 『金閣炎上』[17早 7]
      - 大賞[賞 20][22]

  - 中ホール
    - 9/22-10/2 オン・タイム 『ゴッドスペル』[23]
      - 豊島区観光協会賞
- 豊島区民センター文化ホール（イーストステージ・いけぶくろ）
  - 9/17-18 東京歌劇座 『ピグマリオン』
  - 9/24-25 劇団CONTACT 『おなじ空を見ていた〜ある2人の物語』[17早 8]
- 萬スタジオ
  - 8/31-9/4 演劇レーベル Bö-tanz 『from Under the Junk Metal ‐the 2nd ed.』[17早 9][24]
  - 9/7-9/11 ミルク・ブラザーズ 『ドゥーワップ𝄞優しい奴ら』[17早 10]
    - 豊島区長賞[22]

  - 9/17 D・N♥プロデュース 『寒満月の、割れる程』[25]
  - 9/23-26 千流螺旋組 『美憎い』[17早 11][26]
    - 優秀賞

  - 9/30-10/3 ルポワール 『GAME-罠』[17早 12]
    - 豊島区町会連合会会長賞

演目情報：広報としま第1347号、受賞作品：財団法人としま未来文化財団ホームページ掲載情報による、表彰式：10月20日
8/18 イーストステージ・いけぶくろ（豊島区民センター文化ホール） 予告編・CM大会
- 東京芸術劇場
  - 中ホール
    - 9/1 オープニング公演 『としま能の会』[広報 36]
      - 宝生流 舞囃子『胡蝶（こちょう）』 近藤乾之助
      - 和泉流 狂言 『舟渡聟（ふなわたしむこ）』 野村萬
      - 観世流 能 『矢島（やしま）－弓流（ゆみながし）・奈須与市語（なすのよいちがたり）』  観世喜正

  - 小ホール1
    - 9/1-3 STARS Company 『満月の夜は騒がしい』[18早 1]
    - 9/13-18 第17回池袋演劇祭賞受賞作品競演 劇団ZAPPA 『空－SORA－2006』（優秀賞）
    - 9/21-24 PEOPLE PURPLE 『The old CLOCK』[18早 2]
      - 大賞

    - 9/29-10/1 緑野大地プロデュース 『緑野大地プロデュースVol.6』

  - 小ホール2
    - 9/9-18 特別参加 劇団たいしゅう小説家 『泥棒役者』[18早 3]
    - 9/20-24 劇団俳小 『第32回本公演「美しきものの伝説」』[18早 4]
    - 9/26-10/1 劇団前方公演墳 『恋が散る、雪が舞う』
- アートスペースサンライズホール
  - 9/1-3 武劇「零」 『山僧伏龍』
  - 9/8-10 鬼山社中 『祭りばやしが聞こえる』
  - 9/16-18 立花演劇研究所 『7ストーリーズ』
  - 9/23-24 TPSシアター 『ざ･夏の夜の夢』
  - 9/26-27 GOKAN。 『つけ麺パート2』
  - 9/29-10/1 吉本興業ガールズ演劇ユニット TRAPPER 『SO･LALALA』
    - 優秀賞
- 池袋小劇場
  - 9/1-3 劇団破戒オーǃǃǃ 『全日本プロミス～馬場捨て山ǃ 燃える闘争 逆襲の猪木!～』
  - 9/8-10 単双三千 『サンセット サテライト』
  - 9/15-18 劇団バッコスの祭 『センの風とムラサキの陽』
  - 9/22-24 劇団ミネラル金魚『ロ～マくんの休日』
    - 豊島区長賞

  - 9/28-10/3 池袋小劇場 『第三帝国の恐怖と悲惨』
- 北池袋新生館シアター
  - 9/16-17 劇団車輪のわく－Rim－ 『いつか還る場所（ところ）から』
  - 9/22-24 tri-be factory 『自分症候群 ～self syndrome～』
- シアターグリーン
  - BIG TREE THEATER
    - 9/1-10 レジェンド・ピクチャーズ 『キャンディーズ トリビュートミュージカル アン･ドゥ･トロワ』
      - 豊島区町会連合会会長賞

    - 9/12-18 マシュマロ・ウェーブ 『HOME』
    - 9/22-10/1 スペースノイド 『スタンレーの魔女』
      - 豊島区観光協会賞

  - BOX in BOX THEATER
    - 8/31-9/3 CAPTAIN CHIMPANZEE 『おどろきもものき桃の木荘』
      - アゼリア会賞

    - 9/7-10 劇団NAC 『Macbeth ～あなたはどこにいますか～』
    - 9/13-17 SPPTテエイパーズハウス 『第26回公演 もどっど！薩摩義士伝』
      - 日本映画俳優協会賞

    - 9/18 特別参加 ココの会 『プレ公演 鬼語り鬼笑い』
    - 9/19 特別参加 劇団鳥獣戯画 『三人でシェイクスピア』
    - 9/21-24 “創造集団”生活向上委員会 『第14回公演 英機の通信簿』[18早 5]
      - 豊島新聞社賞

  - BASE THEATER
    - 9/1-5 劇団チョコレートケーキ 『月が近づけば少しはましだろう』
    - 9/7-12 La CHANKO（ラ・チャンコ） 『女子住人独房～女囚刑務所の懲りない面々～
    - 9/15-17 劇団芝居かいとうらんま 『にせものもどき』
    - 9/21-24 劇団東京ドラマハウス 『蠅取り紙～山田家の５人兄妹～』
    - 9/26-10/1 マキcom.X 『特急マッハエヴロエフ』[18早 6]
- 豊島区民センター文化ホール（イーストステージ･いけぶくろ）
  - 9/16-18 第17回池袋演劇祭賞受賞作品競演 ミルク・ブラザーズ 『ドゥーワップ𝄞優しい奴ら』（豊島区長賞）
  - 9/23-24 劇団ラララ 『夢追い人』
- 都電荒川線車内
  - 9/1-3 吉本興業ガールズ演劇ユニット TRAPPER 『ALAKAWA-LINE』
- 南大塚ホール
  - 9/2-3 豊島区オペラソリストの会 『魔笛』
- 萬スタジオ
  - 8/31-9/3 心日庵 『楽園の東[注 45]』
    - としまテレビ賞

  - 9/7-10 あかの他人 『I’ｍ sorry』
  - 9/15-19 ダムダム弾団 『芥－あくた－』
  - 9/21-24 劇団ヨロタミ 『おとう』
    - 優秀賞

  - 9/28-10/1 初谷誠のショートショートショー 『記憶』
- 学習院大学 富士見会館 4Fアトリエ
  - 9/30-10/1 学習院大学演劇部 少年イサム堂 『あたしを蝶にして頂戴ǃ!!』
- サンシャイン劇場
  - 8/31-9/10 特別参加 株式会社キョードー東京 『「アパッチ城の攻防」より戸惑いの日曜日』[18早 7]

演目情報：広報としま第1371号、受賞作品：財団法人としま未来文化財団ホームページ掲載情報による、審査結果発表：10月18日
8/17 イーストステージ・いけぶくろ（豊島区民センター文化ホール） 第19回池袋演劇祭前夜祭予告編CM大会
- 東京芸術劇場
  - 中ホール
    - 8/31 オープニング公演 第20回 としま能の会[広報 37][広報 38]
      - 宝生流舞囃子 『三輪』 近藤乾之助
      - 和泉流狂言『文荷（ふみにない）』 野村萬
      - 観世流能『大江山』 観世喜正

  - 小ホール2
    - 9/5-9 劇団Peek-a-Boo 『ONE！（ある犬達の物語）』
    - 9/15-24 特別参加 劇団たいしゅう小説家 『ディレクション』
    - 9/27-10/1 劇団俳小 『第33回本公演「狂美花」』[19早 1]
- 豊島区民センター文化ホール
  - 9/7-9 第18回池袋演劇祭賞優秀賞受賞作品競演 劇団ヨロタミ 『おとう』（優秀賞）
  - 9/22-24 第18回池袋演劇祭賞優秀賞受賞作品競演 吉本興業ガールズ演劇ユニット TRAPPER 『SO･LALALA～僕の空には虹がある～』
- アートスペースサンライズホール
  - 9/1-2 スタジオ・フェニーチェ 『「9人の迷える人々」－人は人を裁けるのか－』
  - 9/13-17 13号地 『月が消えた夜に』[19早 2]
  - 9/21-24 劇団バッコスの祭 『神のゆりかご』
    - としまテレビ賞

  - 9/28-30 劇団敏感『虫車〜こおろぎ〜』
- シアターグリーン
  - BIG TREE THEATER
    - 8/29-9/2 ダイアックスプロデュース 『Desparate Broadway』
    - 9/4-9 演会 『高砂事変』
    - 9/13-17 なにわ三国志・劇団アルファー 合同公演 『叫び』
    - 9/20-24 スプーキーズ 『蒼い月への扉 白い月への扉』
    - 9/26-30 東京アンテナコンテナmiXミルク・ブラザーズ 『CHANBARA FEVER～八戸より愛を込めて～』
      - 大賞

  - BOX in BOX THEATER
    - 8/29-9/2 “創造集団”生活向上委員会 『夢の続き… 平成維新、竜馬蘇る!』
      - 豊島区長賞

    - 9/5-9 LIVES 『夢の唄』
    - 9/12-17 演劇制作体 V-NET 『さよなら太陽』
    - 9/20-24 劇工房 月ともぐら 『夏の夜の夢』
      - 優秀賞

    - 9/27-30 SPPT テエイパーズハウス 『第28回公演「合歓版 南太平洋」』
      - 豊島区観光協会賞

  - BASE THEATER
    - 9/6-10 劇団しどろもどろ 『揺れる部屋』
    - 9/21-24 舞台表現支援集団 擬似ドラマ 『甘ったるくて吐きそう
    - 9/27-10/1 CAPTAIN CHIMPANZEE 『SANAGI』
      - 優秀賞
- 池袋小劇場
  - 8/28-9/2 緑野大地プロデュース 『緑野大地プロデュースVol.7「エヌ氏の夜想曲」』
  - 9/7-9 劇団「ING進行形」 『「これは彼の走馬灯、眠る彼女の夢世界」～ロミオとジュリエットより～』
  - 9/14-16 五〇鬼 『蛇婿入』
  - 9/21-24 劇団ミネラル金魚 『黒い神童たち』
  - 9/28-10/2 池袋小劇場 『狐とぶどう』[19早 3]
- 北池袋新生館シアター
  - 9/6-9 ウワサノ… 『｢ハンモックの会｣～民宿サブリナでのひと夏～』
  - 9/14-17 演劇部隊チャッターギャング 『「Petit gamble ２｣もう～勝手にしやがれ』
  - 9/27-30 劇団新-さら- 『Iと逢いと哀と愛…』
- てあとるらぽう
  - 8/31-9/2 伍季風（モンスーン） 『Tower』
  - 9/7-9 えすぷろだくしょんプロデュース 『討魔戦記～明日に走る蒼き勇者たち』
  - 9/20-23 演劇企画ファンタスティック デリバー 『ソープオペラ』
    - アゼリア会賞

  - 9/28-30 演劇ユニット「FireWorks」 『オーマイゴッドǃ』
- 南大塚ホール
  - 9/1-2 豊島区オペラソリストの会 『椿姫』
    - 豊島区町会連合会会長賞

  - 9/15-17 劇団CONTACT 『マリー・アントワネット～夕暮れに燈る食卓』
  - 9/22-24 企画集団007 『ボーダーライン』
- 萬スタジオ
  - 8/30-9/2 演劇企画集団 東京ブラッディフール 『第8回公演「だてうはゆっくりと砂をはむのだ。」』[19早 4]
    - 豊島新聞社賞

  - 9/7-9 D.C.M. 『日下たくみ探偵事務所 源内、絡繰、幻想奇憚』
  - 9/14-17 無銘鍛冶プロデュース「エアリズム」 『新選組異聞 巻之壱 七星剣』
    - 日本映画俳優協会賞

  - 9/20-23 劇団東京ドラマハウス 『新羅生門』
  - 9/27-30 初谷誠のショートショートショー 『運命』
- サンシャイン劇場
  - 8/11-9/8 特別参加 劇団☆新感線 『2007年夏休みチャンピオン祭り「犬顔家の一族の陰謀～金田真一耕助之介の事件です。ノート」』[19早 5]

演目情報：広報としま第1399号・文化情報誌【「Mirai」】2008年8月号1-4面、受賞作品：財団法人としま未来文化財団ホームページ掲載情報による、表彰式：10月23日
8/14 あうるすぽっと 第20回池袋演劇祭前夜祭予告編・CM大会
- 東京芸術劇場
  - 中ホール
    - 8/31 オープニング公演 としま能の会[広報 39][広報 40][広報 41]
      - 宝生流舞囃子 『放下僧』 近藤乾之助
      - 和泉流狂言『六地蔵』 野村萬
      - 観世流能『恋重荷』 観世喜之

  - 小ホール1
    - 9/3-14 サンディ アトリエッジ 『飛行機雲～DJから特攻隊へ愛を込めて～』[20早 2]
      - 豊島区町会連合会会長賞

    - 9/18-28 劇団ZAPPA 『花 hana』
      - 優秀賞

    - 9/30-10/5 スーパーグラップラー 『SHAMAN-BOY～小角伝～』

  - 小ホール2
    - 9/12-16 劇団Peek-a-Boo 『コスモス』
    - 9/19-23 劇団俳小 『劇団俳小第34回本公演「西の国の伊達男」』[20早 3]
- あうるすぽっと
  - 9/3-15 特別参加 花組芝居 『怪談牡丹灯籠（ぼたんどうろう）』[20早 4]
  - 9/19-23 池袋演劇祭20周年 / あうるすぽっと開館1周年記念公演『池袋わが町』[広報 42][20早 5]
    - 作・演出：ジェームス三木
      - 7/31 ジェームス三木トークショー 『「池袋わが町」作・演出ここだけの話』開催[広報 43]

    - 出演者オーディション（主役級、男女各1名）開催[広報 44]
    - 出演は寺田農・池袋演劇祭受賞劇団選抜・オーディションによる5名の青年たちほか
    - 企画・制作：豊島区舞台芸術振興会、助成：財団法人地域創造、主催：豊島区舞台芸術振興会・財団法人としま未来文化財団・豊島区
    - 8/1-5 区民参加によるワークショップ〈公演への出演を目指して〉[広報 42]
      - 講師：演劇企画JOKO / 菊池 唯氏

    - 9/17 舞台設営ツアー開催[広報 45]

  - 9/28-10/5 特別参加 あうるすぽっとプロデュース 『瀕死の王』[広報 46][広報 47][20早 6]
    - 作：ウジェーヌ・イヨネスコ
    - 演出：佐藤信
    - 出演：柄本明・佐藤オリエ・高田聖子ほか
    - 企画制作：あうるすぽっと
    - 主催：財団法人としま未来文化財団・豊島区
    - 助成：芸術文化振興基金[34]
- 南大塚ホール
  - 9/6-7 豊島区オペラソリストの会 『ラ・ボエーム』
  - 9/13-15 池袋演劇祭賞受賞作品競演 劇工房 月ともぐら 『夏の夜の夢』（優秀賞）
  - 9/19-21 池袋演劇祭賞受賞作品競演 東京アンテナコンテナmiXミルク・ブラザーズ 『CHANBARA FEVER～八戸より愛を込めて～』（大賞）
- アートスペースサンライズホール
  - 9/5-7 劇団敏感 『なのめならず』
  - 9/11-15 劇団 新-さら- 『カ族とか族』
  - 9/18-23 企画集団007 『LAST REQUEST』
  - 9/25-28 TRAPPER 『ヂュワッチǃ!』
- 池袋小劇場[注 46]
  - 9/4-9 池袋小劇場 『モリエール笑劇「プールソニャック氏」2008年改訂版 』
  - 9/12-15 兎団 by 桜花一想 『軟体の火蜥蜴（サラマンダー）』
  - 9/19-21 劇団ミネラル金魚 『とびっこ』
  - 9/26-28 劇団「ING進行形」 『皇帝ガリレオ』
    - 豊島新聞社賞
- 北池袋新生館シアター
  - 9/5-7 cinerama 『進めǃ ウルトラ整備隊』
  - 9/14-15 RUSHǃǃ 『キス、したい。』
  - 9/26-28 takara50 『演劇公演はノンフィクション〜毎日ドラマ生活2008』
- シアターグリーン
  - BIG TREE THEATER
    - 8/30-9/1 常笑気流歌劇団 『永夏（とこなつ）』
    - 9/2 劇団鳥獣戯画 『三人でシェイクスピア』
      - 同演目を9/8にBOX in BOX THEATERにて開催[35]
      - 日本映画俳優協会賞

    - 9/4-9 K'sプロデュース 『N.M.L〜Nice Mikoshiba Life〜』
    - 9/12-16 劇団SAKURA前線 『まほろば物語』
    - 9/19-21 劇団ヨロタミ 『約束』
      - アゼリア会賞

    - 9/25-28 SPPT テエイパーズハウス 『白雪姫と七人のム・フ・フ…』
      - 20周年記念特別賞

  - BOX in BOX THEATER
    - 9/3-7 dramatic theater RARA☆ 『Mist』
    - 9/8 劇団鳥獣戯画 『三人でシェイクスピア』
      - 同演目を9/2にBIG TREE THEATERにて開催[35]

    - 9/11-15 kanikuso 『音ノ森』
    - 9/19-23 真紅組 プロデュース 『はしひめ Osaka1837』
      - としまテレビ賞

    - 9/25-30 “創造集団”生活向上委員会 『第18回公演「マジメに働きゃ明日はない」』
      - 優秀賞

  - BASE THEATER
    - GREEN55プロデュース公演：シアターグリーン学生芸術祭vol1（2007年開催） 優秀団体3団体による複合公演[36][20早 7]
      - 9/5-8 ゴジゲン 『GREEN55プロデュース公演「サムライキッチン」』
      - 9/5-8 劇団しどろもどろ 『GREEN55プロデュース公演「天使たちの動きは速すぎて見えない」』
      - 9/5-8 BABY EINSTEIN 『GREEN55プロデュース公演「台所始めました」』

    - 9/11-15 ラビット番長 『桜花』
    - 9/19-23 Bobjack theater 『いつか出会う歌』
    - 9/26-28 踊る演劇小ネタ集団 atelier THANK-X 『スター☆の星』
      - 豊島区観光協会賞
- スペイス響[注 47]
  - 9/6-7 シノハラステージング 『空に舞う、そして地に堕ちる〜薬物乱用・依存、ある少女の記録〜』
- てあとるらぽう
  - 8/30-9/1 ツィンテル 『WAVE』
  - 9/3-7 あおいと企画 『海の一座』
  - 9/11-15 劇団 SOLD OUT SORRY 『トラブル・トラベラー〜過去から来た未来〜』
  - 9/26-29 企画集団 回転木馬 『企画集団 回天木馬 第7回公演』
- 萬スタジオ
  - 8/28-9/1 Actor's Trash ASSH 『GET MY SOUL』
  - 9/4-7 劇団東京ドラマハウス 『僕の東京日記』
  - 9/12-15 劇団生命座 『その瞬間（とき）を抱きしめたい』
    - 豊島区長賞

  - 9/19-23 演劇レーベルBö-tanz 『Away Target』[注 48]
    - 大賞

  - 9/25-28 初谷誠のショートショートショー 『立場』
- サンシャイン劇場
  - 9/1-15 特別参加 サンシャイン劇場開場30周年記念公演 『「アパッチ城の攻防」より戸惑いの日曜日』
  - 9/20-10/5 特別参加 サンシャイン劇場開場30周年記念公演 『罠』

## 第21回〜第30回
豊島区外の隣接区にある会場の公演も対象となる。
- 北区
  - シアター・バビロンの流れのほとりにて（22-26,28-30）
  - pit北／区域（22-27）
- 新宿区
  - アイピット目白（22）
  - シアター風姿花伝（24-30）
  - TACCS1179（27）
  - コフレリオ新宿シアター（29-30）

なお、第25回から池袋演劇祭のホームページ開設に伴い、表内の回の欄にリンクを追加している。
| 回 | 期間                 | 特記事項 |
| -- | -------------------- | --- |
| 21 | 2009年9月1日-9月30日 | 新財団設立5周年『池袋わが町』再演（あうるすぽっと）、ならびに友好都市地方巡回公演（山形県遊佐町・長野県箕輪町・三重県名張市） 特別賞にみらい館大明賞（5万円）・キリンビール賞（賞品）が設定された。アゼリア会賞の授与が今回で終了した |
| 22 | 2010年9月1日-9月30日 | 豊島区内在住・在学の中学・高校生向けに池袋演劇祭賞受賞団体競演へ各劇団先着100名を招待 8/25-9/26 豊島区民センター2階ふれあい交流サロン 第22回池袋演劇祭関連展示「演劇のまち 池袋」を開催 キリンビール賞の授与が今回で終了した |
| 23 | 2011年9月1日-9月30日 | 予告編に対しても「前夜祭CM大会賞」（最優秀賞1本、優秀賞2本）が授与された |
| 24 | 2012年9月1日-9月30日 | 主催が豊島区舞台芸術振興会と公益財団法人としま未来文化財団の二者になる それに伴い、後援は3団体（豊島区、一般社団法人豊島区観光協会、東京芸術劇場（公益財団法人東京都歴史文化財団））となる 予告編・CM大会がサンシャインシティアルパ地下1階噴水広場で開催された 豊島区制施行80周年記念特別賞（8万円）が授与された |
| 25 | 2013年9月1日-9月30日 | ワークショップ『お芝居を創ろう～中学生演劇教室～』が企画された。9/23に『ホワイトフェザーズ－発表公演ー』として上演された 池袋演劇祭 ホームページ ikebukuroengekisai.jp 開設 池袋演劇祭25周年記念特別賞（15万円）が授与された |
| 26 | 2014年9月1日-9月30日 | 主催が池袋演劇祭実行委員会に戻る（豊島区、公益財団法人としま未来文化財団、豊島区舞台芸術振興会で構成） それに伴い、後援は２団体（一般社団法人豊島区観光協会、東京芸術劇場（公益財団法人東京都歴史文化財団））となる 豊島公会堂（みらい座いけぶくろ）が10月で閉館となるため、会場として使われるのも第26回が最後となった |
| 27 | 2015年9月1日-9月30日 | 豊島区民センター文化ホール（イーストステージ・いけぶくろ）が建て替えのため、2016年9月30日に閉館。池袋演劇祭の会場としての利用は第27回が最後となった |
| 28 | 2016年9月1日-9月30日 | 平成28年度 文化庁 文化芸術による地域活性化・国際発信事業の助成対象となった |
| 29 | 2017年9月1日-9月30日 | 6/21 池袋演劇祭実行委員長であった三浦大四郎が第29回の開催を前に亡くなった 平成29年度文化庁文化芸術創造活用プラットフォーム形成事業の助成対象となった 新規の特別賞として舞台芸術振興会賞（10万円）、本年のみの特別賞として三浦大四郎特別賞（10万円）が授与された |
| 30 | 2018年9月1日-9月30日 | 平成30年度 文化庁国際文化芸術発信拠点形成事業 （豊島区国際アート・カルチャー都市推進事業）の助成対象となった 特別協賛に株式会社リベル・エンタテインメントが加わった 10/12 第30回池袋演劇祭「劇団・劇場関係者・審査員 意見交換会」（10/4開催）のレポートが公開された。このレポート内で朝比奈文邃（グリーンシアター支配人）が2018年度より池袋演劇祭実行委員長に就任したことが確認できる 第29回限りとされていた三浦大四郎特別賞は「三浦大四郎記念賞」として継続して授与されることとなった。特別協賛に基づく特別賞としてリベル・エンタテインメント賞が授与されたほか、池袋演劇祭初の個人賞として今後の活躍が期待される若手1名へ舞台芸術学院奨励賞が授与された |

演目情報：広報としま第1435号・財団法人としま未来文化財団ホームページ掲載情報・文化情報誌【「Mirai」】2009年8月号1-4面、受賞作品：財団法人としま未来文化財団ホームページ掲載情報・文化情報誌【「Mirai」】2009年12月号2-3面、表彰式：10月27日
8/10 あうるすぽっと 予告編・CM大会
- 東京芸術劇場
  - 中ホール
    - 9/3 オープニング公演 としま能の会[広報 49][広報 50]
      - 観世流能 『玉井（たまのい）』 観世喜正
      - 和泉流狂言 『咲嘩（さっか）』 野村萬
      - 宝生流舞囃子 『養老』 亀井保雄
        - 関連イベントとして普段着能&狂言セミナー（全3回）開催
          - 2回がセミナー、3回目は「としま能の会」の舞台見学と公演鑑賞
          - 講師：野村万蔵・吉住講

  - 小ホール2
    - 9/2-6 劇団Peek-a-Boo 『11月15日の夜空に』[21早 1]
      - 大賞

    - 9/12-21 劇団6番シード 『twelve〜天国の待合室〜』
      - キリンビール賞

    - 9/24-27 松元ヒロ 『松元ヒロひとり立ち』
    - 9/30-10/4 劇団俳小 『貴婦人故郷に帰る』[21早 2]
- あうるすぽっと
  - 9/4-6 特別参加 新財団設立5周年『池袋わが町』再演
  - 9/26-27 池袋演劇祭賞受賞作品競演 SPPT テエイパーズハウス 『白雪姫と七人のム・フ・フ…』[21早 3]（20周年記念特別賞）
- 南大塚ホール
  - 9/5-6 池袋演劇祭賞受賞作品競演 演劇レーベルBö-tanz 『Away Target』（大賞）
- サンシャイン劇場
  - 8/26-9/6 特別参加 「俺たちは天使だ! NO ANGEL NO LUCK」製作委員会 『俺たちは天使だǃ NO ANGEL NO LUCK〜地球滅亡30分前〜』
  - 9/30-10/4 劇団AUN 『アントニーとクレオパトラ』[21早 4]
- 豊島公会堂
  - 9/27 特別参加 豊島区オペラソリストの会 『ドン・ジョヴァンニ』
- てあとるらぽう
  - 9/3-6 劇団SOLD OUT SORRY 『セピア色のあら煮〜輝く栄光に彩られ〜』
  - 9/10-13 ISLAND 『Not Wedding But Wedding』
  - 9/21-23 劇団Life Goes On 『There She Goes』
  - 9/26-10/1 演劇レーベルBö-tanz 『天狼新星』
    - アゼリア会賞
- アートスペースサンライズホール
  - 9/18-20 劇団敏感 『グッバイベイベー』
  - 9/25−27 山猫と紅葉 『三人は姉妹』
- 池袋小劇場
  - 8/28-9/2 池袋小劇場 『父と暮せば』
    - 優秀賞

  - 9/4-9/7 東京ミネラル金魚 『りん』
  - 9/11-13 劇団しむじゃっく 『ちょっと そこまで』[21早 5]
  - 9/17-20 劇団CONTACT 『ミンタの日記』
  - 9/21-23 吉日企画 『ガンバレǃ』
  - 9/25-27 劇団ビオトープ 『恋の骨折り損』
  - 9/30-10/11 劇団バッコスの祭 『逆手本忠臣蔵』[21早 6]
    - 豊島区町会連合会会長賞
- GEKIBA
  - 9/4-6 The Plantables 『これは鶴と亀の家』
  - 9/18-23 活劇集団 自由童子 『ひゃくねん〜「夢十夜」断章〜』
  - 9/25-27 劇団母子ともに健康 『いいことをする』
- シアターグリーン
  - BIG TREE THEATER
    - 9/2-6 ジャングルベル・シアター 『サラマンドラの虹』
      - 豊島新聞社賞

    - 9/9-13 劇団夢神楽 『月闇の詩』『月影の双天衣[54][注 52]』
    - 9/18-22 劇団SAKURA前戦 『100年目の眠り姫』[21早 7]
      - 豊島区観光協会賞

    - 9/25-27 初谷誠のショートショートショー 『告知』

  - BOX in BOX THEATER
    - 9/2-6 京楽座 『からゆきさん』[21早 8]
      - 優秀賞

    - 9/6-13 A・I produce x FREAK ENTERTAINMENT 『SHINKA〜心華〜Episode2』
    - 9/17-23 “創造集団”生活向上委員会 『時の刻印〜新説 国定忠治伝〜』[21早 9]
      - 豊島区長賞

    - 9/26-10/4 CAPTAIN CHIMPANZEE 『君がもしアンデルセンだったら…』[21早 10]
      - みらい館大明賞

  - BASE THEATER
    - 9/2-6 カムヰヤッセン 『トラヴェリング・オン・ザ・シャーレ』
    - 9/9-13 ラビット番長 『K君の日記』
    - 9/15-16 特別参加 劇団鳥獣戯画 『三人でシェイクスピア』[21早 11]
    - 9/19-27 傑作を遊ぼう。rorian55? 『FEVER〜眺め続けた展望の行方』[21早 12]
    - 9/29-10/4 ラフメーカー 『からす』
- 雑司ヶ谷 鬼子母神堂境内
  - 9/4-6 劇団IAT 『赤ずきん〜ザ・紙芝居〜』
- 豊島区民センター文化ホール（イーストステージ・いけぶくろ）
  - 9/5-6 常笑気流歌劇団 『ミュージカル「SEEN」』
- 萬スタジオ
  - 9/2-6 心日庵+SYMBION 『日食とひまわり[55][注 53]』
    - としまテレビ賞

  - 9/8-9 Reach 『'Reach vol.13〜Keep your wish〜』
  - 9/11-13 QUEENS' LEAGUE 『キャンパスライフカップ中等科（選抜Aクラス）編』
  - 9/17-20 劇団東京ドラマハウス 『マクベスの妻と呼ばれた女』
  - 9/25-27 東京凡人座 『スーパーヒーロージェネレーションズ』
  - 9/30-10/4 劇団演者 『戦禍の桜』

演目情報：広報としま第1470号、受賞作品：財団法人としま未来文化財団ホームページ掲載情報による、表彰式：10月18日あうるすぽっと
8/16 あうるすぽっと 予告編・CM大会
- あうるすぽっと
  - 9/23-26 第21回池袋演劇祭賞受賞作品競演 劇団 Peek-a-Boo 『11月15日の夜空に』（大賞）
- アートスペースサンライズホール
  - 9/17-20 兎団 by 桜花一想 『かみのつばさ』
- 池袋小劇場[63][注 55]
  - 8/31-9/5 どーべる man 企画 『ハードボイルド・ダンディ〜ザ・ブラックファット』『おもいで売ります』
  - 9/7-8 池袋小劇場 『木下順二作による日本民話「かたり芝居と民話劇」』[22早 1]
  - 9/10-12 演劇集団 若人 『小さな家と五人の紳士』
  - 9/16-20 KEN プロデュース 『白と黒とその泡と』
    - 豊島区観光協会賞

  - 9/22-26 テノヒラサイズ 『テノヒラサイズの人生大車輪』[22早 2]
    - 優秀賞

  - 9/30-10/11 劇団バッコスの祭 『センの風とムラサキの陽』
    - 優秀賞
- シアターKASSAI
  - 9/3-5 （劇）レインボウ城! 『CRAMP MANǃǃ ～ツリやすい男たち～[64][65][注 56]』
  - 9/10-12 シノハラステージング 『十五壮年漂流記』
  - 9/16-20 劇団鋼鉄村松 『俺が彼女を好きなことを神にすら気づかせない』
  - 9/22-26 劇団ヨロタミ 『ヨロタミステリー2「セイム・タイム」』
- シアターグリーン
  - BIG TREE THEATER
    - 9/1-5 ACTOR'S TRASH ASSH 『刻め、我ガ肌ニ君ノ息吹ヲ』
    - 9/16-20 天然工房 『手術ニモマケズ』
    - 9/23-26 コメディユニット磯川家 『レストランじゃないっǃ! ～BaD by StePな1週間～』
    - 9/29-10/4 社団法人日本劇団協議会[注 57] 『次世代を担う演劇人育成公演「トキワ荘の夏」』[22早 3][66][67]

  - BOX in BOX THEATER
    - 9/1-5 kanikuso 『空』
    - 9/8-12 劇団光希 『SUNライズ』
    - 9/16-20 ラビット番長 『ギンノキヲク』
      - 大賞

    - 9/22-26 ROGO『きつねのはなし』
      - としまテレビ賞

    - 9/28-10/3 ラフメーカー 『百年家族』
      - 豊島区町会連合会会長賞

  - BASE THEATER
    - 9/7-12 電動夏子安置システム 『ЖｅНормаn（ジェノルマ）【シャハマーチ池袋盤】』
    - 9/16-20 タッタタ探検組合 『超人スリムスリムマン3』
    - 9/22-26 多少婦人 『淑女冥利』
    - 9/30-10/3 Island 『Empty Kingdom』
- 北池袋新生館シアター
  - 9/3-5 cinerama 『杉山くんたちは夜専用』
  - 9/9-12 劇団 Please Mr. Maverick 『逆襲のFood Chain』
  - 9/22-26 劇団 S.A.R 『ばぶれもん』
- てあとるらぽう
  - 9/2-5 劇団花鈴（KA-RIN） 『グッバイ・マイ・ディア』
  - 9/8-12 劇団 SOLD OUT SORRY 『ホテルの極み〜願わくばのような〜』
  - 9/19-20 劇団 Life Goes On 『STORY WRITER』
  - 9/23-27 演劇レーベルBö-tanz 『七つの大罪シリーズ 4/7 －Greed[貪欲]－』
  - 9/30-10/4 演劇レーベルBö-tanz 『七つの大罪シリーズ 5/7 －Gluttony[暴食]－』
    - キリンビール賞
- 東京芸術劇場
  - 中ホール
    - 9/20 特別参加 としま能の会[広報 51][68]
      - 宝生流舞囃子 『清経』 近藤乾之介
      - 和泉流狂言 『二人大名』 野村萬
      - 観世流能 『土蜘蛛』 観世喜正
        - チケット購入者限定の普段着能&狂言セミナー開催（40名*2コース、講師：野村万蔵ほか）

  - 小ホール2
    - 9/23-26 ゲキバカ 『ワイルドターキー』[22早 4]
      - 豊島新聞社賞

    - 9/30-10/3 劇団 Peek-a-Boo 『Yell〜たとえ君に届かなくても〜』
- 豊島区民センター文化ホール（イーストステージ・いけぶくろ）
  - 9/4-5 第21回池袋演劇祭賞受賞作品競演 池袋小劇場 『父と暮せば』[22早 5]（優秀賞）
- 豊島公会堂（みらい座・いけぶくろ）
  - 9/11-12 豊島区オペラソリストの会 『オペラ「コジ・ファン・トゥッテ」』
- 南大塚ホール
  - 9/11-12 劇団座☆名張少女 『ミツルとソラ〜銀河鉄道の夜』
  - 9/16-20 第21回池袋演劇祭賞受賞作品競演 “創造集団”生活向上委員会 『スプーン一杯の資本主義』[22早 6]（豊島区長賞）
- 萬スタジオ
  - 9/1-5 劇団東京サギまがい 『ウスバカゲロウ〜実母介護殺人〜』
  - 9/9−12 東京劇団ドラマハウス 『歴女パーティー〜WAR・WAR・WAR〜』
  - 9/15-22 SCARCROWS 『るつぼ』 
    - 豊島区長賞

  - 9/24-26 初谷商店 『転機』
  - 9/29-10/3 こちらスーパーうさぎ帝国 『夢落ち』
    - みらい館大明賞
- La-grotte[注 58]
  - 9/16-19 劇団総合藝術会議 『esquisse』
- スタジオ9[注 59]
  - 8/30-9/5 集団田中'98 『ジーMEN』
- 北区
  - シアター・バビロンの流れのほとりにて
    - 9/15-19 ConRary. 『愛とか、愛、』
    - 9/23-26 D企画 『駅前デパート』

  - pit北／区域[注 60]
    - 9/11-12 Team SPOT 『パ・ド・ドゥ』
- 新宿区
  - アイピット目白[注 61]
    - 9/2-5 エスキューブ 『戯曲「スタニスラフスキー探偵団」』[22早 7]
    - 9/9-13 一歩堂 『「シンデレラは生きていた」改め「子鹿のゾンビは可愛いな」のオーディション』
    - 9/23-26 劇団SHOW&GO FESTIVAL 『ペトロヴィッチに逢いたくて』

演目情報：広報としま第1507号、受賞作品：財団法人としま未来文化財団ホームページ掲載情報による、表彰式：10月31日あうるすぽっと
8/8 あうるすぽっと 前夜祭CM大会。YouTubeでの公開状況が確認できる。
- あうるすぽっと
  - 9/17-19 第22回池袋演劇祭賞受賞作品 ラビット番長 『ギンノキオク』（大賞）
- 南大塚ホール
  - 9/9-11 第22回池袋演劇祭賞受賞作品 劇団バッコスの祭 『センの風とムラサキの陽』（優秀賞）
    - 前夜祭CM大会賞最優秀賞

  - 9/17-19 第22回池袋演劇祭賞受賞作品 テノヒラサイズ 『テノヒラサイズの人生大車輪』（優秀賞）
  - 9/23-24 特別参加 劇団檸檬座公演『老怪人二十面相VS老少年探偵団』[広報 52]
- サンシャイン劇場
  - 9/8 特別参加 としま能の会[広報 53][74]
    - 宝生流舞囃子 『天鼓（てんこ）』 水上輝和
    - 和泉流狂言 『蝸牛（かぎゅう）』 野村萬
    - 観世流能 『紅葉狩－鬼揃（もみじがり おにぞろい）』 観世喜正
      - チケット購入者限定の普段着能&狂言セミナー開催（30名*2コース、講師：野村万蔵ほか）
- アートスペースサンライズホール
  - 9/2-4 TEN-project 『Ten*Project2011「やさしい機械」「激突」』
  - 9/10-11 株式会社プリズム・ミュージック 『音楽劇「夢のカケラ」』
  - 9/16-19 まごころ18番勝負 『「形而上学的日常に於ける現象と談笑」 Fragments and Phenomena of Metaphysical Everyday Life. 』[23早 1]
  - 9/23-26 兎団 『Star Dust Tales』
- シアターKASSAI
  - 9/9-11 45歳からのアクターズスタジオ 『独房のルージュ』
    - 豊島区長賞

  - 9/18-19 京都ロマンポップ 『さかあがりハリケーンvol.4「キス×キス×キス～シークレットフレンズ1928～」』[注 62]
  - 9/18-19 笑の内閣 『非国民文化祭』[注 63]
    - 同日程に2公演となっているのは各演目の注釈を参照のこと

  - 9/21-25 演劇集団アクト青山 『同志の人々』[23早 2]
    - 前夜祭CM大会賞優秀賞

  - 9/26-27 劇団凱嘉団、[注 64] 『大正・深川嘆歌（ぶるうす）』
  - 9/29-10/2 バンタムクラスステージ 『短編集：エドゥアルド・ウルリヒ教授の鎮痛剤／他』
    - 優秀賞
- シアターグリーン
  - BIG TREE THEATER
    - 9/9-12 劇団SAKURA前戦 『MOON〜鬼が棲む森〜』
    - 9/23-25 N-FACTORY 『DANCE LIVEǃ 〜Apa saja boieh!（なんでもいいでSHOW!）〜』
    - 9/27-10/2 特別参加 全国シニア演劇大会2011[75][76][77]

  - BOX in BOX THEATER
    - 9/9-11 .comet（ドットコメット） 『フロントライン』
    - 9/13-19 CAP企画 『親孝行〜こんにちは、母さん〜』
      - としまテレビ賞

    - 9/22-25 ラビット番長 『消える魔球』
      - 大賞
        - 同一劇団による初の2年連続の大賞受賞[注 65]

    - 9/28-10/3 CAPTAIN CHIMPANZEE 『思いの鳥』

  - BASE THEATER
    - 8/31-9/4 企画演劇集団ボクラ団義 『オーバースマイル』
      - 豊島新聞社賞

    - 9/6-11 茶柱日和 『ラブ☆ガチャ Vol.3 〜ラブ+ガチャガチャ〜』
    - 9/14-19 劇団 SAN Sukai 『戦闘魔女サンダーミュウとその作者』
    - 9/21-25 劇団ヨロタミ 『山』
    - 9/27-10/2 ラフメーカー 『黄金時間』
      - 前夜祭CM大会賞優秀賞
      - 豊島区町会連合会会長賞
- atelier SENTIO[注 66]
  - 9/16-19 劇団うえのの本 『夏でメロス』
- てあとるらぽう
  - 9/2-4 芝居三昧 『ガラスの動物園』
    - 優秀賞

  - 9/8-11 Re:Play 『逆光』
  - 9/14-19 劇団熱血天使 『興す人々』
  - 9/21-26 KENプロデュース 『なつきとオバケくぬぎ』
    - みらい館大明賞
- 萬スタジオ
  - 9/1-4 「熊猫楼」 『陽だまりをおぼえている』
  - 9/8-11 7millions 『絶滅の人』
  - 9/15-19 ウラダイコク『QQさんの赤い鼻歌』
  - 9/22-26 劇団ドラマハウス 『30&40〜ミソジとヨソジの物語〜』
  - 9/30-10/2 初谷商店 『警鐘』
- La-grotte
  - 9/2-4 暴れンスティック 『暴れん坊の棒、大いに暴れるの巻』
- 豊島区民センター文化ホール（イーストステージ・いけぶくろ）
  - 9/8-11 第22回池袋演劇祭賞受賞作品 SCARECROWS 『歌わせたい男たち』（豊島区長賞）
  - 9/23-25 主婦劇団FMC 『かもめ山ストーリー第一話「カミサマとの約束」、第二話「飛べないピーターパン」』
- 豊島公会堂（みらい座・いけぶくろ）
  - 9/10-11 豊島区オペラソリストの会 『オペラ「ヘンゼルとグレーテル」（日本語上演）』
  - 9/26-29 劇団歴史新大陸 『新撰組異聞－暗殺－』
- 北区
  - シアター・バビロンの流れのほとりにて
    - 9/16-18 Clown Crown 『サツマとチョシュエット〜Satsuma & Chossyuetto〜』
    - 9/223-25 劇団MAHOROBA+α 『Blue Bird Baby』

  - pit北／区域
    - 9/7-11 MacGuffins 『全部ホントで全部ウソ』
    - 9/15-19 トゥルースシェル・プロデュース 『NIGHTDREAMS〜コミックヒーローの夜明け〜』
    - 9/22-25 Double Spin 『Dogs 7 days』
    - 9/28-10/3 ハイブリッド混沌 『鍋』

演目情報：【文化情報誌「Mirai」】2012年8月号2-3面、受賞作品：財団法人としま未来文化財団ホームページ掲載情報による、表彰式：10月29日あうるすぽっと
8/24 サンシャインシティアルパ地下1階噴水広場 前夜祭 予告編・CM大会
- あうるすぽっと
  - 9/7-9 第23回大賞受賞劇団 ラビット番長 『消える魔球』
- 豊島区民センター文化ホール（イーストステージ・いけぶくろ）
  - 9/7-9 第23回優秀賞受賞劇団 バンタムクラスステージ 『ルルドの森』
  - 9/15-16 第23回豊島区長賞受賞劇団 45歳からのアクターズスタジオ 『独房のルージュ』
- アートスペースサンライズホール
  - 9/20-23 シアター・ゼロ 『静（しづか）』
    - 前夜祭CM大会賞特別賞
- シアターKASSAI
  - 8/31-9/2 伊藤えん魔プロデュース 『百物語』[24早 1]
  - 9/5-12 Bobjack theater 『それはエデンの東か西』
  - 9/14-17 KENプロデュース 『チューボー』
    - 優秀賞

  - 9/20-23 劇団ICHIGEKI☆必殺 『なつのよにゆめ』
  - 9/26-30 劇団ヨロタミ 『ヨロタミュージカル「いつもそばに」』
    - 豊島区観光協会賞
- 北池袋新生館シアター
  - 9/1-2 劇団車輪の枠-Rim- 『やくそく』
  - 9/7-9 劇団セカンドキッチン 『太陽の下の代償』
  - 9/14-17 蛻皮表演 『信仰連鎖～カミサマのいたところ～』
  - 9/27-30 創造集団 池小 『風の手紙ー大地の記憶ー宮沢賢治作「グスコーブドリの伝記」より』
- スタジオサイロ[注 69]
  - 9/4-9 長内まゆこプロデュース 『天気と戦う女』
  - 9/13-17 PROGROUND 『Another×Other』
- シアターグリーン
  - BIG TREE THEATER
    - 8/31-9/2 執事歌劇団 『A Shattered Melody～ごめんとさよなら』
    - 9/20-23 K.B.S.Project 『SINGǃ』
    - 9/26-10/1 劇団バッコスの祭 『白虎隊風雲録コダマ！』
      - 前夜祭CM大会賞最優秀賞
      - としまテレビ賞

  - BASE THEATER
    - 8/29-9/2 新世紀モボモガモード 『成長する抜殻』
      - 豊島新聞社賞

    - 9/5-9 劇団ひるやすみ 『嵐が丘』
      - 前夜祭CM大会賞優秀賞

    - 9/11-17 茶柱日和 『ラブ☆ガチャVol.5～ラブ＋ガチャガチャ～』
    - 9/20-25 演劇レーベルBö-tanz 『Sloth−スラス[怠惰]−』
      - 前夜祭CM大会賞特別賞

    - 9/27-30 .comet 〈ドット・コメット〉 『ヘロペ』

  - BOX in BOX THEATER
    - 8/30-9/2 少年ギ曲団 『いけいけ!ハバネロ団ǃ! ～どどんと飛び出せハバネロ団編～』
    - 9/4-10 ラフメーカー 『ユリコレクション』
    - 9/13-17 劇団光希 『ファイティングポーズ』
    - 9/20-24 ラビット番長 『きみとぼくのあしあと』
    - 9/27-10/1 マグズサムズ 『マグズサムズstage.7「ズーキーパーズ」』
      - 優秀賞
- てあとるらぽう
  - 8/29-9/2 トゥルースシェル・プロデュース 『無貌の漂流』
  - 9/5-9 蜂寅企画 『沈没のしらぬゐ』[注 70][注 71]
    - 豊島区町会連合会会長賞

  - 9/14-18 TABACCHI 『ザッピング・ヒューマンマップ』
  - 9/21-23 演劇集団PRAXIS 『ヤンデタイヨウ』
  - 9/28-30 劇団 3 number 『僕だけのヒーロー』
    - 豊島区長賞
- 東京芸術劇場
  - シアターウエスト[注 72]
    - 9/26-30 江戸糸あやつり人形 結城座 『ミス・タナカ』[24早 2]
      - 豊島区制施行80周年記念特別賞
- 萬劇場[注 73]
  - 9/1-2 劇団Life Goes On 『Life Goes On』
  - 9/6-10 平熱43度 『炎の三銃士』[注 74][85]
  - 9/7-10 ノーコンタクツ 『天空の島ラポタ』[注 75][86]
    - 同日程に2公演となっているのは各演目の注釈を参照のこと

  - 9/13-17 劇団だっしゅ 『a Colony ～沖縄がアメリカだったことを…ぼくらは知らない…』
  - 9/20-23 劇団東京ドラマハウス 『ブラッディ・マリー』
  - 9/27-30 東京フランセーズ 『「星の王子さま」より 夜と星と風の物語』
    - 前夜祭CM大会賞優秀賞
- La-grotte
  - 9/7-8 和風レトロ 『浪漫ぽっぷツアー～和風レトロ ア・ラ・カルト～』
- 豊島公会堂（みらい座いけぶくろ）
  - 9/15-16 soulstory 『蜻蛉の華～クサリメグリ～』
    - 前夜祭CM大会賞特別賞
- 南大塚ホール
  - 9/1-3 特別参加 豊島区舞台芸術振興会・豊島区・としま未来文化財団 『トキワ荘の夏』[87][24早 3]
  - 9/8-9 豊島区オペラソリストの会 『オペラ「カルメン」』
  - 9/14-16 第23回優秀賞受賞劇団 芝居三昧「聖愚者の約束−The sacred flame−」
  - 9/21-23 テアトルアカデミー睦組 『炎と愛のフィナーレ』 『ジャンバラヤ』
- 巣鴨地域文化創造館
  - 9/15-16 チームわだ重 『科学演劇「目指せǃ 色の鑑定士」』
- 北区
  - シアター・バビロンの流れのほとりにて
    - 9/14-16 劇団オルゴール 『片腕紙芝居』

  - pit北／区域
    - 9/7-9 劇団じゃけん 『ひまわりの咲く頃に』
    - 9/14-17 株式会社プリズム・ミュージック 『幸せのスケジュール』
    - 9/21-23 劇団CHAN'T 『人間失格』
    - 9/28-30 多少婦人 『隣の屋上は高い』
- 新宿区
  - シアター風姿花伝
    - 8/29-9/4 日穏−bion− 『かわたれの空』
      - 前夜祭CM大会賞優秀賞

    - 9/6-9 劇団自由童子 『四谷怪談～焔～』
      - みらい館大明賞

    - 9/14-17 リトルプラネット 『私とあなたの事情』
    - 9/27-30 green flowers 『とうとう、』
      - 大賞

ワークショップ『お芝居を創ろう～中学生演劇教室～』が企画された。
- 対象：豊島区在住・在学の中学生 20名
- 講師：高木達（元青年座研究所所長[90]）

広報としま1578号上では開催告知にとどまる一方で、池袋演劇祭の公式ホームページが「ikebukuroengekisai.jp」というドメイン名で6月13日取得、7月24日に開設され、8月9日より全面公開された。
演目情報：パンフレット・【文化情報誌「Mirai」】2013年8月号2-3面・公式ホームページ第25回参加劇団、受賞作品：公式ホームページ第25回授賞作品、表彰式：10月28日あうるすぽっと
8/23 サンシャインシティアルパ地下1階噴水広場 前夜祭 予告編・CM大会開催。優秀賞は同点のため4団体に授与された。特別賞はサンシャイン特別賞として授与された。
- あうるすぽっと
  - 8/29-9/1 特別参加 あうるすぽっとプロデュース 『鑑賞者』[25早 1]
  - 9/6-8 第24回池袋演劇祭賞受賞劇団 green flowers 『かっぽれǃ ～夏～』[25早 2]（大賞）
- 豊島区民センター文化ホール（イーストステージ・いけぶくろ）
  - 9/6-8 第24回池袋演劇祭賞受賞劇団 KENプロデュース 『チューボー』（優秀賞）
  - 9/23 特別参加 お芝居を創ろう～中学生演劇教室～ 『ホワイトフェザーズ－発表公演ー』
- アートスペースサンライズホール
  - 9/13-15 ロージーとハワイマンズ 『メロドラマ』
  - 9/20-23 株式会社プリズム・ミュージック 『手話＆音楽劇「月のダンス」』
- シアターKASSAI
  - 9/6-8 ウラダイコク 『モスクワ・モスキート』
  - 9/11-15 ゴブレイプロジェクト 『ハムレット』
  - 9/19-24 TANGRAM produce 『I.W.G.P』
  - 9/27-30 KENプロデュース 『戦湯物語－sentou monogatari－』
- シアターグリーン
  - BIG TREE THEATER
    - 9/5-8 劇団マッチポンプ 『風ノート2』
    - 9/11-16 Project JAX 『新柳生一族の陰謀』
    - 9/19-23 スプーキーズ 『帝国海軍の馬鹿やろう』

  - BASE THEATER
    - 9/4-8 TEAMトライデント 『モノクロ～みにくくも美しきこの世界～』
    - 9/12-16 THE TRICKTOPS 『QOL キューオーエル』
    - 9/19-23 TEAM☆イットクルゼ!『透明～七色のおもい～』
    - 9/27-29 劇団ひるやすみ 『キートンǃ』
      - CM大会優秀賞

  - BOX in BOX THEATER
    - 8/9-9/1 Side[Dish]プロデュース 『モンスターズ・スウィング』
    - 9/10-16 茶柱日和 『茶柱日和第5回公演「ラブ☆ガチャVol.6～ラブ＋ガチャガチャ～」』
    - 9/19-23 CAPTAIN CHIMPANZEE 『それいけǃ 邪馬台国』
      - 豊島区観光協会賞

    - 9/26-30 ラビット番長 『ギンノキヲク3』
      - CM大会サンシャイン特別賞
      - 豊島区長賞
- 北池袋新生館シアター
  - 8/28-9/1 プルメリアカフェ 『小さな家と五人の紳士』
  - 9/3-4 創造集団 池小 『朗読劇 そこに僕らは居合わせた－忘れないための物語－』
  - 9/6-8 キ・カンパニー 『同族』
  - 9/11-15 劇団SHOW特急 『僕らとあのこの体験記』
  - 9/17-18,24-25 創造集団 池小 『劇「少年口伝隊一九四五」』
  - 9/20-22 群青アパートメント 『あいおと』
  - 9/227-29 遊兎宴 『笑われガスター』
- 東京芸術劇場
  - プレイハウス
    - 9/12 特別参加 としま区民芸術祭 『第26回としま能の会』[広報 55][広報 56]
      - 宝生流舞囃子 『高砂』 亀井保雄
      - 和泉流狂言 『棒縛』 野村萬
      - 観世流能 『隅田川』 観世喜正

  - シアターウエスト
    - 9/4-8 ペテカン 『ペテカンvol.37「上手に笑えないまさこさん」』
      - としまテレビ賞

    - 9/12-16 ゲキバカ 『フォアローゼス』
    - 9/19-23 演劇ユニット☆宇宙食堂 『舞台「プラネタリウムを作りました。」』
    - 9/25-26 Reach 『Dance Live Reach vol.17 ～The 7 Lucky Guys 2～』
    - 9/28-29 いわき演劇の会 『東の風が吹くとき』[25早 3]
      - 池袋演劇祭25周年記念特別賞

  - シアターイースト
    - 9/28-10/6 劇団ZAPPA 『風－ふう－』[25早 4]
      - CM大会優秀賞
      - 豊島区町会連合会会長賞
- てあとるらぽう
  - 8/29-9/1 梅パン 『宇宙の旅、セミが鳴いて』
  - 9/5-8 劇団三段薔薇ミルフィーユ 『雨宿りの影で、道草の花を』
  - 9/13-16 メガバックスコレクション 『カルナバリート伯爵の約束』
    - CM大会最優秀賞
    - 優秀賞

  - 9/20-24 劇団生命座 『テノヒラノ鎮魂華』
    - 優秀賞

  - 9/27-9/30 劇団スパイラルメソード 『超極秘事項'13』
    - みらい館大明賞
- 萬劇場
  - 8/28-9/1 プロデュースユニット四方八方 『Interview with dark』
    - CM大会優秀賞

  - 9/4-8 劇団ヨロタミ 『兄弟ノート』
  - 9/12−16 劇団だっしゅ 『ID』
    - CM大会サンシャイン特別賞

  - 9/19-23 FULLMONTY 『イナズマ』[注 76]
    - 豊島新聞社賞

  - 9/26-10/3 劇団バッコスの祭 『押忍! 龍馬』
    - CM大会優秀賞
    - 大賞
- 南大塚ホール
  - 9/1-2 豊島区オペラソリストの会 『カヴァレリア・ルスティカーナ』
  - 9/6-8 第24回池袋演劇祭賞受賞劇団 劇団3number 『パパってば！』（豊島区長賞）
  - 9/20-22 第24回池袋演劇祭賞受賞劇団 マグズサムズ 『マグズサムズ stage.9「SEA HORSE ADVENTURE」』（優秀賞）
- 豊島公会堂（みらい座いけぶくろ）
  - 9/21-22 soulstory 『「月見草一夜」ツキミソウヒトヨ』
- サンシャイン劇場
  - 9/20-25 特別参加 キャラメルボックス 『ケンジ先生』[25早 5]
- 北区
  - シアター・バビロンの流れのほとりにて
    - 9/6-8 ナマニエノハルサメ 『ヒトゴト』

  - pit北／区域
    - 8/29-9/1 遊閑倶楽部 『理想の家族計画』
    - 9/4-8 MacGuffins 『赤鬼』
    - 9/12-15 劇団ハイデンカン 『番外公演「テツサビ」』
    - 9/26-29 I’NN 『SINKOレトロ』
- 新宿区
  - シアター風姿花伝
    - 9/4-8 火遊び 『さよなら東京、さあ座って帰ろうか。』
    - 9/14-16 特別参加 □字ック 『鬼FES.2013』[98]
    - 9/18-22 少年ギ曲団 『ブローヴン～死ねない男の旅の終わり～』
    - 9/26-29 創像工房 in front of[注 77] 『偽装結婚式』
      - CM大会サンシャイン特別賞

主催：豊島区舞台芸術振興会、公益財団法人としま未来文化財団

後援：豊島区、一般社団法人豊島区観光協会、東京芸術劇場（公益財団法人東京都歴史文化財団）
主催：池袋演劇祭実行委員会（豊島区、公益財団法人としま未来文化財団、豊島区舞台芸術振興会）

後援：一般社団法人豊島区観光協会、東京芸術劇場（公益財団法人東京都歴史文化財団）
演目情報：公式ホームページ26回参加劇団・【文化情報誌「Mirai」】2014年8月号2-3面、受賞作品：公式ホームページ26回受賞作品、表彰式：10月27日
8/22 サンシャインシティアルパ地下1階噴水広場 前夜祭 予告編・CM大会開催。
- あうるすぽっと
  - 9/5-8 第25回池袋演劇祭賞受賞劇団 劇団バッコスの祭 『回禄のニライカナイ』（大賞）
  - 9/11-15 特別参加 華のん企画 『子供のためのシェイクスピア「ハムレット」』[26早 1]
- アートスペースサンライズホール
  - 9/4-7 株式会社プリズム・ミュージック 『ふくろうの島』
- シアターKASSAI
  - 9/4-7 ジョーカーハウス 『不思議の国のアリス』
  - 9/12-15 劇集団 無頼組合 『太陽への回廊』
    - CM大会サンシャイン特別賞

  - 9/18-21 創作集団Alea 『Libido』
- シアターグリーン
  - BIG TREE THEATER
    - 9/3-8 ツラヌキ怪賊団 『みんなのうた』
    - 9/25-28 少年ギ曲団 『少年ギ曲団 第11回公演「恋夢―ロボットの見るユメ―」』

  - BASE THEATER
    - 9/4-9 演劇レーベルBö-tanz 『UNBREAKABLE』
    - 9/12-16 演劇企画ハッピー圏外 『今はただ遠くからありふれた歌を』[注 78]
      - 豊島区町会連合会会長賞

    - 9/18-21 teamキーチェーン ＆ EgHOST 『SPIRAL Cage』
    - 9/23-28 ハグハグ共和国 『ハグハグ共和国vol.27「おとなずかん①今日ほど素敵なショウはない。」』

  - BOX in BOX THEATER
    - 9/4-7 真紅組 『宵山の音』
      - 豊島新聞社賞

    - 9/11-15 PROPAGANDA STAGE 『獅子』
    - 9/19-23 ラビット番長 『ギンノキヲク FINAL』
      - CM大会優秀賞
      - 優秀賞

    - 9/25-28 劇団ヨロタミ 『ヨロタミュージカル2「Ready Go ～あいのままで～」』
      - CM大会サンシャイン特別賞
      - としまテレビ賞
- 北池袋新生館シアター
  - 9/1-3 劇団皇帝ケチャップ 『水面の月、揺れる、揺れる』
  - 9/5-7 集団田中‘98 『～さよならツナグンジャー～』
  - 9/11-15 創造集団 池小 『第三帝国の恐怖と悲惨』
  - 9/19-21 てあとるみのり 『Mission』
  - 9/24-28 劇団虚幻癖 『Catastrophe』
- てあとるらぽう
  - 8/30-9/2 劇団壱劇屋 『UNKNOWN HOSPITAL』
    - CM大会最優秀賞
    - 豊島区観光協会賞

  - 9/5-8 TEAM SANT 『DeadStock～Dance with the Monster～』
  - 9/10-11 エイチユーリ シアター カンパニー 『注文の多いǃ? 料理店』
  - 9/12-15 シアター・ゼロ 『地獄のオルフェウス』
  - 9/20-23 劇団晴天 『人間機械より夜空へ』
  - 9/26-30 ラチェットレンチ 『落伍者。』
    - CM大会サンシャイン特別賞
    - 優秀賞
- 萬劇場
  - 9/3-7 TEAM6g 『星灯り』
  - 9/11-15 平熱43度 『流刑の島－監獄の唄－』
    - CM大会サンシャイン特別賞
    - みらい館大明賞

  - 9/19-23 劇団C2 『C2-Project vol.15「Today is Fineday 2014」』
    - CM大会優秀賞

  - 9/26-28 ノーコンタクツ 『あの空の向こうへ』
- ギャラリー La Grotte
  - 9/13-15 宇宙論☆講座 『艶笑音楽劇「柳澤のサックス」』[注 79][107]
- 劇団東俳テアトロ館[注 80]
  - 9/27-28 劇団東俳 『バスストップ』
    - 豊島区長賞
- 南大塚ホール
  - 9/6-7 第25回池袋演劇祭賞受賞劇団 メガバックスコレクション 『HOTEL CALL AT～special ver.～』（優秀賞）
  - 9/23-25 演劇集団イストリ 『マグズサムズ stage.9「Wedding magic～騙され上手の幸せ上手～」』
- 豊島公会堂（みらい座いけぶくろ）[注 81]
  - 9/5-6 柊プロジェクト 『業火の姫～沙羅奇譚～』
  - 9/14-15 豊島区オペラソリストの会 『オペラ「仮面舞踏会」』
    - CM大会サンシャイン特別賞

  - 9/20-21 猫と金魚 『歌芝居「道化師と鏡」』
- 豊島区民センター文化ホール（イーストステージ・いけぶくろ）
  - 9/6-7 第25回池袋演劇祭賞受賞劇団 ラビット番長 『ギンノキヲク2』（豊島区長賞）
  - 9/27-28 演劇ユニット M-16 『楽屋～流れ去るものはやがてなつかしき～
- 東京芸術劇場
  - シアターイースト
    - 9/18-30 特別参加 葛河思潮社 『背信』
- サンシャイン劇場
  - 9/26-10/1 特別参加 キャラメルボックス 『無伴奏ソナタ』
- 北区
  - シアター・バビロンの流れのほとりにて
    - 9/5-7 クリエイティブカンパニー時遊人 『ブラック・フラッグ・ブルーズ』
    - 9/12-14 ポータブル・シアター 『フローズン』
    - 9/19-21 劇団敏感 『とりかへ様』

  - pit北／区域
    - 9/1-2 劇団天動虫 『少年口伝隊一九四五』
    - 9/29-30 演劇ユニット・言葉の動物 『あの世銀行やりなお支店』
- 新宿区
  - シアター風姿花伝
    - 9/5-7 劇団ショウダウン 『マナナン・マクリルの羅針盤』
      - 大賞

    - 9/11-14 トッコ演劇工房 『むかしむかしのゆめの夜』

演目情報：公式ホームページ27回参加劇団・【文化情報誌「Mirai」】2015年8月号2-3面、受賞作品：公式ホームページ27回受賞作品、表彰式：11月2日あうるすぽっと
8/28 サンシャインシティアルパ地下1階噴水広場 前夜祭 予告編・CM大会開催
- あうるすぽっと
  - 9/4-6 第26回池袋演劇祭受賞劇団 劇団ショウダウン 『「パイドパイパー」「千年のセピラ」（林遊眠一人芝居と二作品）』（大賞）
    - CM大会優秀賞

  - 9/21-27 特別参加 劇団ひまわり+ブルーシャトルプロデュース 『雪の女王』
- 豊島区民センター文化ホール（イーストステージ・いけぶくろ）[注 82][111]
  - 9/4-6 第26回池袋演劇祭受賞劇団 劇団東俳 『空白』（豊島区長賞）
    - CM大会優秀賞
- アートスペースサンライズホール
  - 9/3-6 クリエイティブカンパニー時遊人 『AFTER HERO』
  - 9/10-13 劇団祭りの準備 『完全犯罪成立クラブ』
  - 9/25-27 劇団ゴールデンタイムǃ 『チェルシー』
- シアターKASSAI
  - 9/2-6 劇団水色革命 『空を見上げれば』
  - 9/9-13 TEAMゆうびんホスト 『森のふるふり』
  - 9/16-22 モーレツカンパニー 『モーレツカンパニー企画第二回公演「MAMORU」』
  - 9/25-10/4 劇団6番シード 『ふたりカオス～黄色いハンマーを持った女と花瓶を頭に乗せた男～』
- シアターグリーン
  - BIG TREE THEATER
    - 9/2-8 劇団ZAPPA 『龍－RYU－』
    - 9/16-20 劇団スプーキーズ 『おおきに龍馬』
    - 9/24-27 劇団SHOW特急 『真田十勇伝』
      - CM大会最優秀賞
      - としまテレビ賞

    - 9/29-10/4 D.K HOLLYWOOD 『贋作 桜の園[注 83][112]』
      - 豊島区長賞

  - BASE THEATER
    - 9/2-6 CAPTAIN CHIMPANZEE 『不思議の国の3人のアリスとハートの女王』
    - 9/10-14 演劇レーベルBö-tanz 『UNBREKABLEⅡ―アンブレイカブル2 元殺し屋・樋村の章―』
    - 9/16-21 斧頭会 『オクシモロン』
      - 豊島新聞社賞

    - 9/23-27 インプロ部Platform 『その探偵の名、』
    - 9/30-10/4 猿芝居 『第6回公演「ギンモクセイ」』
      - CM大会優秀賞

  - BOX in BOX THEATER
    - 9/3-8 ROGO 『銀河鉄道の夜2015』
    - 9/10-13 PocketSheepS 『あの日はライオンが咲いていた』
      - 豊島区町会連合会会長賞

    - 9/17-23 劇団C2 『Trinity LINKS─トリニティ リンクス─』
    - 9/25-28 劇団ヨロタミ 『硝子の途』
      - CM大会サンシャイン特別賞
      - 大賞
- 北池袋新生館シアター
  - 9/4-6 cinerama 『テラ・ノヴァ』
  - 9/10-13 劇団つばめ組 『マクベス』
  - 9/14-16 演劇ユニット・言葉の動物 『それなら生きるか それでも死ぬかǃ?』
  - 9/24-27 クリスタルレイク 『月夜の猫』
  - 9/29-30 くによし組 『西武池袋線物語』
- てあとるらぽう
  - 9/3-6 Outside 『今日はこのくらい』
  - 9/18-22 チョコレイト旅団 『傷つくな、鮮やかに浮遊せよ』
  - 9/25-27 猫にご飯『DAYS』
- 東京芸術劇場
  - シアターウエスト
    - 9/10-14 ホチキス 『逆鱗アンドロイド』[27早 1]
      - 優秀賞

    - 9/18-27 Project Nyx 『人魚姫』[27早 2]（兵庫県立芸術文化センター・Project Nyx共同制作）

  - シアターイースト
    - 9/19-10/4 特別参加 カタルシツ 『語る室』[27早 3]
- 萬劇場
  - 9/2-7 劇団バッコスの祭 『BIRTH～ペルー日本大使公邸人質事件～』[27早 4]
    - CM大会サンシャイン特別賞

  - 9/10-13 劇団だっしゅ 『DISASTER ～愛しきあなたへ』
  - 9/17-21 インヘリット東京 『永遠の一秒』
    - 優秀賞

  - 9/25-28 お芝居カンパニー スパイラルメソード 『異説本因坊外伝』
- ギャラリー La Grotte
  - 9/21-23 宇宙論☆講座 『ものすごく嫌な怪談』
- 南大塚ホール
  - 9/5-6 豊島区オペラソリストの会 『椿姫～La traviata～』
    - 豊島区観光協会賞

  - 9/11-13 第26回池袋演劇祭受賞劇団 ラビット番長 『ギンノキヲク FINAL』（優秀賞）
  - 9/26-27 第26回池袋演劇祭受賞劇団 ラチェットレンチ 『落伍者、改。』（優秀賞）
    - CM大会サンシャイン特別賞
- 北区
  - pit北／区域[注 84]
    - 9/12-13 劇団outward 『マダオワラナイカ。』
    - 9/18-20 演劇ユニットちょもらんま 『俺、HEROらしいよ。』
    - 9/22-23 イチニノ 『超高速大回転ロミオ＆ジュリエット』
    - 9/25-27 劇団天然ポリエステル『DEBU』
- 新宿区
  - シアター風姿花伝
    - 9/4-7 えび 『音木商店街物語（おとぎぱれーどものがたり）』
    - 9/10-13 劇団FULL HOUSE 『見果てぬ夢』
    - 9/17-23 劇団SwanLake 『光を浴びたい者たち』
    - 9/25-28 ハマコクラブキヨコクラブ 『オチの後で』
      - みらい館大明賞

  - TACCS1179
    - 9/2-6 演劇企画ハッピー圏外 『笛を吹け吹け、双子のフロイライン』

演目情報：公式ホームページ第28回参加劇団・【文化情報誌「Mirai」】2016年8月5日号2-3面、受賞作品：公式ホームページ第28回受賞作品、表彰式：10月31日あうるすぽっと
- あうるすぽっと
  - 8/31-9/4 特別参加 虚構の劇団 『第12回公演「天使は瞳を閉じて」』
  - 9/16-19 第27回池袋演劇祭受賞劇団 劇団ヨロタミ 『硝子の途』（大賞）
    - CM大会優秀賞
- 東京芸術劇場
  - シアターウエスト
    - 9/9−19 特別参加 地人会新社 『テレーズとローラン』
    - 9/22-25 第27回池袋演劇祭受賞劇団 D.K HOLLYWOOD 『グロテスクな夜[注 85][115]』（豊島区長賞）
- アートスペースサンライズホール
  - 9/2-4 演劇ユニット・言葉の動物 『シュレーディンガーの猫が鳴く』
  - 9/8-11 劇団匂組（わぐみ） 『虹の刺青』
  - 9/17-19 劇団藤一色 『夢の外で 今の中で』
  - 9/23-25 飛び猫舎 『鬼女。』
- シアターKASSAI
  - 9/1-4 劇団ラパン雑貨ゝ 『Starring Starlit Store Story』
  - 9/8-11 TEAM空想笑年 『TEAM空想笑年第六回公演「BackStage～REBOOT～」』
  - 9/13-14 mild×mild 『［ファンクラブ］』
  - 9/17-25 劇団夢神楽 『「トケルトゲ」「薔薇色の明日」（二本立て）』
  - 9/29-10/2 劇団えのぐ 『---黄離取リ線---』
    - 豊島区長賞
- シアターグリーン
  - BIG TREE THEATER
    - 9/1-4 劇団ショウダウン 『撃鉄の子守唄』
      - 優秀賞

    - 9/7-11 蜂寅企画 『きら星のごと～おんな北斎藍色草紙～』
    - 9/15-19 劇団C2 『CONNECT[注 86][116]』
      - CM大会特別賞

  - BOX in BOX THEATER
    - 8/30-9/4 GENKI Produce 『島へ。』
    - 9/8-11 時代絵巻AsH 『特別公演「白瓊～しらぬい～」』
    - 9/12 特別参加 立川志の太郎 『志の太郎二ツ目昇進約1周年記念落語会「一年発起」』
    - 9/15-19 ラビット番長 『天召し－テンメシ－』
      - 優秀賞

  - BASE THEATER
    - 9/1-4 演劇企画アクタージュ 『「レット・ミー・ビー・ゼア」＆「アイム・カミング・ホーム」』
      - としまテレビ賞

    - 9/14-19 斧頭会 『愛よりも青い海』
    - 9/22-25 演劇集団TOY’s BOX 『うそつきにつき。』
      - 豊島新聞社賞

    - 9/29-10/3 演劇レーベルBö-tanz 『UNBREAKABLE－アンブレイカブル：最終章』
- 北池袋新生館シアター
  - 9/1-4 劇団しおむすび 『トランス』
  - 9/8-11 劇団シャービィ☆シャービィ 『キミの隣世界マジョ』
  - 9/12-13 劇団ネダジマキコ 『Night Of The Living Room』
  - 9/16-18 ミステリー専門劇団回路R 『江戸川乱歩傑作シリーズ「悪魔の紋章」』
  - 9/21-25 演劇ユニットちょもらんま 『第三回公演「あたし、ミスぽんかん第3位。」』
  - 9/28-10/2 ポポポ 『笑って泣いて慄えて眠れ』
- てあとるらぽう
  - 9/1-4 青色有線 『待ちぼうけのリリィ』
  - 9/8-11 バター猫のパラドックス 『二進法の彼女』
  - 9/16-18 こわっぱちゃん家 『次回作ǃ』
  - 9/26-10/2 演劇企画ハッピー圏外 『第26回公演「かえってきた不死身のお兄さんー赤城写真館編ー」』
    - 豊島区町会連合会会長賞
- 萬劇場
  - 8/31-9/4 劇団バッコスの祭 『水質調査官』
  - 9/7-11 ハグハグ共和国『vol.30「Infinity」』
    - CM大会優秀賞

  - 9/14-18 劇団T-Riot 『インビジブル・シャドウ』
    - CM大会優秀賞

  - 9/21-25 劇団語り草 『戦国絵巻 からす瓜～都の桜～』
    - CM大会特別賞

  - 9/28-10/4 猿芝居 『第8回公演「拝啓、魚屋さん」』
    - みらい館大明賞
- ギャラリー La Grotte
  - 9/3,19,25 宇宙論☆講座 『ロボット音楽劇「楽しい東京オリンピック」』
  - 9/8-11 Black Romance Films 『偶像崇拝』
- 劇団東俳テアトロ館
  - 9/9-11 劇団東俳 『まなざし』
  - CM大会最優秀賞
- 南大塚ホール
  - 9/3-4 豊島区オペラソリストの会 『オペラ「魔笛」～Die Zauberflöte～』
    - CM大会特別賞

  - 9/16-18 STAR☆JACKS 『桜舞う夜、君想ふ』
    - 最優秀賞

  - 9/23-25 第27回池袋演劇祭受賞劇団 インヘリット東京 『永遠の一秒』（優秀賞）
- 北区
  - シアターバビロンの流れのほとりにて
    - 9/2-4 劇団回転磁石－ゲキダンカイテンコンパス－ 『劇団回転磁石第12回公演「雨の日と月曜日のレヴュー」[注 87][117]』
    - 9/6-11 劇団SHOW特急 『悔いのない人生のすゝめ』
    - 9/17-19 シアターパントマイム企画maimuima 『グッバイマイバッグ』
- 新宿区
  - シアター風姿花伝
    - 8/31-9/4 劇闘企画 『「サマーホーム」「夢で逢う」』
    - 9/7-11 みそじん 『ひなあられ』
      - 豊島区観光協会賞

    - 9/29-10/2 風凛華斬 『風凛華斬 SINプロデュース風真Vol.8「HOLDǃ ～the ambitious～」』

演目情報：公式ホームページ第29回参加劇団・【文化情報誌「Mirai」】2017年8月号4面、受賞作品：公式ホームページ第29回受賞作品、表彰式：10月23日あうるすぽっと
8/25 サンシャインシティアルパ地下1階噴水広場 前夜祭 予告編・CM大会開催
- あうるすぽっと
  - 9/9-11 第28回池袋演劇祭受賞劇団 STAR☆JACKS 『act#011「じんない」』（大賞）
    - 豊島区民（在勤・在学含む）抽選で50組100名を招待

  - 9/22-24 特別参加 あうるすぽっとプロデュース 『Double Exposure～ダブル・エクスポージャー～』[121]
  - 9/29-10/1 第28回池袋演劇祭受賞劇団 ラビット番長 『無料公演「ギンノキヲク」＆介護福祉フェスǃ』（優秀賞）
- アートスペースサンライズホール
  - 9/1-3 Artist's あっとアート。 『第5回公演「もう独りのSOS」』
  - 9/9-10 コヒツジズ 『コヒツジズの星間旅行』
  - 9/22-24 謎のキューピー 『落語家の弟子、前座。女編。』
- シアターKASSAI
  - 8/31-9/3 劇団花鳥風月 『時代の雨～トキノアメ～』
  - 9/6-10 劇団光希 『笑顔。（すまいる）～さざんかの咲く頃に～』
    - 優秀賞

  - 9/14-18 9PROJECT 『堕ちて今、君を想ふ。』
  - 9/21-25 Re:Duhǃ 『第5回公演「クロス～橘耕斎ヘダ日記～」』
  - 9/28-10/1 演劇のろま集団 『第8回公演「オノレ・レシーブ」』
- シアターグリーン
  - BIG TREE THEATER
    - 8/30-9/3 “STRAYDOG” 『夕凪の街 桜の国』
    - 9/6-10 劇団「劇団」 『1000年の恋』
      - 豊島新聞社賞

    - 9/14−18 劇団Spookies 『妊婦っすǃ』
    - 9/27-10/2 レティクル東京座 『N〈ニュートラル〉エンタメ公演「皇宮陰陽師アノハ」』

  - BOX in BOX THEATER
    - 8/30-9/3 PROPAGANDA STAGE 『獅子』
    - 9/6-10 演劇部隊チャッターギャング 『はいǃ こちら…うわさの委員会です』
    - 9/14-18 ラビット番長 『成り果て』
      - CM大会優秀賞
      - 大賞

    - 9/20-24 劇団ヨロタミ 『アンサンブル』
      - CM大会優秀賞

    - 9/28-10/1 ワイルドチャイルド 『NO Heart To The Dead “死人に心無し”』[注 88]

  - BASE THEATER
    - 8/31-9/6 コジョ 『「狭間、酔いしれ罪か罰」「さよなら、またね」』
    - 9/8-10 Stage Project ILLUMINUS 『NO TRAVEL , NO LIFE』
    - 9/14-18 CAPTAIN CHIMPANZEE 『SANAGI』
    - 9/22-24 超人予備校 『木の葉 オン・ザ・ヘッド』
    - 9/27-10/1 LINX'Sプロデュース 『メビウス』
      - 舞台芸術振興会賞
- 北池袋新生館シアター
  - 8/30-9/3 怪奇月蝕キヲテラエ 『私の評価は星がする』
  - 9/15-17 ミステリー専門劇団回路R 『江戸川乱歩傑作シリーズ「恐怖王」』
  - 9/22-24 演劇ユニット・言葉の動物 『壊れ勝ち 七色の狂気を集めて』
  - 9/28-10/1 演劇ユニットちょもらんま 『犬神家の反則』
- てあとるらぽう
  - 9/1-3 劇団東俳 『微笑わぬ彼女』
    - CM大会最優秀賞
    - 豊島区長賞

  - 9/6-10 やみ・あがりシアター 『すずめのなみだだん!』
    - 豊島区観光協会賞

  - 9/15-17 東京ムムムカンパニー 『だるまさんが転ばない』
  - 9/21-25 をしばいかむぱにゐ 『さばかれしあこがれ』
  - 9/28-10/1 イマノカゲキ produce by BlackRomanceFilms 『かぞくのおかね』
    - CM大会特別賞
    - としまテレビ賞
- 萬劇場
  - 8/30-9/3 ラチェットレンチ 『落語の国のアリス』
  - 9/6-10 ガラ劇 『人魚秘め』
    - CM大会優秀賞
    - みらい館大明賞

  - 9/13-17 公益社団法人日本劇団協議会 『日本の演劇人を育てるプロジェクト「夜の学校」』[122][123]
  - 9/20-24 BLACK JAM 『Regulation’s Highǃ ～校庭の皇帝（エンペラー）』 
    - 豊島区町会連合会会長賞

  - 9/27-10/8 コルバタ 『プロレス超初心者ですが未来を託されました』
- 東京芸術劇場
  - シアターウエスト
    - 9/6-10 劇団暴創族 『劇団暴創族10周年記念 二作同時公演「振り子時計物語」「The Last Snow 雪女物語」』
    - 9/13-17 総天然色痛快娯楽活劇 color child 『ディアカウガールǃ』
    - 9/21-10/1 特別参加 ともだちのおとうと 『宇宙船ドリーム号』
- ギャラリー La Grotte
  - 9/14-18 劇団オンガクヤマ 『第6回公演「マリーの近況」』
  - 9/22-24 宇宙論☆講座 『変形合体音楽劇「LOVEマシーン2017」』
- 旧高田小学校[124][125]校庭
  - 9/23-24 88生まれの女たち 『野外劇 誕生』
- 南大塚ホール
  - 9/2-3 豊島区オペラソリストの会 『オペラ「カルメン」』
  - 9/9-10 第28回池袋演劇祭受賞劇団 劇団えのぐ 『君の名前を藍色の空に呟いた。』（豊島区長賞）
  - 9/23-24 第28回池袋演劇祭受賞劇団 劇団ショウダウン 『レインメーカー』（優秀賞）
    - 豊島区民（在勤・在学含む）抽選で50組100名を招待
    - CM大会特別賞
- 北区
  - シアターバビロンの流れのほとりにて
    - 9/1-3 中央大学第二演劇研究会 『ふぐの皮』
    - 9/13-17 劇団アニマル王子 『班女HANJO』
- 新宿区
  - シアター風姿花伝
    - 8/31-9/4 演劇集団TOY’s BOX 『涙は雨に』
    - 9/14-18 タッタタ探検組合 『ライセンス』
      - CM大会特別賞

    - 9/21-24 green flowers 『かっぽれǃ ～FINAL～』
      - 優秀賞

    - 9/27-10/1 劇団ピンクメロンパン 『量産型ガラパゴス』

  - コフレリオ新宿シアター
    - 9/21-25 演劇企画ハッピー圏外 『ニコニコさんが泣いた日』
      - 三浦大四郎特別賞

演目情報：公式ホームページ第30回参加劇団・【文化情報誌「Mirai」】2018年9月号2_3面、受賞作品：公式ホームページ第30回受賞作品、表彰式：10月29日あうるすぽっと
8/23 サンシャインシティアルパ地下1階噴水広場 前夜祭 予告編・CM大会
- あうるすぽっと
  - 8/30-9/9 特別参加 石井光三オフィスプロデュース 『死神の精度 7Days Judgement』
  - 9/28-30 第29回池袋演劇祭受賞劇団 ラビット番長 『ギンノキヲク（福祉フェスVer.）』（大賞）
    - 福祉フェスは入場無料
    - CM大会優秀賞
- アートスペースサンライズホール
  - 9/1-2 サルメカンパニー 『サルメカンパニー第1回公演「戦い」』
  - 9/7-9 演劇ユニット夢桟敷 『ふきだまりの唄～ホウセンカ～』
  - 9/27-30 アリゴ座 『EOL』
- シアターKASSAI 
  - 9/7-9 Anicy（アニシィ） 『台所の女たちへ』
  - 9/12-16 JAMPAN 『金魚花火』
    - としまテレビ賞

  - 9/19-24 演劇企画イロトリドリノハナ 『明日―1945年8月8日・長崎―』
    - CM大会優秀賞

  - 9/27-30 Favorite Banana Indians 『スキゾフレニック・ツーリズム〜迎え人はアリアを歌う〜』
- シアターグリーン
  - BIG TREE THEATER
    - 8/29-9/2 “STRAYDOG” 『路地裏の優しい猫』
      - 豊島区町会連合会会長賞

    - 9/12-17 ぱるエンタープライズ×劇団アルファー 『五.五合目の海』
    - 9/29-10/2 D.K HOLLYWOOD 『HELP』

  - BOX in BOX THEATER
    - 8/31-9/4 Pカンパニー 『白い花を隠す』
    - 9/6-9 ぶらはい 『その春、敢えて言うなら群青。』
    - 9/12-16 MANHOLE THEATER 『沈黙の朝、鳥の歌が聴こえていた』
      - CM大会特別賞

    - 9/20-24 晩餐ヒロックス 『ダイコウシン』
      - みらい館大明賞

  - BASE THEATER
    - 8/30-9/2 演劇企画アクタージュ 『ジャッジノット!! 審理編・評議編 （二本立て）』
    - 9/5-9 アブラクサス 『OPTIMISM 「明日は今日より美しい。明後日は明日より美しい。楽天主義はそう信じている。ヘレン・ケラー」』
    - 9/14-17 STAR☆JACKS 『君が為～恋風は揚梅の薫り～』
      - 三浦大四郎記念賞

    - 9/20-24 ラビット番長 『ギンノベースボール』
      - 優秀賞

    - 9/26-30 イマノカゲキ 『かぞくのつもり』
      - CM大会最優秀賞
- 北池袋新生館シアター
  - 9/14-17 演劇ユニットちょもらんま 『もしもティアラがなくても』
    - リベル・エンタテインメント賞

  - 9/22-24 Σ.Lupinus 『空走車』
  - 9/27-30 品川親不知 『バベルの頭領』
- てあとるらぽう
  - 9/1-2 劇団ショウダウン 『キメラの聖櫃』
  - 9/5-9 ミランダ 『ラブ・ダンディ』
  - 9/14-17 Stargazy 『“Curtain Up!” ～カーテン アップ～』
  - 9/21-24 ミステリー専門劇団回路Ｒ 『回路Rサスペンス劇場「イリスの十字架」』
  - 9/26-10/1 演劇企画ハッピー圏外 『第30回公演「陽だまりのカンバス」』
    - 豊島区長賞
- 萬劇場
  - 8/26-9/2 CHARGE 『CHARGE LIVE vol.25「OUT」』
    - 豊島区観光協会賞

  - 9/4-9 プロジェクトアスペック 『カコニスル』
  - 9/12-16 劇団たいしゅう小説家 『LDKミディアム2』
  - 9/19-23 ガラ劇 『ガラ版シェイクスピア「飛翔将軍」～マクベスを聞きながら～』
    - CM大会特別賞

  - 9/26-30 チームまん○[注 89] 『ハラミ』
    - 豊島新聞社賞
    - 相馬光に対して舞台芸術学院奨励賞
- 東京芸術劇場
  - シアターイースト
    - 9/13-23 特別参加 グループる・ばる 『蜜柑とユウウツ～茨木のり子異聞～』

  - シアターウエスト
    - 9/5-12 特別参加 トム・プロジェクト 『にっぽん男女騒乱記』
    - 9/16-21 Project Nyx 『星の王子さま』
    - 9/23-34 特別参加 ひとみ座乙女文楽 『「奥州安達原」袖萩祭文の段、「二人三番叟」』
    - 9/27-10/4 特別参加 Orega Presents Vol.1 『－初恋2018』
- ギャラリー La Grotte
  - 9/28-30 MUSICAI 『人魚姫〜或るかなわぬ夢の物語〜』
- 座・プロローグ[注 90]
  - 9/15-17 劇団東俳 『ブンナよ、木からおりてこい』
    - CM大会特別賞
- 南大塚ホール
  - 9/1-2 豊島区オペラソリストの会 『オペラ「イル・トロヴァトーレ」』
- 北区
  - シアターバビロンの流れのほとりにて
    - 9/14-17 TEAM海賊 『the Sky of Justice』
    - 9/20-23 Stunning artists academy 『ロミオ&ジュリエット』
    - 9/28-30 POWER PROJECT クーデター 『OZ』
- 新宿区
  - シアター風姿花伝
    - 9/5-9 劇団ピンクメロンパン 『oboroge』
    - 9/12-17 劇団ベイビーベイビーベイベー 『LIMIT』
      - CM大会優秀賞

    - 9/20-23 劇団東京ドラマハウス『二階から目薬』
    - 9/26-30 踊る演劇集団ムツキカっǃǃ 『第10回公演「バイバイ・マイホーム－Bye Buy My HOME－」』

  - コフレリオ新宿シアター
    - 9/13-15 劇団現代古典主義 『同時進響劇版シェイクスピア “ヴェニスの商人”「アントーニオとシャイロック」』
      - 優秀賞

    - 9/19-23 劇団SHOW特急 『旋風峠の仇討ち』
      - 大賞

    - 9/28-30 道頓堀セレブ 『トップガールズ』
      - 舞台芸術振興会賞

## 第31回〜
| 回 | 期間                      | 特記事項 |
| -- | ------------------------- | --- |
| 31 | 2019年9月1日-9月30日      | 令和元年度 文化庁 文化芸術創造拠点形成事業の助成対象となる としま未来文化財団情報紙「Mirai」では実施告知のみで演目・参加劇団の情報が掲載されなかった                                                                  |
| 32 | 2020年9月1日-9月30日 中止 | 1/22-4/10 参加劇団募集 2/6 団体・劇場関係者説明会の日程変更 4/7 緊急事態宣言発令 4/8 問い合わせの電話対応を中止 5/8 池袋演劇祭実行委員会が第32回の開催中止を発表、5/10-6/20に予定されていた審査員募集以降の行事を中止 |
| 33 | 2021年9月1日-9月30日      | 「ReStartǃ」の文字が添えられた 令和3年度 文化庁 国際文化芸術発信拠点形成事業の助成対象となる 無観客・配信上演でのエントリーが認められた CM大会はYoutubeでのオンライン開催となった 使用劇場が豊島区内のみとなった。    |
| 34 | 2022年9月1日-9月30日      | 令和4年度 文化庁 国際文化芸術発信拠点形成事業の助成対象となる 東京芸術祭2022参加プログラム 令和4年7月27日付で認証NPO法人『Ｈａｌｏ ＡＲＴ』が設立されている 豊島区制施行90周年記念特別賞が設定された                  |
| 35 | 2023年9月1日-9月30日      | 令和5年度 文化庁 文化芸術創造拠点形成事業に採択される 池袋演劇祭実行委員会事務局が『Ｈａｌｏ ＡＲＴ』内に置かれる |
| 36 | 2024年9月1日-9月30日      | 令和6年度 文化庁 文化芸術創造拠点形成事業に採択される |

演目情報：公式ホームページ第31回参加劇団、受賞作品：公式ホームページ第31回受賞作品、表彰式：10月28日 あうるすぽっと
8/23 サンシャインシティアルパ地下1階噴水広場 前夜祭 予告編・CM大会
- アトリエファンファーレ東池袋[注 92][注 93]
  - 8/27-9/1 劇団モンキーチョップ 『塚子 THE FINAL』
  - 9/3-8 劇団レトロノート 『真新しい夜の下』
    - みらい館大明賞

  - 9/11-16 外組 『外組 其の十弐「ひみずや」』
    - 舞台芸術振興会賞

  - 9/18-23 電動夏子安置システム 『第41回公演「ベンジャミンの教室」』
    - 大賞

  - 9/25-29 劇団YAMINABE 『ホーンテッドペンション』
- 北池袋新生館シアター
  - 8/28-9/3 埋れ木 『第五回本公演「瓶に詰めるから果実」「プラスチックは錆びない」［二本立て］』
    - 「瓶に詰めるから果実」出演の二宮咲に対して舞台芸術学院奨励賞

  - 9/5-8 EVKK（エレベーター企画） 『売り言葉』
  - 9/10-12 劇団おおかみ少年 『＃灰かぶってみた』
  - 9/13-16 ソラミミ 『わたしは…』
  - 9/26-29 演劇ユニットちょもらんま 『僕はキヨシ。名前だけはある。』
    - CM大会サンシャインシティ特別賞
- シアターKASSAI
  - 8/31-9/2 ジョーカーハウス 『サイバーリベリオン』
  - 9/5-9 演劇企画イロトリドリノハナ 『人生のおまけ～Collateral Beauty』
  - 9/13-16 公演延期[152] 演劇集団TOY's BOX 『貴方、だったんですね。』
  - 9/26-29 MousePiece-ree 『Gift魂』
- シアターグリーン
  - BASE THEATER
    - 8/30-9/2 いしくらけんしろうとかっぱ３兄弟 『廃れた屋(おく)の網の戸で、今年もセミが鳴いてます。(再)～メスは鳴かねぇからありゃきっとオスだ～』
    - 9/6-10 Lumiere Theater舞台制作研究社[注 94] 『走りだせǃ スピードスター』
      - としまテレビ賞

    - 9/14-16 劇団月のシナリオ 『海と日傘』
    - 9/19-23 甲斐ファクトリー 『第6回公演「8月のモンスター」』
    - 9/25-29 イマノカゲキ 『みんなのお葬式』
      - CM大会優秀賞
      - 優秀賞

  - BOX in BOX THEATER
    - 9/11-16 J-journey 『ミュージカル 未完の贈り物』
    - 9/19-23 ラビット番長 『カチナシ！』
      - 優秀賞

    - 9/26-30 演劇ユニット「クロ・クロ」 『巌窟に眠る』

  - BIG TREE THEATER
    - 9/7-16 劇団オモテナシ 『月夜に舞い上がる桜』
- 座・プロローグ
  - 9/13-15 劇団東俳 『ラフラッパ！！』
    - CM大会優秀賞

  - 9/28-29 劇団The Timeless Letter 『SEVEN STORIES』
    - CM大会最優秀賞
- てあとるらぽう
  - 9/21-22 猿美企画 『さるみ、一人舞台 はじめます。』
- 南大塚ホール
  - 8/31-9/1 豊島区オペラソリストの会 『オペラ「コジ・ファン・トゥッテ」』
  - 9/14 一般社団法人サルピーノ 『「メシア」～洗礼者ヨハネの涙～』
- 萬劇場
  - 8/28-9/1 ハグハグ共和国 『夏休みの友たち』
    - CM大会サンシャインシティ特別賞

  - 9/5-8 テンナイン 『A CRIME』
    - 三浦大四郎記念賞

  - 9/12-15 劇団ヒラガナ（ ） 『歩き巫女の花火―あるきみこのはなび―』
  - 9/20-23 劇団生命座 『太陽が落ちてきた～すずなりの逸声～』
    - CM大会優秀賞

  - 9/26-30 劇団ヨロタミ 『純愛協想曲』
    - 豊島新聞社賞
- 池袋東口ゲキパ
  - 9/3-4 緊急ルーレットユニット内企画 『Another Side Operation』
  - 9/5-6 緊急ルーレット 『第5回 緊急公演』
- 東京芸術劇場
  - シアターウエスト
    - 9/4-8 特別参加 悪い芝居 『悪い芝居vol.24「アイスとけるとヤバイ」』
    - 9/19-26 特別参加 劇団昴 『「君恋し」－ハナの咲かなかった男－』
    - 9/28-30 特別参加 シアター・キャタック 『VIVA 80-KUMI 「Road to…」』
- あうるすぽっと
  - 8/29-9/1 特別参加 theatre PEOPLE PURPLE 『STRANGE CLAN』
  - 9/4-8 第30回池袋演劇祭大賞受賞公演 劇団SHOW特急 『真田十勇伝―令和元年―』
  - 9/11-16 特別参加 大正浪漫探偵譚製作委員会 『大正浪漫探偵譚－万華鏡への招待状－』
  - 9/20-29 特別参加 オフィス上の空プロデュース 『キ上の空論#11「紺屋の明後日」』
- 北区
  - シアターバビロンの流れのほとりにて
    - 9/13-15 テアトロ＊ネネム 『今日という日の花を摘め』
    - 9/21-23 ポッキリくれよんズ 『ワーク・スペース・フライデー』
    - 9/26-30 TEAM海賊 『アンナは最高の女』
- 新宿区
  - コフレリオ新宿シアター
    - 8/29-9/8 劇団バター猫のパラドックス 『二進法の彼女・二進法の彼氏［二本立て］』
      - 豊島区町会連合会会長賞

    - 9/14-16 劇団現代古典主義 『同時進響劇「スペインの悲劇」～ヒエロニモの怒り～』
      - CM大会サンシャインシティ特別賞

    - 9/18-22 東京ハイビーム 『ホスピタル』
      - 豊島区長賞

    - 9/25-29 オフィス櫻華 『波音に青く微笑みを』

  - シアター風姿花伝
    - 9/4-8 Prelude『ここハ東京、ユメのなか』
      - 豊島区観光協会賞

    - 9/12-15 ○○Pソファ 『喜劇 暗がりの代筆屋』

（第32回は中止のため演目情報はない）
演目情報：公式ホームページ第33回参加団体、受賞作品：公式ホームページ第33回受賞作品
10月22日 公式ホームページにて演劇祭賞発表、プレスリリース配信。CM大会賞はYoutubeでの再生回数と審査員アンケートに基づいて3団体に授与。
10月30日 あうるすぽっとにて表彰式開催。ライブ配信実施
- 配信のみ
  - 9/5-19 インモラル 『カンǃ カンǃ カン!』（BOOTH[157]）
  - 9/17-30 公演延期[注 95] WORLD of the CHARACTERS 『WotC SHOW ǃ!!』
  - 9/17-30 中西崇将 『他人』（YouTube[158]）
  - 9/23-30 Performance Group hoi hoi 『ベルトコンベアのうえ』（観劇三昧[159]）
  - 9/28-10/11 公演中止[注 96] 覇天候プロデュース 『新・BREAKǃǃ 三者三様三姉妹』
  - 9/27-10/10 gene 『第3回本公演「あの海で」』[注 97]（ツイキャス[160]）
- アトリエファンファーレ東池袋
  - 9/8-12 U-33project 『カムカムバイバイ』（配信あり[161]・passmarket）
  - 9/15-26 ENGISYA THEATER COMPANY 『「MUSE」[注 98]「天国の朴」』（配信あり[162]・peatix）
  - 9/30-10/3 Rising Tiptoe 『Rising Tiptoe＃28「ウィルス会議～人間ども篇」』
    - CM大会賞
- 池袋東口ゲキパ
  - 9/3-4 緊急ルーレット 『第7回 緊急公演』
  - 9/16-18 あやかわ劇団 『あやかわ劇団4回目公演「美少女戦隊☆あやかわジャー」』
- 北池袋新生館シアター
  - 9/2-5 2/mashi 『Down By The Salley Gardens』（9/15[注 99]〜10/12配信[163]・teket）
  - 9/11-12 team RISE ! 『名も無き海賊たち－tears of the sun－』
  - 9/18-19 公演延期[注 100][164] 表現集団りでんぷしょん 『怪物覚醒』
  - 9/23-26 劇団うつろろ 『クオリア』
    - 村上美緒に対して舞台芸術学院奨励賞

  - 9/20-10/3 演劇ユニットちょもらんま 『仰げば尊し』（ライブ配信2回含む、10/8-10/31配信[165]）
    - 豊島区町会連合会会長賞
- シアターKASSAI
  - 8/31-9/5 公演中止[注 101][166] イルカ団 ! 『NEW ROMANTIC』
  - 9/16-20 演劇集団・東京ストーリーテラー 『咲きそこね、そして散りそびれ』
    - 優秀賞

  - 9/30-10/3 寝れない部屋 『Re：途方もないが、光』（10/9-17配信[167]・ツイキャス）
- シアターグリーン
  - BASE THEATER
    - 9/3-5 鳥と舟 『また今日も私が生きている今があることを想う明日がある』（10/10配信開始[168]・観劇三昧）
    - 9/8-12 劇団・東京ハイビーム 『My Sweet Baby』
      - 大賞

    - 9/16-19 国際演劇協会日本センター 『Plays 4 Covid 孤読／臨読 ～コロナ禍で生まれた海外戯曲～』
    - 9/23-26 演劇企画アクタージュ 『ホシノヒト』（9/25-10/4配信[169]・観劇三昧）
    - 9/30−10/4 ラビット番長 『第53回公演「虹の人～アスアサ四ジ イヅ ジシンアル～」』[注 102]（10/4-18配信[170][171]・ツイキャス、10/8-11配信[172]・ZAIKO）
      - 豊島区長賞

  - BOX in BOX THEATER
    - 9/8-12 東京演劇アンサンブル 『タージマハルの衛兵』
      - 三浦大四郎記念賞

    - 9/15-20 公演延期[注 103][173] ブロードウェイ・バウンズ 『立ち呑みパラダイス～昭和50年天満商店街～』
    - 9/24-26 公演延期[注 104][174] Cheeky☆Queens 『巴板額戊辰戦記（トモエハンガクボシンノセンキ）』
    - 9/29-10/3 公演中止[注 105] 演劇部隊チャッターギャング 『チャッターくんの うまれた おへや』

  - BIG TREE THEATER
    - 9/14 HOLIDAYS 『トモダチ』
    - 9/29-10/3 カガミ想馬プロデュース 『イリクラ2020-21～Iridescent Clouds～』（10/4-31配信[175]・カンフェティ）
      - 優秀賞
- としま区民センター 小ホール[注 106]
  - 収録配信[注 107][176] gene
- 座プロローグ
  - 9/17-26 劇団東俳 『風に任せて』
    - CM大会賞
    - 舞台芸術振興会賞
- 小劇場てあとるらぽう
  - 9/17-20 空間旅団 『哲学者の午睡』
  - 9/23-26 ガンガンガング 『先に』
- 南大塚ホール
  - 9/4-5 豊島区オペラソリストの会 『オペラ「フィガロの結婚」』
- 萬劇場
  - 8/27-9/5 劇団俳小 『チーチコフー死せる魂よりー』
    - 豊島区観光協会賞

  - 9/8-12 劇団ライオン・パーマ 『歌姫・ネバーダイ！ in deep』
    - CM大会賞
    - みらい館大明賞

  - 9/15-19 劇団宇宙キャンパス 『野原ニ響ク約束ノ音』 （9/16生配信[177]・Youtube、投げ銭制[178]）
    - としまテレビ賞

  - 9/22-26 劇団えのぐ 『全部、真っ赤な嘘です。』
    - 豊島新聞社賞
- 東京芸術劇場
  - シアターイースト
    - 9/16-20 特別参加 有限会社アーティストジャパン 『音楽劇 海の上のピアニスト』

  - シアターウエスト
    - 9/4-12 特別参加 トム・プロジェクト 『風間杜夫ひとり芝居「帰ってきたカラオケマン」』
    - 9/29-10/3 特別参加 劇団ホチキス 『シカバネアイズ』
- あうるすぽっと
  - 8/28-9/5 特別参加 株式会社スーパーエキセントリックシアター 『SF時代活劇「虹色とうがらし」』（9/5千秋楽生配信[179]・PIA LIVE STREAM）
  - 9/8-12 特別参加 演劇企画ユニット 劇団山本屋 『午前5時47分の時計台』
  - 9/16-20 第31回池袋演劇祭大賞受賞公演[注 108] 電動夏子安置システム 『第44回本公演「ベンジャミンの教室」』（配信あり[180][181]）

演目情報：公式ホームページ参加団体、受賞作品：公式ホームページ受賞作品 、CM大会賞：公式ホームページCM大会
2022年8月22日「前夜祭・CM大会」開幕（各公演日程に準じて、9月19日まで毎週月曜正午にCM映像を更新）、10月3日からは全作品公開。
2022年10月26日「演劇祭賞」表彰式 あうるすぽっと。ライブ配信実施
- アトリエファンファーレ東池袋
  - 9/2-4 きよみず 『紡ぐ』
    - 豊島区観光協会賞

  - 9/14-18 イルカ団 『Q.Tǃǃ!』
    - 豊島区長賞

  - 9/22-10/2 東京舞台製作 『コンビニエンスマンBB〜ぼくら日和』
- 池袋東口ゲキパ
  - 9/6-7[注 109] 緊急ルーレット 『ホワイトノイズ・クロニクル ～贋作 「人間失格」～』[注 110]
  - 9/6-7 CLUB ENTER-KEY 『脆きメサイアの手』
  - 9/9-11 Un≠i 『空白者』

- 北池袋新生館シアター
  - 9/2-4 ロウプランズ 『カッパ撲滅会議中です！』
  - 9/10-11 劇団橘花 『真夏のDestiny』
  - 9/17-18 the Dots 『オーロラのふもと』
  - 9/23-25 演劇企画団体「狂人」 『狂愛』
    - 出演・脚本・演出の中孝太に対して舞台芸術学院奨励賞

  - 9/28-10/2 KUROGOKU 『虹の彼方で待ってるよ』

- シアターグリーン
  - BASE THEATER
    - 8/31-9/4 Prelude 『ここハ東京、ユメのあと』
      - 豊島区町会連合会会長賞

    - 9/5-6 四代目杵屋浅吉一座 『朗読音楽劇 「超訳・黒塚」』
    - 9/15-18 めがね堂 『ゆめみたい』
    - 9/22-25 ラビット番長 『コマギレ』
      - 豊島区制施行90周年記念特別賞

    - 9/28-10/2 イマノカゲキ 『百二十夜』

  - BOX in BOX THEATER
    - 9/1-4 SPPTテエイパーズハウス 『第48回公演 「歴史小説家・霧島蒼龍シリーズ外伝 ／ 霧島隆子参上！ちょっと交流しちゃいます。」』
    - 9/7-11 NAOYA PRODUCE 『わが家　或る作家とその妻そして女中の記』
    - 9/16-18 劇団東京座 『三年前のリフレイン』

  - BIG TREE THEATER
    - 9/7-11 ブロードウェイ・バウンズ 『赤羽焼肉劇場』
      - 舞台芸術振興会賞

    - 9/21-27 劇団壱劇屋東京支部 『賊義賊 -Zokugizoku-』
      - CM大会賞（再生回数・得点数2位）
      - みらい館大明賞

    - 9/29-10/2 劇団アルファー 『陽炎』
      - としまテレビ賞
- 東京芸術劇場
  - シアターウエスト
    - 9/1-4 あやめ十八番 『第十四回公演 「空蝉」』
      - CM大会賞（得点数1位）
      - 優秀賞

    - 9/7-11 劇団暴創族 『鴇色珊瑚物語』[注 111]
    - 9/22-10/2 特別参加 劇団時間制作 『12人の淋しい親たち』
- ミクサライブ東京
  - Theater Mixa
    - 9/27-10/2 演劇版「稲川怪談」製作委員会（江古田のガールズ十三周年記念特別公演） 『演劇版 「稲川怪談」』

  - Hall Mixa
    - 9/11,24 「朝シェイクスピア 30分でわかるマクベス」製作委員会 『朝シェイクスピア 〜30分でわかるマクベス〜』
- 座プロローグ
  - 9/23-25 劇団東俳 『激流ノ果テ』
    - 大賞
- 南大塚ホール
  - 9/3-4 東京オペラソリストの会 『オペラ 「ヘンゼルとグレーテル」』
  - 9/9-11 NPO法人文化活動支援会まつり 『学徒隊』
  - 9/14-16 劇団CONTACT《遭遇》 『魔法使いのいる町』
- 萬劇場
  - 9/1-4 インヘリット東京 『ザ・ファイナル・セカンド 〜永遠の一秒1989〜』
  - 9/14-18 無名劇団 『プラズマ 再臨』
    - CM大会賞（再生回数1位）
    - 豊島新聞社賞

  - 9/21-25 劇団えのぐ 『君と約束した桜色の中で』
    - 三浦大四郎記念賞

  - 9/29-10/2 劇団Q+ 『第8回本公演 「ワルプルギスの夜」』
- としま区民センター 小ホール
  - 9/21 NFT メタバースラビット 『イコトイと照子』[注 112]
- あうるすぽっと
  - 8/31-9/4 第33回池袋演劇祭大賞受賞公演 東京ハイビーム 『OH! Myゴースト』
  - 9/8-11 特別参加 オペラシアターこんにゃく座 『オペラ 「ルドルフとイッパイアッテナ」』
  - 9/14-18 特別参加 リードワン/Nana Produce/HarvestTime 『まるは食堂』[注 113]

演目情報：公式ホームページ参加団体、受賞作品：公式ホームページ受賞作品 、CM大会賞：公式ホームページCM大会
2023年8月14日「前夜祭・CM大会」開幕（各公演日程に準じて、10月2日まで毎週月曜正午にCM映像を更新）、10月3日からは全作品公開。10月5日までの再生回数と審査員アンケートをもとに受賞者選出
2023年10月26日「演劇祭賞」表彰式 あうるすぽっと。ライブ配信実施
- アトリエファンファーレ東池袋
  - 9/1-3 演劇ユニット 運命論者『眠らない街と愛していたが訳ありだった僕ら』
    - 三浦大四郎記念賞

- 池袋東口ゲキパ
  - 9/5-6 STANDARD LINE. 『reading「文学ーBUNGAKUー」』
  - 9/9-10 劇団♡ひとみん 『穴に集えば』
  - 9/13-14 緊急ルーレット 『幻想第四次の囚人 ～贋作 「銀河鉄道の夜」～』

- シアターグリーン
  - BASE THEATER
    - 9/14-9/18 演劇企画アクタージュ『福寿庵』
    - 9/21-24 ラビット番長 『天召し -テンメシ-』
      - 優秀賞

    - 9/28-10/1 劇団東京座 『雨の終わりかけに怒鳴りたて』
      - CM大会賞（再生回数2位）

  - BOX in BOX THEATER
    - 9/16-18 武双剣舞威衆 八剱 『八剱版 里見八犬伝～玉梓～』
      - 豊島区町会連合会会長賞

    - 9/27-10/1 ブロードウェイ・バウンズ 『立ち呑みパラダイス〜昭和50年天満商店街〜』
      - みらい館大明賞

  - BIG TREE THEATER[189]
    - 8/31-9/3 劇団壱劇屋東京支部 『煙突もりの隠れ竜』
    - 9/16-18 劇団CONTACT《遭遇》 『黄色い家の不思議な訪問者』
    - 9/28-10/1 劇団TheTimelessLetter 『MARIONNETTE〜悪魔のくちづけ〜』
      - 大賞
      - CM大会賞（再生回数・得点数1位）

- シアターKASSAI
  - 9/27-10/1 イルカ団ǃ! 『Rendez-Vousǃǃ』
    - 優秀賞

- 北池袋新生館シアター
  - 9/2-3 the Dots 『食卓境界線』
  - 9/8-10 絶対聖域ラボラトリー 『罪と罰∞』
  - 9/13-14 Periodista 『春・1968』
  - 9/16-18 劇団車輪のわく-Rim- 『立ち枯れの木』
  - 9/23-24 劇団エドアブラ 『初版熱海殺人事件』
    - 斎藤大學に対して舞台芸術学院奨励賞

  - 9/29-10/1 きよみず 『1匹の鬼ー江戸文化を愛した文豪、永井荷風の物語ー』

- 萬劇場
  - 8/31-9/3 Ayuka project 『在りし日、学舎』
  - 9/6-10 劇団25､6時間 『想い光芒、想われ曙光』
    - 豊島新聞社賞

  - 9/13-17 劇団たいしゅう小説家 『人生交換Ⅱ』
    - 豊島区観光協会賞

  - 9/20-9/24 劇団えのぐ 『あんた、滅茶苦茶だよ！！』
    - 豊島区長賞

  - 9/27-10/1 劇団東京トライアングル 『はじまりは、いつもほら』
    - 舞台芸術振興会賞
    - CM大会賞（得点数2位）

- あうるすぽっと
  - 9/2-10 劇団東俳 『土がくれたほほえみ』
    - としまテレビ賞

  - 9/30-10/1 第34回池袋演劇祭大賞受賞公演 劇団東俳 『激流ノ果テ』

#### 広報としま
- 発行
  - 東京都豊島区
- 編集
  - 1133号（2000年3月25日）まで企画部広報課
  - 1134号（2000年 4月5日）から政策経営部広報課
- サイト運営者
  - 豊島区 / 株式会社サンウェル
- ウェブサイト名
  - 広報としまライブラリー

1. 1 2 3 4  “第741号”. toshima.rlibrary.jp (1989年5月5日). 2022年1月2日閲覧。
2. ↑  “第697号”. toshima.rlibrary.jp (1988年2月15日). 2022年1月2日閲覧。
3. ↑  “第710号”. toshima.rlibrary.jp (1988年6月25日). 2022年1月2日閲覧。
4. ↑  “第710号”. toshima.rlibrary.jp (1988年6月25日). 2022年1月2日閲覧。
5. 1 2  “第754号”. toshima.rlibrary.jp (1989年9月15日). 2022年1月2日閲覧。
6. ↑  “第1673号”. toshima.rlibrary.jp (1989年7月5日). 2022年1月3日閲覧。 “1989(平成元)年 第1回池袋演劇祭開催”
7. 1 2 3  “第747号”. toshima.rlibrary.jp (1989年7月5日). 2022年1月2日閲覧。
8. ↑  “第786号”. toshima.rlibrary.jp (1990年8月5日). 2022年1月2日閲覧。
9. ↑  “第855号”. toshima.rlibrary.jp (1992年7月5日). 2022年1月9日閲覧。
10. ↑  “第951号”. toshima.rlibrary.jp (1995年3月5日). 2022年1月2日閲覧。
11. ↑  “第1001号”. toshima.rlibrary.jp (1996年7月25日). 2022年1月2日閲覧。
12. ↑  “第1054号”. toshima.rlibrary.jp (1998年1月15日). 2022年1月2日閲覧。
13. ↑  “第750号”. toshima.rlibrary.jp (1989年8月5日). 2022年1月2日閲覧。
14. ↑  “第894号”. toshima.rlibrary.jp (1993年8月5日). 2022年1月2日閲覧。
15. ↑  “第925号”. toshima.rlibrary.jp (1994年6月15日). 2022年1月2日閲覧。
16. ↑  “第961号”. toshima.rlibrary.jp (1995年6月15日). 2022年1月2日閲覧。
17. ↑  “第997号”. toshima.rlibrary.jp (1996年6月15日). 2022年1月2日閲覧。
18. ↑  “第1093号”. toshima.rlibrary.jp (1999年2月15日). 2022年1月2日閲覧。
19. ↑  “第1103号”. toshima.rlibrary.jp (1999年5月25日). 2022年1月2日閲覧。
20. ↑  “第1131号”. toshima.rlibrary.jp (2000年3月5日). 2022年1月2日閲覧。
21. ↑  “第1141号”. toshima.rlibrary.jp (2000年6月15日). 2022年1月2日閲覧。
22. ↑  “第1179号”. toshima.rlibrary.jp (2001年7月5日). 2022年1月2日閲覧。
23. ↑  “第1313号”. toshima.rlibrary.jp (2005年3月25日). 2022年1月2日閲覧。
24. ↑  “第1317号”. toshima.rlibrary.jp (2005年5月20日). 2022年1月2日閲覧。
25. ↑  “第1368号”. toshima.rlibrary.jp (2007年7月5日). 2022年1月2日閲覧。
26. ↑  “第1378号”. toshima.rlibrary.jp (2007年12月5日). 2022年1月2日閲覧。
27. ↑  “第1094号”. toshima.rlibrary.jp (1999年2月25日). 2022年1月2日閲覧。
28. ↑  “第1109号”. toshima.rlibrary.jp (1999年7月25日). 2022年1月2日閲覧。
29. ↑  “第1140号”. toshima.rlibrary.jp (2000年6月5日). 2022年1月2日閲覧。
30. ↑  “第1213号”. toshima.rlibrary.jp (2002年6月15日). 2022年1月2日閲覧。
31. ↑  “第1247号”. toshima.rlibrary.jp (2003年5月25日). 2022年1月2日閲覧。
32. 1 2  “第1255号”. toshima.rlibrary.jp (2003年8月15日). 2022年1月2日閲覧。
33. ↑  “第1250号”. toshima.rlibrary.jp (2003年6月25日). 2022年1月2日閲覧。
34. ↑  “第1290号”. toshima.rlibrary.jp (2004年8月5日). 2022年1月2日閲覧。
35. ↑  “第1284号”. toshima.rlibrary.jp (2004年6月5日). 2022年1月2日閲覧。
36. ↑  “第1346号”. toshima.rlibrary.jp (2006年8月5日). 2022年1月2日閲覧。
37. ↑  “第1368号”. toshima.rlibrary.jp (2007年7月5日). 2022年1月2日閲覧。
38. ↑  “第1370号”. toshima.rlibrary.jp (2007年8月5日). 2022年1月2日閲覧。
39. ↑  “第1393号”. toshima.rlibrary.jp (2008年6月15日). 2022年1月2日閲覧。
40. ↑  “第1396号”. toshima.rlibrary.jp (2008年7月15日). 2022年1月2日閲覧。
41. ↑  “第1397号”. toshima.rlibrary.jp (2008年7月25日). 2022年1月2日閲覧。
42. 1 2  “第1392号”. toshima.rlibrary.jp (2008年6月5日). 2022年1月2日閲覧。
43. ↑  “第1390号”. toshima.rlibrary.jp (2008年5月15日). 2022年1月2日閲覧。
44. ↑  “第1385号”. toshima.rlibrary.jp (2008年3月20日). 2022年1月2日閲覧。
45. ↑  “第1398号”. toshima.rlibrary.jp (2008年8月5日). 2022年1月2日閲覧。
46. ↑  “第1396号”. toshima.rlibrary.jp (2008年7月15日). 2022年1月2日閲覧。
47. ↑  “第1397号”. toshima.rlibrary.jp (2008年7月25日). 2022年1月2日閲覧。
48. ↑  “第1429号”. toshima.rlibrary.jp (2009年6月15日). 2022年1月2日閲覧。
49. ↑  “第1429号”. toshima.rlibrary.jp (2009年6月15日). 2022年1月2日閲覧。
50. ↑  “第1433号”. toshima.rlibrary.jp (2009年7月25日). 2022年1月2日閲覧。
51. ↑  “第1469号”. toshima.rlibrary.jp (2010年7月25日). 2022年1月2日閲覧。
52. ↑  “第1502号”. toshima.rlibrary.jp (2011年6月25日). 2022年1月2日閲覧。
53. ↑  “第1506号”. toshima.rlibrary.jp (2011年8月5日). 2022年1月2日閲覧。
54. ↑  “第1591号”. toshima.rlibrary.jp (2013年12月11日). 2022年1月3日閲覧。
55. ↑  “第1573号”. toshima.rlibrary.jp (2013年6月11日). 2022年1月2日閲覧。
56. ↑  “第1578号”. toshima.rlibrary.jp (2013年8月1日). 2022年1月2日閲覧。
57. ↑  “第1749号”. toshima.rlibrary.jp (2017年8月11日). 2022年1月3日閲覧。

#### 早稲田大学文化資源データベース内演劇上演記録データベース
第1回
1. ↑  “としま薪能”. 2021年9月13日閲覧。
2. ↑  “民俗芸能inとしま”. 2021年9月13日閲覧。
3. ↑  “男女同権／クダショウ／骨”. 2021年9月17日閲覧。
4. ↑  “セチュアンの善人”. 2021年9月17日閲覧。
5. ↑  “正雀芝居噺の世界”. 2021年9月13日閲覧。
6. ↑  “ガキどもの憂鬱”. 2021年9月17日閲覧。
7. ↑  “薮の中に何を見た”. 2021年9月13日閲覧。
8. ↑  “ふしぎのくにのありす”. 2021年9月17日閲覧。
9. ↑  “青年の川”. 2021年9月17日閲覧。
10. ↑  “フィガロの結婚”. 2021年9月13日閲覧。
11. ↑  “Peace Boat メカゴジラ・シンドローム”. 2021年9月17日閲覧。
12. ↑  “審判 ホロ苦きは、キャラメルの味”. 2021年9月17日閲覧。
13. ↑  “三酔人経論問答”. 2021年9月17日閲覧。
14. ↑  “はなしのゆりかご”. 2021年9月13日閲覧。
15. ↑  “米井澄江ダンスパフォ−マンス”. 2021年9月13日閲覧。
16. ↑  “三遊亭円窓 パソコンネットが噺を育てた”. 2021年9月13日閲覧。
17. ↑  “風に寄りそう女2”. 2021年9月17日閲覧。
18. ↑  “たばこがめにしみる…”. 2021年9月17日閲覧。
19. ↑  “リアル・シーンズ”. 2021年9月17日閲覧。
20. ↑  “にしむくさむらい”. 2021年9月17日閲覧。
21. ↑  “HEAVEN”. 2021年9月17日閲覧。
22. ↑  “FAIR WAY”. 2021年9月17日閲覧。
23. ↑  “瑪瑙を探す女”. 2021年9月17日閲覧。
24. ↑  “トライ”. 2021年9月17日閲覧。
25. ↑  “池袋の音”. 2021年9月17日閲覧。

第2回
1. ↑  早稲田大学文化資源データベース 演劇上演記録データベース 内のファイル：0024-4-90 が「第二回池袋演劇祭参加」を表している。
2. ↑  “世界の果ての井戸”. 2021年9月12日閲覧。
3. ↑  “セチュアンの善人”. 2021年9月12日閲覧。
4. ↑  “クラウドナイン”. 2021年9月12日閲覧。
5. ↑  “桃源郷”. 2021年9月12日閲覧。
6. ↑  “100万回生きたねこ”. 2021年9月12日閲覧。
7. ↑  “美しい季節の中で…”. 2021年9月17日閲覧。
8. ↑  “引窓与兵衛”. 2021年9月17日閲覧。
9. ↑  “XY年BRAIN DOLL”. 2021年9月13日閲覧。
10. ↑  “ランドスケープⅡ”. 2021年9月13日閲覧。
11. ↑  “橋からの眺め”. 2021年9月13日閲覧。
12. ↑  “蝿取り紙”. 2021年9月17日閲覧。
13. ↑  “どてっ腹に穴をあけろ”. 2021年9月13日閲覧。
14. ↑  “役者の悪夢”. 2021年9月13日閲覧。
15. ↑  “陰府がえりのお七”. 2021年9月13日閲覧。
16. ↑  “明日見る夢”. 2021年9月13日閲覧。
17. ↑  “ヘヴィ・ジョーク”. 2021年9月13日閲覧。
18. ↑  “翼”. 2021年9月17日閲覧。
19. ↑  “ナイスガイ 島捜査官のハリキリ事件簿”. 2021年9月13日閲覧。
20. ↑  “ほんのささいな物語”. 2021年9月13日閲覧。
21. ↑  “ペリアスとメリザンド”. 2021年9月13日閲覧。
22. ↑  “会見／ピエールロベール／ひすい”. 2021年9月17日閲覧。
23. ↑  “鷹の井戸／バーリヤの浜辺で／クフーリンの死”. 2021年9月17日閲覧。

第3回
1. ↑  “最期の冒険 葦の浮き舟”. 2021年9月17日閲覧。
2. ↑  “波がしら”. 2021年9月17日閲覧。
3. ↑  “聖天に星織姫は”. 2021年9月17日閲覧。
4. ↑  “壊れる…”. 2021年9月17日閲覧。
5. ↑  “2022年のリア”. 2021年9月17日閲覧。
6. ↑  “儒艮”. 2021年9月17日閲覧。
7. ↑  “ナルシス残照”. 2021年9月17日閲覧。
8. ↑  “月ト灰の木”. 2021年9月17日閲覧。
9. ↑  “肝っ玉おっ母とその子どもたち”. 2021年9月17日閲覧。
10. ↑  “カスパー伝説”. 2021年9月17日閲覧。
11. ↑  “吹け青春の角笛を”. 2021年9月17日閲覧。

第4回
1. ↑  “ドナ・ドナ・ドナ”. 2021年9月17日閲覧。
2. ↑  “銀河鉄道の夜”. 2021年9月17日閲覧。
3. ↑  “王様盛衰記”. 2021年9月17日閲覧。
4. ↑  “収容所から来た遺書”. 2021年9月17日閲覧。
5. ↑  “じゃがいも男爵 逆転勝利だ！しゃかりきクラッシュ”. 2021年9月17日閲覧。

第5回
1. ↑  “夏日”. 2021年9月17日閲覧。
2. ↑  “永遠の源さん”. 2021年9月17日閲覧。
3. ↑  “あざみ”. 2021年9月17日閲覧。
4. ↑  “アマデウス”. 2021年9月17日閲覧。
5. ↑   “色彩組曲FFV スウィート・カラーズ・ファンタスティック・ファンタジー・ヴァージョン”. 2021年9月17日閲覧。

第6回
1. ↑  “普通の生活’94”. 2021年9月17日閲覧。
2. ↑  “ストレス解消センター行き／詩人の墓”. 2021年9月17日閲覧。
3. ↑  “ふるあめりかに袖はぬらさじ”. 2021年9月17日閲覧。
4. ↑  “教祖リチャード”. 2021年9月17日閲覧。
5. ↑  “エスケープマウスの幸せ 不能少年編”. 2021年9月17日閲覧。
6. ↑  “3P—童夢（ドーム）のダンマリな夜—”. 2021年9月17日閲覧。
7. ↑  “月感アンモナイト”. 2021年9月17日閲覧。
8. ↑  “Stand by Me”. 2021年9月17日閲覧。
9. ↑  “泪と接吻”. 2021年9月17日閲覧。
10. ↑  “オ・カ・ピ”. 2021年9月17日閲覧。
11. ↑  “異議あり！”. 2021年9月17日閲覧。
12. ↑  “DIVINE—神々の無限級数あるいは備忘録のような日用品—”. 2021年9月17日閲覧。

第7回
1. ↑  “改訂版 オイディプス王 〜三千回目の断崖〜”. 2021年9月18日閲覧。
2. ↑  “飛びたい魚”. 2021年9月18日閲覧。
3. ↑  “俺達はペ天使だ！”. 2021年9月18日閲覧。
4. ↑  “レ・ファーニュのキッス”. 2021年9月18日閲覧。
5. ↑  “スタンド・バイ・ミー”. 2021年9月18日閲覧。 “松竹百年記念公演”
6. ↑  “ピアフ 生命、燃えつきて”. 2021年9月18日閲覧。

第8回
1. ↑  “SweepSweep2”. 2021年9月19日閲覧。
2. ↑  “イーハトーヴォの宇宙から”. 2021年9月18日閲覧。
3. ↑  “シカゴ・ブルース”. 2021年9月18日閲覧。

第9回
1. ↑  “井上印☆場面缶詰”. 2021年9月21日閲覧。
2. ↑  “畳屋の女たち”. 2021年9月21日閲覧。
3. ↑  “から騒ぎ”. 2021年9月21日閲覧。
4. ↑  “罪と罰と死と乙女”. 2021年9月21日閲覧。
5. ↑  “葉武列土倭錦絵”. 2021年9月21日閲覧。

第10回
1. ↑  “夏の夜の夢”. 2021年9月21日閲覧。
2. ↑  “らぶそんぐ”. 2021年9月22日閲覧。
3. ↑  “父の詫び状”. 2021年9月21日閲覧。
4. ↑  “牛乳屋テヴィエ物語”. 2021年9月21日閲覧。
5. ↑  “ハイパー・スピニング・ワールド”. 2021年9月22日閲覧。
6. ↑  “女房の骨つき肋肉ローズマリー風味”. 2021年9月21日閲覧。
7. ↑  “電車のしっぽ”. 2021年9月21日閲覧。

第11回
1. ↑  “Care”. 2021年9月23日閲覧。
2. ↑  “ennui”. 2021年9月23日閲覧。
3. ↑  “セチュアンの善人”. 2021年9月23日閲覧。
4. ↑  “HYPER SPINNING WORLD ハイパースピニングワールド”. 2021年9月23日閲覧。
5. ↑  “どさ回りのハムレット”. 2021年9月23日閲覧。
6. ↑  “池袋モンパルナス”. 2021年9月23日閲覧。
7. ↑  “京都ニンニン寺殺人事件”. 2021年9月23日閲覧。
8. ↑  “蟻たちへの伝言”. 2021年9月23日閲覧。
9. ↑  “二階の女 （喜劇）”. 2021年9月23日閲覧。
10. ↑  “夢のタイムリミット”. 2021年9月23日閲覧。
11. ↑  “かぞくや”. 2021年9月23日閲覧。
12. ↑  “ゴブリン・ガール”. 2021年9月23日閲覧。
13. ↑  “AMENTIA”. 2021年9月23日閲覧。
14. ↑  “ヤッサ モッサ”. 2021年9月23日閲覧。
15. ↑  “新品の明日”. 2021年9月23日閲覧。
16. ↑  “から騒ぎ”. 2021年9月23日閲覧。
17. ↑  “大腿筋とエスカルゴ”. 2021年9月23日閲覧。
18. ↑  “美少女戦士セーラームーン かぐや島伝説 改訂版 夏休み！宝石探検隊”. 2021年9月23日閲覧。
19. ↑  “噂のファミリー 1億円の花婿”. 2021年9月23日閲覧。

第12回
1. ↑  “玄朴と長英”. 2021年9月25日閲覧。
2. ↑  “黄色い家の不思議な訪問者”. 2021年9月25日閲覧。
3. ↑  “ROOM”. 2021年9月25日閲覧。
4. ↑  “堕天の器”. 2021年9月25日閲覧。
5. ↑  “笑うからには服着たら？その2”. 2021年9月25日閲覧。
6. ↑  “この部屋で、君を探して”. 2021年9月27日閲覧。
7. ↑  “笑うからには服着たら？その2”. 2021年9月29日閲覧。
8. ↑  “桃色の葡萄の味”. 2021年9月29日閲覧。
9. ↑  “千枝の恋唄・2000”. 2021年9月27日閲覧。
10. ↑  “陰陽師”. 2021年9月27日閲覧。
11. ↑  “美少女戦士セーラームーン 決戦トランシルバニアの森”. 2021年9月29日閲覧。

第13回
1. ↑  “ミスター・ムーンライト”. 2021年9月30日閲覧。
2. ↑  “サラ 追想で綴る女優サラ・ベルナールの一生”. 2021年9月30日閲覧。
3. ↑  “A Liar 嘘ツキ”. 2021年9月30日閲覧。
4. ↑  “ミンタの日記”. 2021年9月30日閲覧。
5. ↑  “父と暮らせば”. 2021年9月30日閲覧。
6. ↑  “結婚契約破棄宣言”. 2021年9月30日閲覧。
7. ↑  “ハルピン帰りのヤスケ”. 2021年9月30日閲覧。
8. ↑  “ひまわり〜そばにいるだけで〜”. 2021年9月30日閲覧。
9. ↑  “トリックスター”. 2021年9月30日閲覧。
10. ↑  “ロンリーマイルーム”. 2021年9月30日閲覧。
11. ↑  “ピノキオショー／空と雲のかなたに”. 2021年10月1日閲覧。
12. ↑  “ロルカ・オリーヴの木と泉の間に”. 2021年10月2日閲覧。

第14回
1. ↑  “ファイブ”. 2021年10月5日閲覧。
2. ↑  “傾城恋飛脚”. 2021年10月5日閲覧。
3. ↑  “ここに幸あり？”. 2021年10月5日閲覧。
4. ↑  “石を狙え”. 2021年10月5日閲覧。 “第64回公演。フランス音楽、詩、芝居の夕べ。”
5. ↑  “ハルピン帰りのヤスケ”. 2021年10月5日閲覧。
6. ↑  “Destiny”. 2021年10月5日閲覧。
7. ↑  “三銃士”. 2021年10月5日閲覧。
8. ↑  “じゃじゃ馬ならし／お伽草紙”. 2021年10月5日閲覧。
9. ↑  “嵐になるまで待って”. 2021年10月6日閲覧。
10. ↑  “IN THE BLEAK MIDWINTER”. 2021年10月8日閲覧。
11. ↑  “如月の夢 不埒な裸体−”. 2021年10月8日閲覧。
12. ↑  “セチュアンの善人”. 2021年10月8日閲覧。
13. ↑  “アメンチア”. 2021年10月8日閲覧。
14. ↑  “まんぷく寺の懲りない面々”. 2021年10月9日閲覧。
15. ↑  “Dear〜大切なあなたへ〜”. 2021年10月9日閲覧。
16. ↑  “贋作・日本の歴史”. 2021年10月9日閲覧。
17. ↑  “NIPPONの夏”. 2021年10月9日閲覧。
18. ↑  “魔者達の愛”. 2021年10月9日閲覧。
19. ↑  “覇王伝”. 2021年10月9日閲覧。

第15回
1. ↑  “Big brother”. 2021年10月12日閲覧。
2. ↑  “船弁慶”. 2021年10月12日閲覧。
3. ↑  “ステージライフ”. 2021年10月14日閲覧。
4. ↑  “雨あがり陽はのぼり・・・”. 2021年10月14日閲覧。
5. ↑  “ナツヤスミ語辞典”. 2021年10月18日閲覧。
6. ↑  “レトロフューチャー”. 2021年10月16日閲覧。
7. ↑  “寒天”. 2021年10月16日閲覧。

第16回
1. ↑  “Big brother”. 2021年10月22日閲覧。
2. ↑  “—悲喜劇—自殺者”. 2021年10月22日閲覧。

第17回
1. ↑  “スケッチブックボイジャー”. 2021年11月3日閲覧。
2. ↑  “『猫のヒゲのしくみ』”. 2021年11月3日閲覧。
3. ↑  “しずかなごはん”. 2021年11月3日閲覧。
4. ↑  “インドの力”. 2021年11月3日閲覧。
5. ↑  “眠る潜水艦ホ001”. 2021年11月13日閲覧。
6. ↑  “アダルトチルドレン”. 2021年11月6日閲覧。
7. ↑  “金閣炎上”. 2021年11月6日閲覧。
8. ↑  “おなじ空を見ていた〜ある2人の物語”. 2021年11月6日閲覧。
9. ↑  “老いたる時間／フロム・アンダー・ザ・ジャンク・メタル—the 2nd ed．—”. 2021年11月6日閲覧。
10. ↑  “ドゥーワップ 優しい奴ら”. 2021年11月6日閲覧。
11. ↑  “美憎い”. 2021年11月6日閲覧。
12. ↑  “GAME‐罠”. 2021年11月6日閲覧。

第18回
1. ↑  “満月の夜は騒がしい”. 2021年11月8日閲覧。
2. ↑  “The old CLOCK”. 2021年11月8日閲覧。
3. ↑  “泥棒役者”. 2021年11月9日閲覧。
4. ↑  “美しきものの伝説”. 2021年11月9日閲覧。
5. ↑  “英機の通信簿”. 2021年11月14日閲覧。
6. ↑  “特急マッハエヴロエフ”. 2021年11月15日閲覧。
7. ↑  “戸惑いの日曜日”. 2021年11月15日閲覧。

第19回
1. ↑  “狂美花”. 2021年11月18日閲覧。
2. ↑  “月が消えた夜に”. 2021年11月18日閲覧。
3. ↑  “狐とぶどう フィゲレドの戯曲とイソップの寓話から”. 2021年11月20日閲覧。
4. ↑  “だちょうはゆっくりと砂をはむのだ。”. 2021年11月21日閲覧。
5. ↑  “犬顔家の一族の陰謀”. 2021年11月21日閲覧。

第20回
1. ↑  “池袋演劇祭 2008”. 2021年11月23日閲覧。 “20周年記念。あうるすぽっと開館1周年記念公演”
2. ↑  “飛行機雲〜DJから特攻隊へ愛を込めて〜”. 2021年11月22日閲覧。
3. ↑  “西の国の伊達男”. 2021年11月22日閲覧。
4. ↑  “怪談 牡丹燈籠”. 2021年11月22日閲覧。
5. ↑  “池袋わが町”. 2021年11月22日閲覧。
6. ↑  “瀕死の王”. 2021年11月22日閲覧。
7. ↑  “STUDENT ART FESTIVAL VOL．2”. 2021年11月23日閲覧。

第21回
1. ↑  “11月15日の夜空に”. 2021年11月25日閲覧。
2. ↑  “啄木鳥が鳴く森の中で”. 2021年10月25日閲覧。
3. ↑  “白雪姫と七人のム・フ・フ・・・”. 2021年11月25日閲覧。
4. ↑  “アントニーとクレオパトラ”. 2021年11月25日閲覧。
5. ↑  “ちょっとそこまで”. 2021年11月26日閲覧。
6. ↑  “逆手本忠臣蔵”. 2021年11月26日閲覧。
7. ↑  “100年目の眠り姫”. 2021年11月26日閲覧。
8. ↑  “からゆきさん”. 2021年11月26日閲覧。
9. ↑  “時の刻印〜新説国定忠治伝〜”. 2021年11月27日閲覧。
10. ↑  “君がもしアンデルセンだったら・・・”. 2021年11月27日閲覧。
11. ↑  “三人でシェイクスピア”. 2021年11月27日閲覧。
12. ↑  “FEVER 眺め続けた展望の行方”. 2021年11月27日閲覧。

第22回
1. ↑  “かたり芝居と民話劇”. 2021年11月28日閲覧。
2. ↑  “テノヒラサイズの人生大車輪”. 2021年11月28日閲覧。
3. ↑  “トキワ荘の夏”. 2021年11月28日閲覧。
4. ↑  “WILD TURKEY”. 2021年12月30日閲覧。
5. ↑  “父と暮らせば—死者と生者の対話—”. 2021年12月30日閲覧。
6. ↑  “スプーン一杯の資本主義”. 2021年11月29日閲覧。
7. ↑  “スタニスラフスキー探偵団”. 2021年11月29日閲覧。

第23回
1. ↑  “形而上学的日常に於ける現象と談笑”. 2021年12月1日閲覧。
2. ↑  “同志の人々”. 2021年12月2日閲覧。

第24回
1. ↑  “百物語”. 2021年12月12日閲覧。
2. ↑  “ミス・タナカ”. 2021年12月18日閲覧。
3. ↑  “トキワ荘の夏”. 2021年12月12日閲覧。

第25回
1. ↑  “鑑賞者”. 2021年12月25日閲覧。
2. ↑  “かっぽれ！”. 2021年12月25日閲覧。
3. ↑  “東の風が吹くとき”. 2021年12月25日閲覧。
4. ↑  “風—ふう—”. 2021年12月26日閲覧。
5. ↑  “ケンジ先生”. 2021年12月26日閲覧。

第26回
1. ↑  “HAMLET”. 2021年12月30日閲覧。

第27回
1. ↑  “逆鱗アンドロイド”. 2021年12月31日閲覧。
2. ↑  “人魚姫”. 2021年12月31日閲覧。
3. ↑  “語る室”. 2021年12月31日閲覧。
4. ↑  “BIRTH〜ベルー日本大使公邸人実事件〜”. 2021年12月31日閲覧。

#### 受賞に関するもの
1. ↑  “X-QUEST公演 「色彩組曲 Remix」　特設ページ”. www.x-quest.jp. 2021年9月16日閲覧。 “第４回池袋演劇祭グランプリ受賞”
2. ↑  翌年の同名公演のフライヤーに「'92池袋演劇グランプリ受賞」の記載がある
3. ↑  “紅萬子・南条好輝二人芝居”. nanjo-kouki.com. 2021年9月16日閲覧。 “1994年度池袋演劇祭　グランプリ賞”
4. ↑  “ジャブジャブ”. 劇団ジャブジャブサーキット公式サイト. 2021年9月16日閲覧。 “第17回　「永遠の源さん」1993年8～9月（池袋演劇祭優秀賞）”
5. ↑  “X-QUEST公演 「色彩組曲 Remix」　特設ページ”. www.x-quest.jp. 2021年9月16日閲覧。 “招待劇団として再演”
6. ↑  “2022年のリア”. 演劇上演記録データベース.   早稲田大学文化資源データベース. 2021年9月17日閲覧。 “池袋演劇祭グランプリ競演”
7. ↑  “永遠の源さん”. 演劇上演記録データベース.   早稲田大学文化資源データベース. 2021年9月17日閲覧。 “第五回池袋演劇祭優秀賞受賞リターン公演”
8. ↑  “傷だらけの手”. 演劇上演記録データベース.   早稲田大学文化資源データベース. 2021年9月18日閲覧。 “池袋演劇祭招聘作品”
9. ↑  “劇団俳小について”. 2021年10月2日閲覧。 “平成13(2001)年	『ロルカ～オリーヴの木と泉の間に』 池袋演劇祭優秀賞”
10. ↑  表彰式参加者のブログ記事による。“日々是雑覇 2003/10/20(月) 祝！！受賞！！” (2003年10月20日). 2021年10月20日時点のオリジナルよりアーカイブ。2021年10月21日閲覧。
11. ↑  “日々是雑覇 2003/10/20(月) 祝！！受賞！！” (2003年10月20日). 2021年10月20日時点のオリジナルよりアーカイブ。2021年10月21日閲覧。
12. ↑  “須藤彰子ギャラリー > 略歴”. 2021年10月18日閲覧。
13. ↑  “劇団ZAPPA | 演劇･ミュージカル等のクチコミ＆チケット予約★CoRich舞台芸術！”. CoRich舞台芸術！. 2021年10月18日閲覧。
14. ↑  劇団花鳥風月 - ウェイバックマシン（2003年12月3日アーカイブ分）
15. ↑  劇団未来劇場 公演レパートリー（３） - ウェイバックマシン（2004年6月11日アーカイブ分）
16. ↑  “劇団未来劇場 | 演劇･ミュージカル等のクチコミ＆チケット予約★CoRich舞台芸術！”. CoRich舞台芸術！. 2022年1月2日閲覧。
17. ↑  “「シノハラステージング」公式ホームページ”. 「シノハラステージング」公式ホームページ. 2022年1月2日閲覧。
18. ↑  “生命座　履歴”. seimeiza.net. 2017年4月3日時点のオリジナルよりアーカイブ。2021年11月4日閲覧。 “2005年9月「鼓動を刻む聖戦・･僕らミクロの兵士たち」
第17回池袋演劇祭初参加 大塚ジェルスホール
＊東京芸術劇場での表彰式にて日本映画俳優協会賞を受賞”
19. ↑  幕末エンターテイメント－劇団ZAPPA／雑覇(zappa)瓦版/topics 『空-SORA-』優秀賞受賞！！ - ウェイバックマシン（2005年12月12日アーカイブ分）
20. ↑  “劇団俳小について｜劇団俳小”. www.haishou.co.jp. 2021年11月6日閲覧。 “平成17年に水上勉　原作、入谷俊一　演出による『金閣炎上』で第17回池袋演劇祭大賞を受賞”